# Sticky & Sweet Tour
Sticky & Sweet Tour – ósma trasa koncertowa Madonny promująca album Hard Candy. Trasa składa się z 85 koncertów w Wielkiej Brytanii, Francji, Niemczech, Szwajcarii, Holandii, Polsce, Włoszech, Portugalii, Austrii, Grecji, Hiszpanii, Czarnogórze, USA, Meksyku, Kanadzie, Chile, Argentynie i Brazylii. Trasa koncertowa składała się z dwóch części. Pierwsza (2008) przyniosła dochód $282 mln i objęła koncertami Europę, Amerykę Północną i Amerykę Południową. Ostatecznie, po zakończeniu drugiej części trasy (2009), trasa stała się najbardziej dochodową zaraz po trasie A Bigger Bang Tour Rolling Stonesów z dochodem 408 mln $ i sprzedażą 3,5 miliona biletów.
Sticky & Sweet Tour została oficjalnie potwierdzona przez Guya Oseary. Jest to pierwsza trasa koncertowa Madonny kierowana przez wytwórnię Live Nation, z którą w październiku 2007 gwiazda podpisała kontrakt opiewający na kwotę 120 milionów dolarów.

## Kontynuacja
Latem 2009 roku odbyła się kontynuacja trasy koncertowej Sticky & Sweet Tour. Tym razem Madonna ze swoim show wystąpiła ponownie w Europie, a także w Azji. Po raz pierwszy odwiedziła Polskę. Na koncert w Warszawie sprzedano ponad 79 tysięcy biletów co przyniosło $6,5 mln dochodu.

## Lista utworów
| 2008 |
| --- |
| 1. „The Sweet Machine” (Video Introduction) (elementy „Manipulated Loving”, „4 Minutes”, „Human Nature”, „Give It 2 Me” i „Die Another Day”) 2. „Candy Shop” (elementy „4 Minutes” i „Beat Goes On”) 3. „Beat Goes On” (elementy „And the Beat Goes On”) 4. „Human Nature” (elementy „Gimme More” i „What You Need”) 5. „Vogue” (elementy „4 Minutes”, „Give It to Me” i „Discothèque”) 6. „Die Another Day” (Remix) (Video Interlude) (elementy „Do You Wanna Get Funky”, „Planet Rock” i „Looking for the Perfect Beat”) 7. „Into the Groove” (elementy „Toop Toop”, „Body Work”, „Jump”, „Apache”, „It's Like That” i „Double Dutch Bus”) 8. „Heartbeat" 9. „Borderline” 10. „She’s Not Me” (elementy „Thief of Hearts”) 11. „Music” (elementy „Put Your Hands Up 4 Detroit”, „Last Night a DJ Saved My Life” i „Heartbeat”) 12. „Rain” (Remix) (Video Interlude) (elementy „Here Comes the Rain Again” i „4 Minutes”) 13. „Devil Wouldn't Recognize You" 14. „Spanish Lesson" 15. „Miles Away” 16. „La Isla Bonita” (elementy „Lela Pala Tute”) 17. „Doli Doli” (Dance Interlude) (elementy „Me Darava”) 18. „You Must Love Me” 19. „Get Stupid” (Video Interlude) (elementy „Beat Goes On”, „Give It 2 Me”, „4 Minutes” i „Voices”) 20. „4 Minutes” 21. „Like a Prayer” (elementy „Don’t You Want Me” i „Feels Like Home”) 22. „Ray of Light” 23. „Hung Up” (elementy „A New Level”, „Give It 2 Me” i „4 Minutes”) 24. „Give It 2 Me” (Jody Den Broeder Remix) (elementy „Fired Up!”) |

| 2009 |
| --- |
| 1. „The Sweet Machine” (Video Introduction) (elementy „Manipulated Loving”, „4 Minutes”, „Human Nature”, „Give It 2 Me” i „Die Another Day”) 2. „Candy Shop” (elementy „4 Minutes” i „Beat Goes On”) 3. „Beat Goes On” (elementy „And the Beat Goes On”) 4. „Human Nature” (elementy „Gimme More” i „What You Need”) 5. „Vogue” (elementy „4 Minutes”, „Give It to Me” i „Discothèque”) 6. „Die Another Day” (Remix) (Video Interlude) (elementy „Planet Rock”, „Looking for the Perfect Beat” i „Do You Wanna Get Funky”) 7. „Into the Groove” (elementy „Toop Toop”, „Body Work”, „Jump”, „Apache”, „It's Like That” i „Double Dutch Bus”) 8. „Holiday” (elementy „Celebration”, „Everybody”, „Jam”, „2000 Watts”, „Billie Jean”, „Another Part of Me” i „Wanna Be Startin’ Somethin’”) 9. „Dress You Up”(elementy „My Sharona”, „God Save the Queen” i „Mickey”) 10. „She’s Not Me” (elementy „Thief of Hearts”) 11. „Music” (elementy „Put Your Hands Up 4 Detroit”, „Last Night a DJ Saved My Life” i „Heartbeat”) 12. „Rain” (Remix) (Video Interlude) (elementy „Here Comes the Rain Again” i „4 Minutes”) 13. „Devil Wouldn't Recognize You" 14. „Spanish Lesson" 15. „Miles Away” 16. „La Isla Bonita” (elementy „Lela Pala Tute”) 17. „Doli Doli” (Dance Interlude) (elementy „Me Darava”) 18. „You Must Love Me” 19. „Get Stupid” (Video Interlude) (elementy „Beat Goes On”, „Give It 2 Me”, „4 Minutes” i „Voices”) 20. „4 Minutes” 21. „Like a Prayer” (elementy „Don’t You Want Me” i „Feels Like Home”) 22. „Frozen” (elementy „I'm Not Alone”, „Open Your Heart” i „Hung Up”) 23. „Ray of Light” 24. „Give It 2 Me” (Jody Den Broeder Remix) (elementy „Fired Up!”) |

## Ciekawostki
- Przed rozpoczęciem „Hung Up” piosenkarka zapowiedziała, iż będzie śpiewać piosenki, których domagają się fani. Zazwyczaj była to pierwsza zwrotka i refren, tuż przed pierwszymi taktami hitu z albumu „Confessions on a Dance Floor”.

Utwory, które można było usłyszeć w części „request”:
1. „Express Yourself” - 22 razy
2. „Like a Virgin” - 13 razy
3. „Dress You Up” - 7 razy
4. „Holiday” - 4 razy
5. „Sorry” - 4 razy
6. „Material Girl” - 2 razy
7. „Open Your Heart” - 2 razy
8. „I Love New York” - 2 razy
9. „Everybody” - 1 raz
10. „Burning Up” - 1 raz
11. „Lucky Star” - 1 raz
12. „Secret” - 1 raz
13. „Beautiful Stranger” - 1 raz
14. „American Life” - 1 raz

- Wielu fanów skrytykowało wprowadzenie „Hot Ticket”, biletu który daje możliwość oglądania koncertu w „Złotym kole”. Wcześniej były to miejsca zarezerwowane dla największych fanów, którzy długo wyczekiwali na koncert artystki. A bilety te na trasę S&S kosztują 200 euro.
- Ponad 80% biletów na trasę sprzedano podczas 1 dnia przedsprzedaży. Tym samym Madonna pobija utworzone przez samą siebie rekordy w szybkości sprzedaży biletów.
- Kilkanaście koncertów, np. w Paryżu i Rzymie wyprzedano w niecałe 30 minut.
- Podczas koncertu w Los Angeles 6 listopada do Madonny przyłączyli się Justin Timberlake i Britney Spears.

## Lista koncertów
Wszystkie koncerty poza jednym (z 16 września 2008) zostały w pełni wyprzedane.
| Data                      | Miejscowość           | Państwo           | Obiekt                           | Support          | Sprzedane bilety     | Dochód (USD)         |
| Europa                    | Europa                | Europa            | Europa                           | Europa           | Europa               | Europa               |
| ------------------------- | --------------------- | ----------------- | -------------------------------- | ---------------- | -------------------- | -------------------- |
| 23 sierpnia 2008(dts)     | Cardiff               | Wielka Brytania   | Millennium Stadium               | brak             | 33 460               | 5 279 107            |
| 26 sierpnia 2008(dts)     | Nicea                 | Francja           | Stade Charles-Ehrmann            | Robyn            | 41 483               | 4 381 242            |
| 28 sierpnia 2008(dts)     | Berlin                | Niemcy            | Stadion Olimpijski               | Robyn            | 47 368               | 6 048 086            |
| 30 sierpnia 2008(dts)     | Zurych                | Szwajcaria        | Military Airfield                | Robyn            | 70 314               | 11 093 631           |
| 2 września 2008(dts)      | Amsterdam             | Holandia          | Amsterdam ArenA                  | Robyn            | 50 588               | 6 717 734            |
| 4 września 2008(dts)      | Düsseldorf            | Niemcy            | ESPRIT arena                     | Robyn            | 35 014               | 4 650 327            |
| 6 września 2008(dts)      | Rzym                  | Włochy            | Stadio Olimpico                  | Benny Benassi    | 57 690               | 5 713 196            |
| 9 września 2008(dts)      | Frankfurt nad Menem   | Niemcy            | Commerzbank-Arena                | Robyn            | 39 543               | 6 020 706            |
| 11 września 2008(dts)     | Londyn                | Wielka Brytania   | Stadion Wembley                  | Paul Oakenfold   | 73 349               | 11 796 540           |
| 14 września 2008(dts)     | Lizbona               | Portugalia        | Parque da Bela Vista             | Robyn            | 75 000               | 6 295 068            |
| 16 września 2008(dts)     | Sewilla               | Hiszpania         | Estadio de La Cartuja            | Robyn            | 47 712 (z 59 258)    | 4 874 380            |
| 18 września 2008(dts)     | Walencja              | Hiszpania         | Circuit Ricardo Tormo            | Robyn            | 50 143               | 4 941 980            |
| 20 września 2008(dts)     | Saint-Denis (Paryż)   | Francja           | Stade de France                  | Bob Sinclar      | 138 163 (w sumie)    | 17 583 211 (w sumie) |
| 21 września 2008(dts)     | Saint-Denis (Paryż)   | Francja           | Stade de France                  | Bob Sinclar      | 138 163 (w sumie)    | 17 583 211 (w sumie) |
| 23 września 2008(dts)     | Wiedeń                | Austria           | Donauinsel                       | Robyn            | 57 002               | 8 140 858            |
| 25 września 2008(dts)     | Budva                 | Czarnogóra        | Jaz Beach                        | Robyn            | 47 524               | 3 463 063            |
| 27 września 2008(dts)     | Ateny                 | Grecja            | Stadion Olimpijski               | Robyn            | 75 637               | 9 030 440            |
| Ameryka Północna          |                       |                   |                                  |                  |                      |                      |
| 4 października 2008(dts)  | East Rutherford       | Stany Zjednoczone | Izod Center                      | brak             | 16 896               | 2 812 250            |
| 6 października 2008(dts)  | Nowy Jork             | Stany Zjednoczone | Madison Square Garden            | 61 586 (w sumie) | 11 527 375 (w sumie) |                      |
| 7 października 2008(dts)  | Nowy Jork             | Stany Zjednoczone | Madison Square Garden            | 61 586 (w sumie) | 11 527 375 (w sumie) |                      |
| 11 października 2008(dts) | Nowy Jork             | Stany Zjednoczone | Madison Square Garden            | 61 586 (w sumie) | 11 527 375 (w sumie) |                      |
| 12 października 2008(dts) | Nowy Jork             | Stany Zjednoczone | Madison Square Garden            | 61 586 (w sumie) | 11 527 375 (w sumie) |                      |
| 15 października 2008(dts) | Boston                | Stany Zjednoczone | TD Garden                        | 26 611 (w sumie) | 3 658 850 (w sumie)  |                      |
| 16 października 2008(dts) | Boston                | Stany Zjednoczone | TD Garden                        | 26 611 (w sumie) | 3 658 850 (w sumie)  |                      |
| 18 października 2008(dts) | Toronto               | Kanada            | Air Canada Centre                | 34 324 (w sumie) | 6 356 171 (w sumie)  |                      |
| 19 października 2008(dts) | Toronto               | Kanada            | Air Canada Centre                | 34 324 (w sumie) | 6 356 171 (w sumie)  |                      |
| 22 października 2008(dts) | Montreal              | Kanada            | Centre Bell                      | 34 301 (w sumie) | 5 391 881 (w sumie)  |                      |
| 23 października 2008(dts) | Montreal              | Kanada            | Centre Bell                      | 34 301 (w sumie) | 5 391 881 (w sumie)  |                      |
| 26 października 2008(dts) | Chicago               | Stany Zjednoczone | United Center                    | 30 968 (w sumie) | 5 777 490 (w sumie)  |                      |
| 27 października 2008(dts) | Chicago               | Stany Zjednoczone | United Center                    | 30 968 (w sumie) | 5 777 490 (w sumie)  |                      |
| 30 października 2008(dts) | Vancouver             | Kanada            | BC Place Stadium                 | 52 712           | 5 389 762            |                      |
| 1 listopada 2008(dts)     | Oakland               | Stany Zjednoczone | Oracle Arena                     | 28 198 (w sumie) | 4 964 765 (w sumie)  |                      |
| 2 listopada 2008(dts)     | Oakland               | Stany Zjednoczone | Oracle Arena                     | 28 198 (w sumie) | 4 964 765 (w sumie)  |                      |
| 4 listopada 2008(dts)     | San Diego             | Stany Zjednoczone | Petco Park                       | Paul Oakenfold   | 35 743               | 5 097 515            |
| 6 listopada 2008(dts)     | Los Angeles           | Stany Zjednoczone | Dodger Stadium                   | Paul Oakenfold   | 43 919               | 5 858 730            |
| 8 listopada 2008(dts)     | Paradise (Las Vegas)  | Stany Zjednoczone | MGM Grand Garden Arena           | brak             | 29 157 (w sumie)     | 8 397 640 (w sumie)  |
| 9 listopada 2008(dts)     | Paradise (Las Vegas)  | Stany Zjednoczone | MGM Grand Garden Arena           | brak             | 29 157 (w sumie)     | 8 397 640 (w sumie)  |
| 11 listopada 2008(dts)    | Denver                | Stany Zjednoczone | Pepsi Center                     | brak             | 23 501 (w sumie)     | 4 434 020 (w sumie)  |
| 12 listopada 2008(dts)    | Denver                | Stany Zjednoczone | Pepsi Center                     | brak             | 23 501 (w sumie)     | 4 434 020 (w sumie)  |
| 16 listopada 2008(dts)    | Houston               | Stany Zjednoczone | Minute Maid Park                 | brak             | 41 498               | 5 170 100            |
| 18 listopada 2008(dts)    | Detroit               | Stany Zjednoczone | Ford Field                       | brak             | 30 119               | 2 395 900            |
| 20 listopada 2008(dts)    | Filadelfia            | Stany Zjednoczone | Wells Fargo Center               | brak             | 13 790               | 2 318 530            |
| 22 listopada 2008(dts)    | Atlantic City         | Stany Zjednoczone | Boardwalk Hall                   | brak             | 13 293               | 3 321 000            |
| 24 listopada 2008(dts)    | Atlanta               | Stany Zjednoczone | Philips Arena                    | brak             | 14 843               | 2 632 952            |
| 26 listopada 2008(dts)    | Miami Gardens (Miami) | Stany Zjednoczone | Sun Life Stadium                 | Paul Oakenfold   | 47 998               | 6 137 030            |
| 29 listopada 2008(dts)    | Meksyk                | Meksyk            | Foro Sol                         | Paul Oakenfold   | 104 270 (w sumie)    | 10 428 743 (w sumie) |
| 30 listopada 2008(dts)    | Meksyk                | Meksyk            | Foro Sol                         | Paul Oakenfold   | 104 270 (w sumie)    | 10 428 743 (w sumie) |
| Ameryka Południowa        |                       |                   |                                  |                  |                      |                      |
| 4 grudnia 2008(dts)       | Buenos Aires          | Argentyna         | Estadio Monumental               | Paul Oakenfold   | 263 693 (w sumie)    | 18 274 292 (w sumie) |
| 5 grudnia 2008(dts)       | Buenos Aires          | Argentyna         | Estadio Monumental               | Paul Oakenfold   | 263 693 (w sumie)    | 18 274 292 (w sumie) |
| 7 grudnia 2008(dts)       | Buenos Aires          | Argentyna         | Estadio Monumental               | Paul Oakenfold   | 263 693 (w sumie)    | 18 274 292 (w sumie) |
| 8 grudnia 2008(dts)       | Buenos Aires          | Argentyna         | Estadio Monumental               | Paul Oakenfold   | 263 693 (w sumie)    | 18 274 292 (w sumie) |
| 10 grudnia 2008(dts)      | Santiago              | Chile             | Estadio Nacional de Chile        | Paul Oakenfold   | 146 242 (w sumie)    | 11 385 499 (w sumie) |
| 11 grudnia 2008(dts)      | Santiago              | Chile             | Estadio Nacional de Chile        | Paul Oakenfold   | 146 242 (w sumie)    | 11 385 499 (w sumie) |
| 14 grudnia 2008(dts)      | Rio de Janeiro        | Brazylia          | Estádio do Maracanã              | Paul Oakenfold   | 107 000 (w sumie)    | 7 322 269 (w sumie)  |
| 15 grudnia 2008(dts)      | Rio de Janeiro        | Brazylia          | Estádio do Maracanã              | Paul Oakenfold   | 107 000 (w sumie)    | 7 322 269 (w sumie)  |
| 18 grudnia 2008(dts)      | São Paulo             | Brazylia          | Estádio do Morumbi               | Paul Oakenfold   | 196 656 (w sumie)    | 15 462 185 (w sumie) |
| 20 grudnia 2008(dts)      | São Paulo             | Brazylia          | Estádio do Morumbi               | Paul Oakenfold   | 196 656 (w sumie)    | 15 462 185 (w sumie) |
| 21 grudnia 2008(dts)      | São Paulo             | Brazylia          | Estádio do Morumbi               | Paul Oakenfold   | 196 656 (w sumie)    | 15 462 185 (w sumie) |
| Europa                    |                       |                   |                                  |                  |                      |                      |
| 4 lipca 2009(dts)         | Londyn                | Wielka Brytania   | O2 Arena                         | Paul Oakenfold   | 27 464 (w sumie)     | 5 873 149 (w sumie)  |
| 5 lipca 2009(dts)         | Londyn                | Wielka Brytania   | O2 Arena                         | Paul Oakenfold   | 27 464 (w sumie)     | 5 873 149 (w sumie)  |
| 7 lipca 2009(dts)         | Manchester            | Wielka Brytania   | Manchester Evening News Arena    | Paul Oakenfold   | 13 457               | 2 827 517            |
| 9 lipca 2009(dts)         | Paryż                 | Francja           | Palais Omnisports de Paris-Bercy | Paul Oakenfold   | 15 806               | 2 306 551            |
| 11 lipca 2009(dts)        | Werchter              | Belgia            | Werchter Festival Park           | Paul Oakenfold   | 68 434               | 7 190 295            |
| 14 lipca 2009(dts)        | Mediolan              | Włochy            | San Siro                         | Paul Oakenfold   | 55 338               | 6 507 798            |
| 16 lipca 2009(dts)        | Udine                 | Włochy            | Stadio Friuli                    | Paul Oakenfold   | 28 362               | 3 236 277            |
| 21 lipca 2009(dts)        | Barcelona             | Hiszpania         | Estadi Olímpic Lluís Companys    | Paul Oakenfold   | 44 811               | 5 010 557            |
| 23 lipca 2009(dts)        | Madryt                | Hiszpania         | Estadio Vicente Calderón         | Paul Oakenfold   | 31 941               | 4 109 791            |
| 25 lipca 2009(dts)        | Saragossa             | Hiszpania         | Recinto de la Feria de Zaragoza  | Paul Oakenfold   | 30 940               | 2 015 381            |
| 28 lipca 2009(dts)        | Oslo                  | Norwegia          | Valle Hovin                      | Paul Oakenfold   | 79 409 (w sumie)     | 10 481 500 (w sumie) |
| 30 lipca 2009(dts)        | Oslo                  | Norwegia          | Valle Hovin                      | Paul Oakenfold   | 79 409 (w sumie)     | 10 481 500 (w sumie) |
| 2 sierpnia 2009(dts)      | Petersburg            | Rosja             | Plac Pałacowy                    | Paul Oakenfold   | 27 103               | 4 431 805            |
| 4 sierpnia 2009(dts)      | Tallinn               | Estonia           | Tallinn Song Festival Grounds    | Paul Oakenfold   | 72 067               | 5 924 839            |
| 6 sierpnia 2009(dts)      | Helsinki              | Finlandia         | Jätkäsaari                       | Paul Oakenfold   | 85 354               | 12 148 455           |
| 8 sierpnia 2009(dts)      | Göteborg              | Szwecja           | Ullevi                           | Paul Oakenfold   | 119 709 (w sumie)    | 14 595 910 (w sumie) |
| 9 sierpnia 2009(dts)      | Göteborg              | Szwecja           | Ullevi                           | Paul Oakenfold   | 119 709 (w sumie)    | 14 595 910 (w sumie) |
| 11 sierpnia 2009(dts)     | Kopenhaga             | Dania             | Parken                           | Paul Oakenfold   | 48 064               | 6 709 250            |
| 13 sierpnia 2009(dts)     | Praga                 | Czechy            | Chodov Natural Amphitheater      | Paul Oakenfold   | 42 682               | 3 835 776            |
| 15 sierpnia 2009(dts)     | Warszawa              | Polska            | Lotnisko Bemowo                  | Paul Oakenfold   | 79 343               | 6 526 867            |
| 18 sierpnia 2009(dts)     | Monachium             | Niemcy            | Stadion Olimpijski               | Paul Oakenfold   | 35 127               | 3 655 403            |
| 22 sierpnia 2009(dts)     | Budapeszt             | Węgry             | Kincsem Park                     | Paul Oakenfold   | 41 045               | 3 920 651            |
| 24 sierpnia 2009(dts)     | Belgrad               | Serbia            | Ušće Park                        | Paul Oakenfold   | 39 713               | 1 738 139            |
| 26 sierpnia 2009(dts)     | Bukareszt             | Rumunia           | Parc Izvor                       | Paul Oakenfold   | 69 088               | 4 659 836            |
| 28 sierpnia 2009(dts)     | Sofia                 | Bułgaria          | Stadion Narodowy                 | Paul Oakenfold   | 53 660               | 4 896 938            |
| Azja                      |                       |                   |                                  |                  |                      |                      |
| 1 września 2009(dts)      | Tel Awiw-Jafa         | Izrael            | Park ha-Jarkon                   | Paul Oakenfold   | 99 674 (w sumie)     | 14 656 063 (w sumie) |
| 2 września 2009(dts)      | Tel Awiw-Jafa         | Izrael            | Park ha-Jarkon                   | Paul Oakenfold   | 99 674 (w sumie)     | 14 656 063 (w sumie) |

## Galeria zdjęć

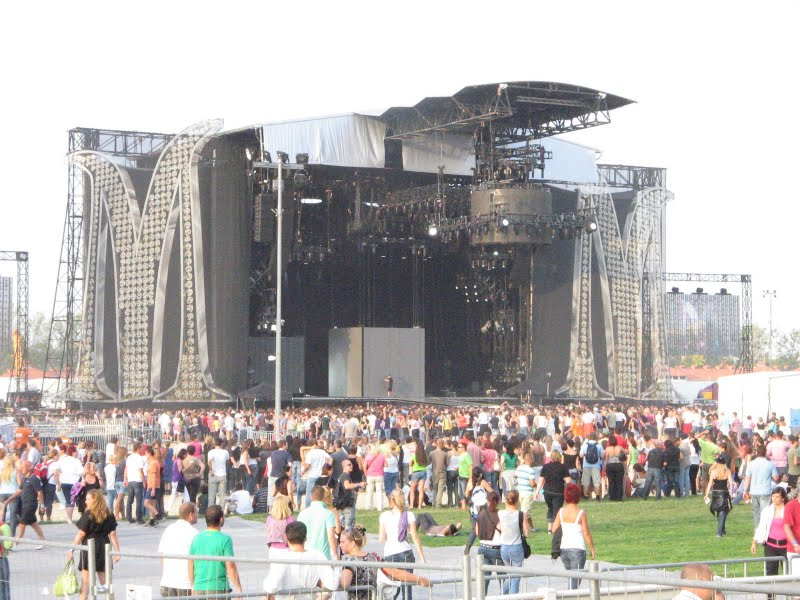
Przed koncertem
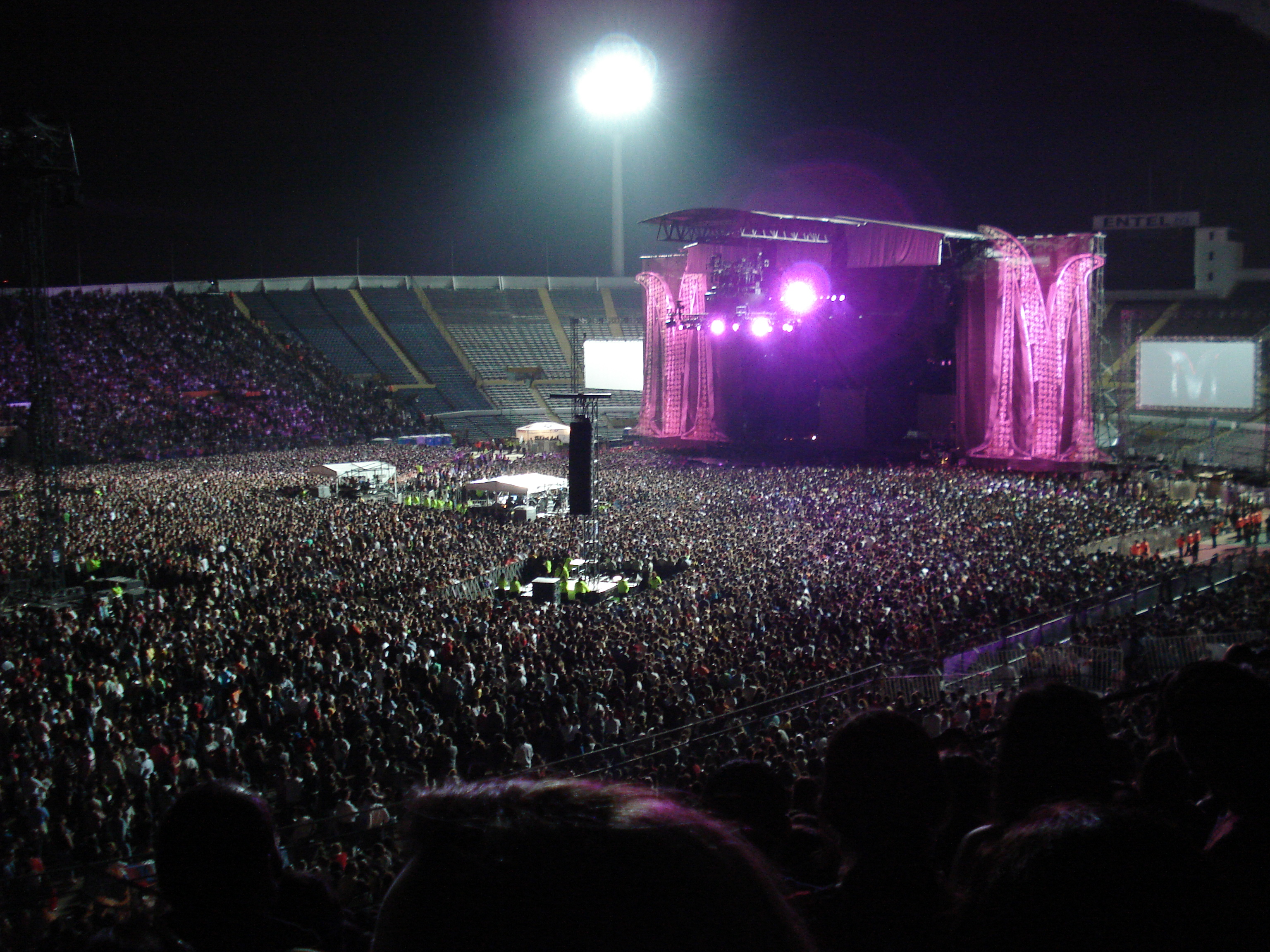
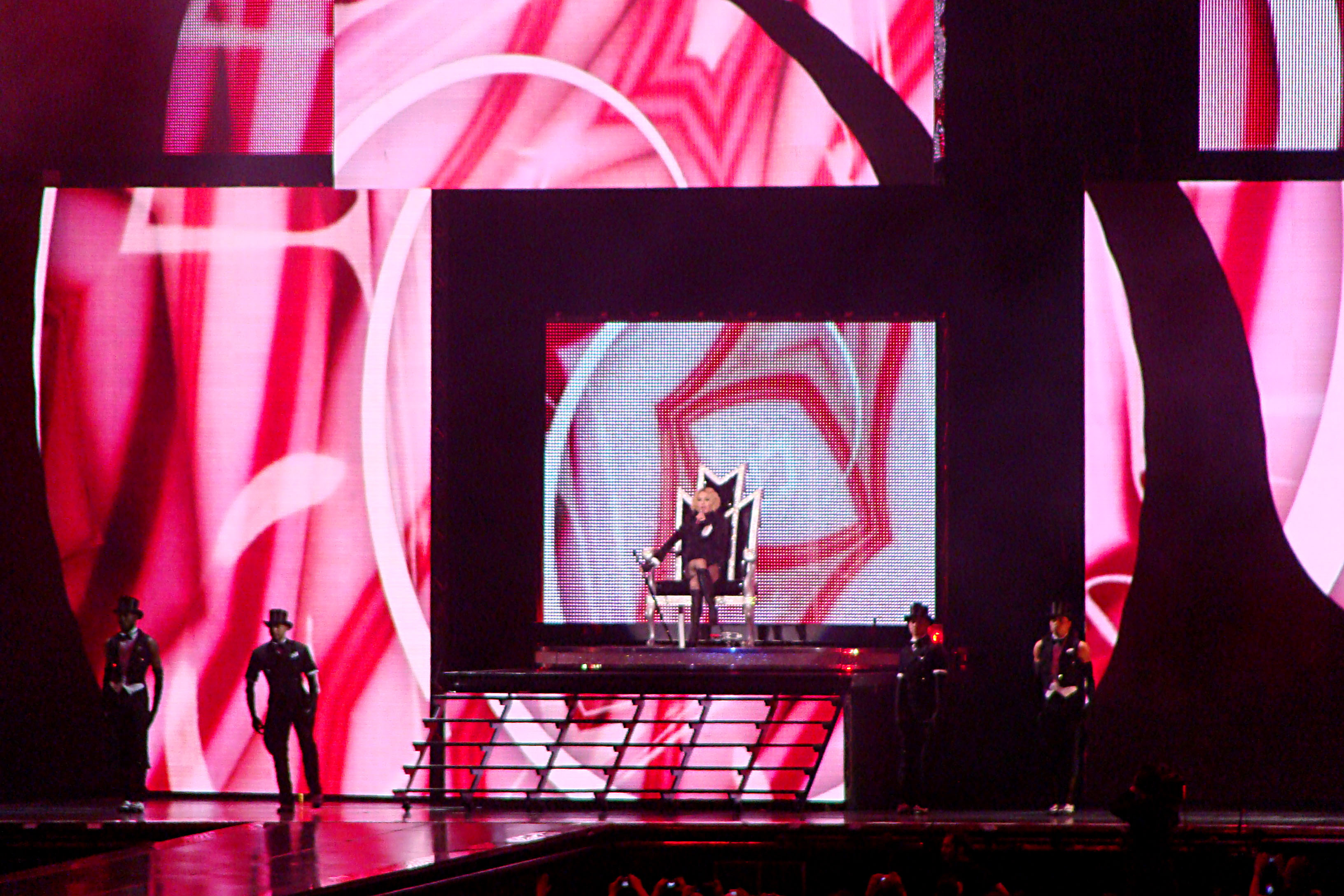
Candy Shop
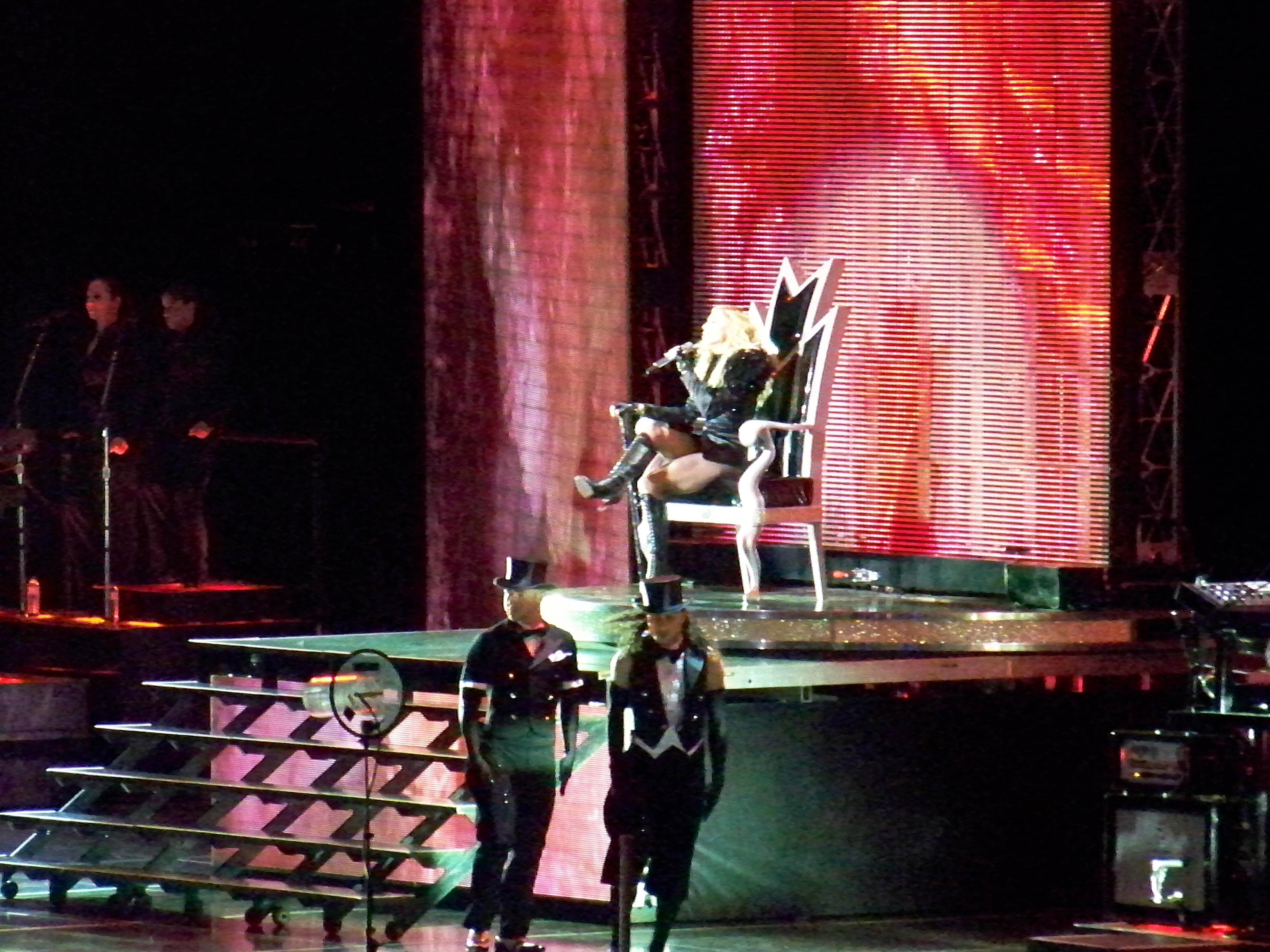
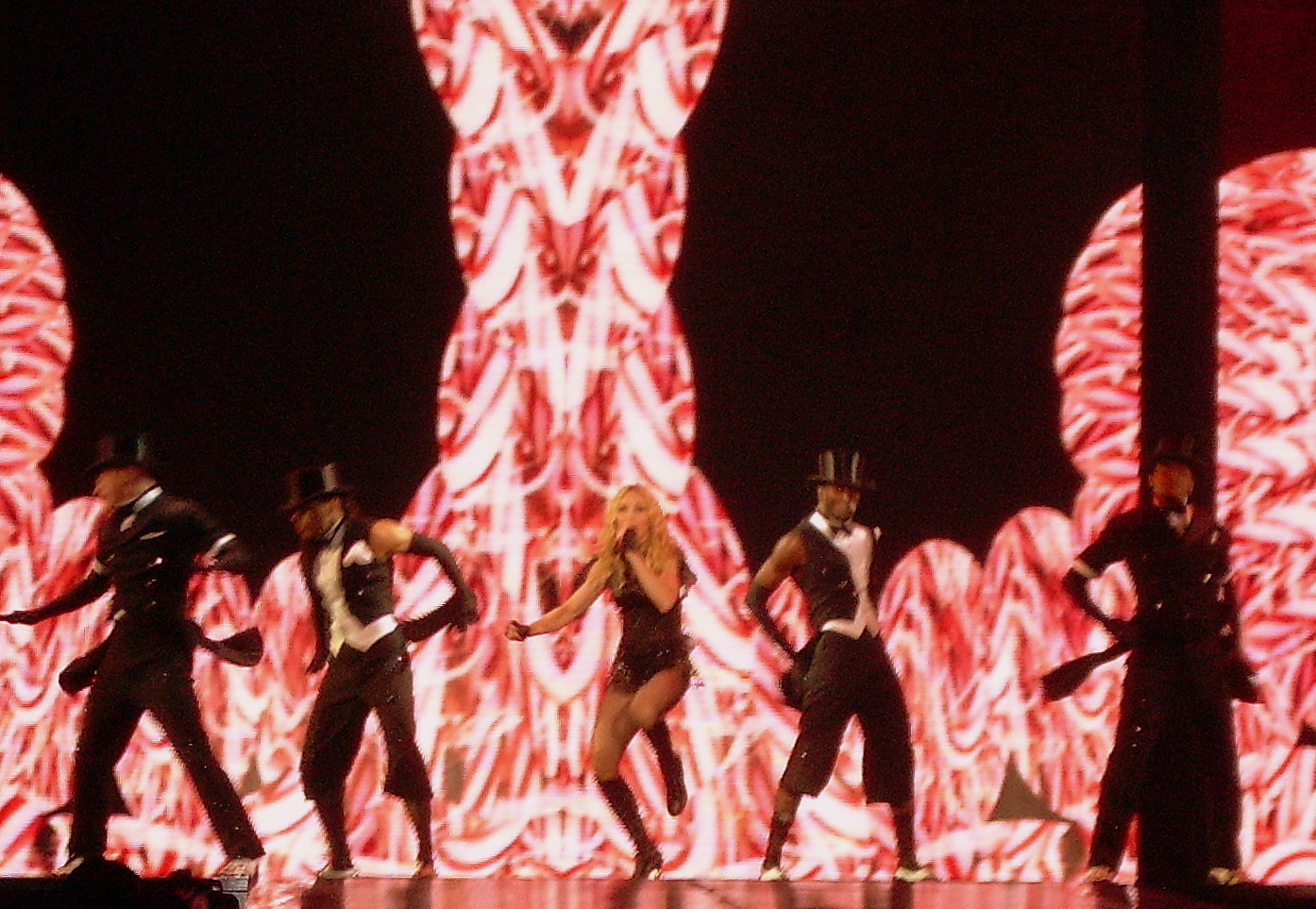
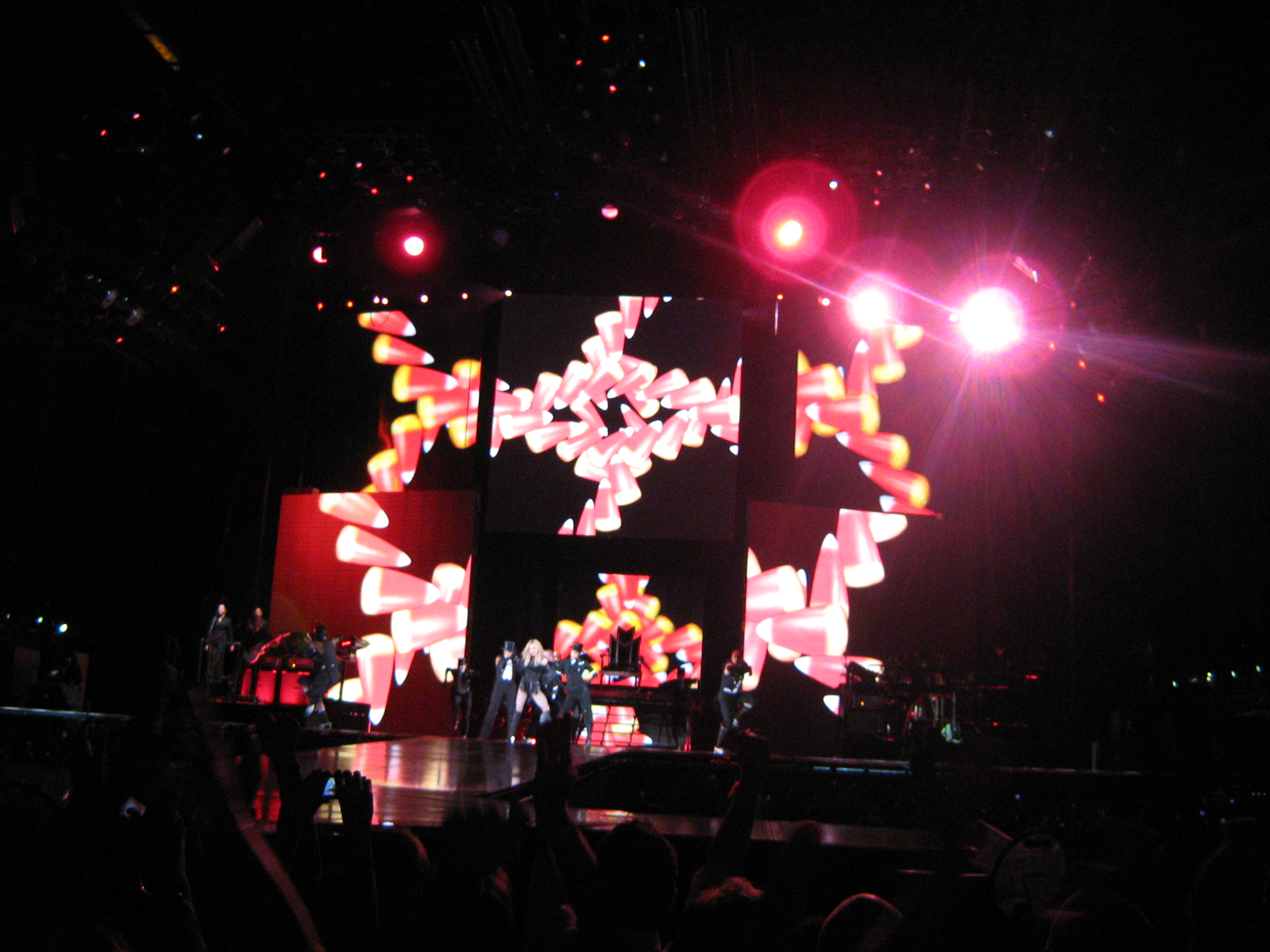
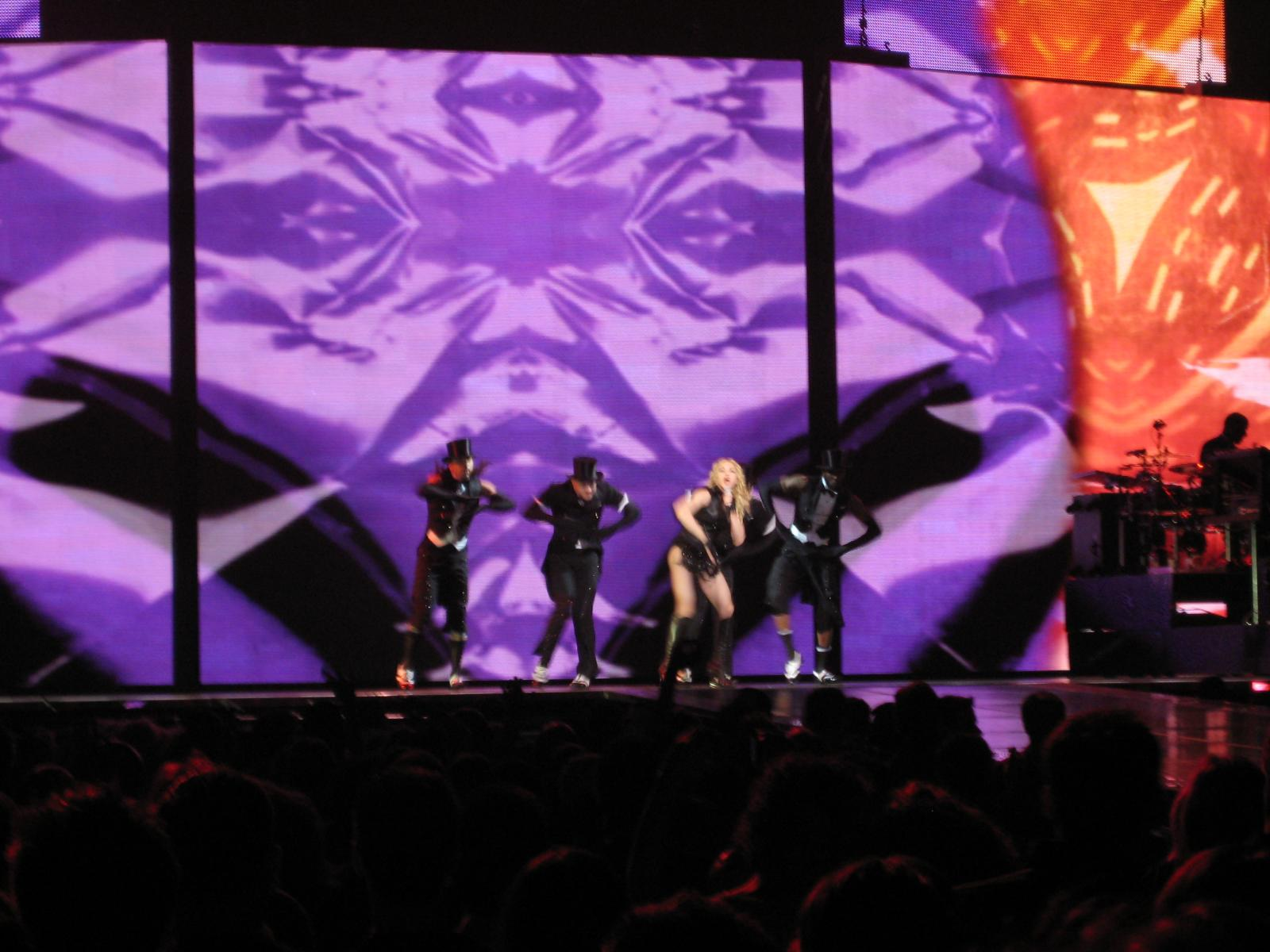
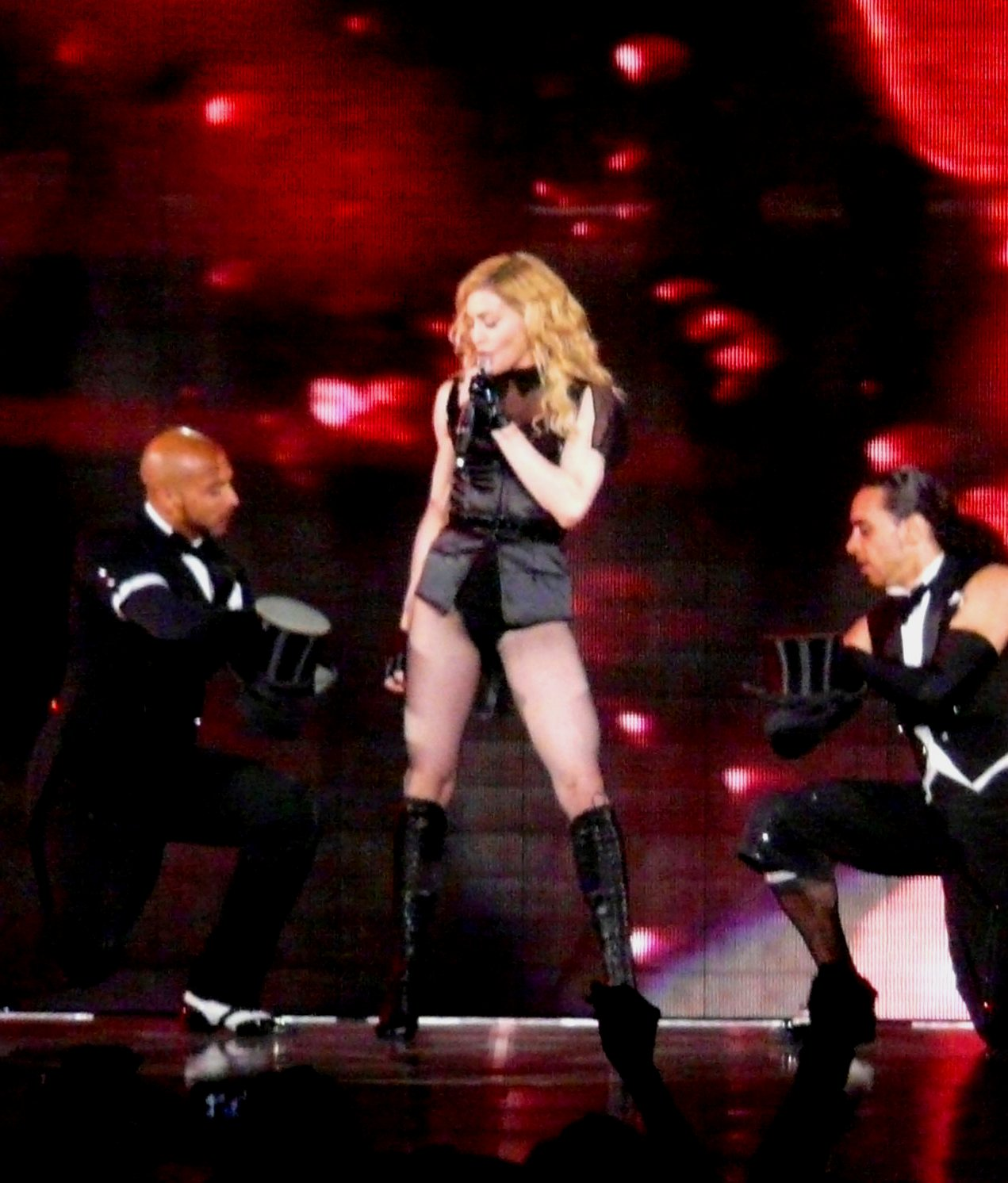
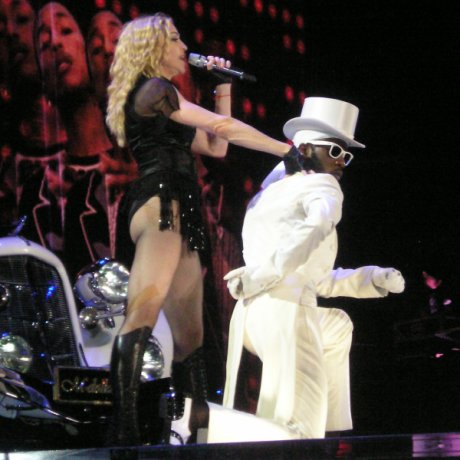
Beat Goes On
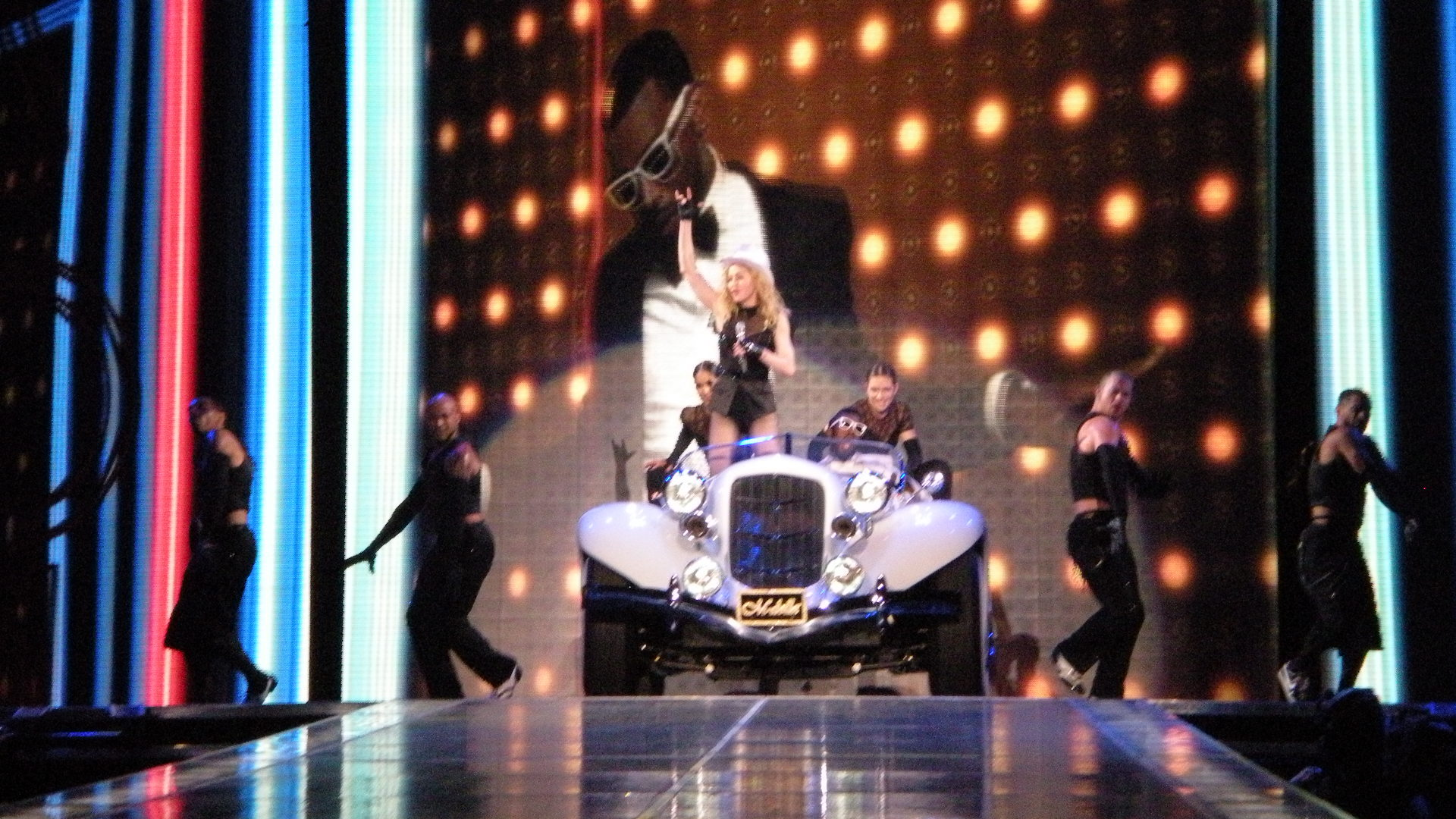
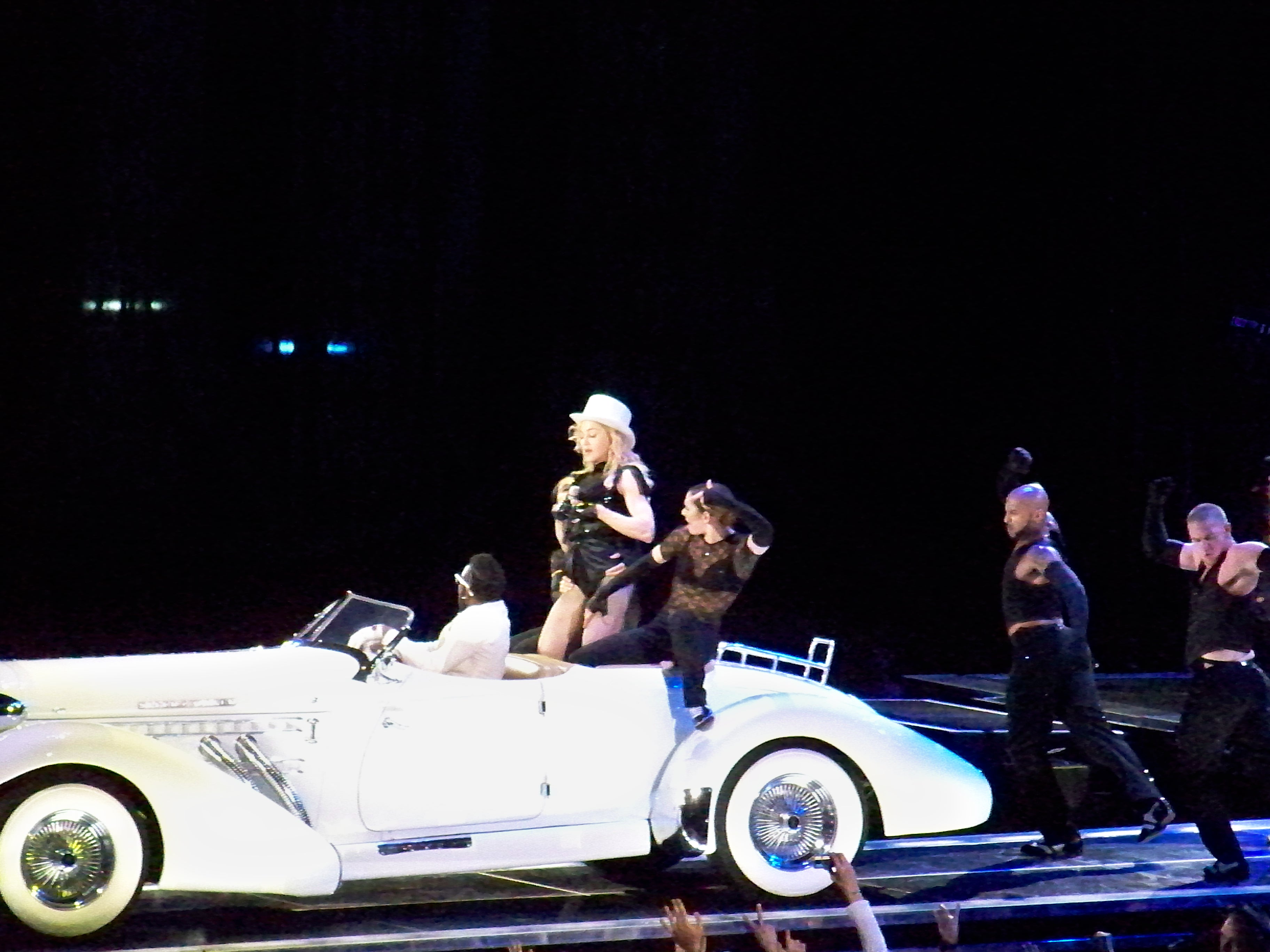
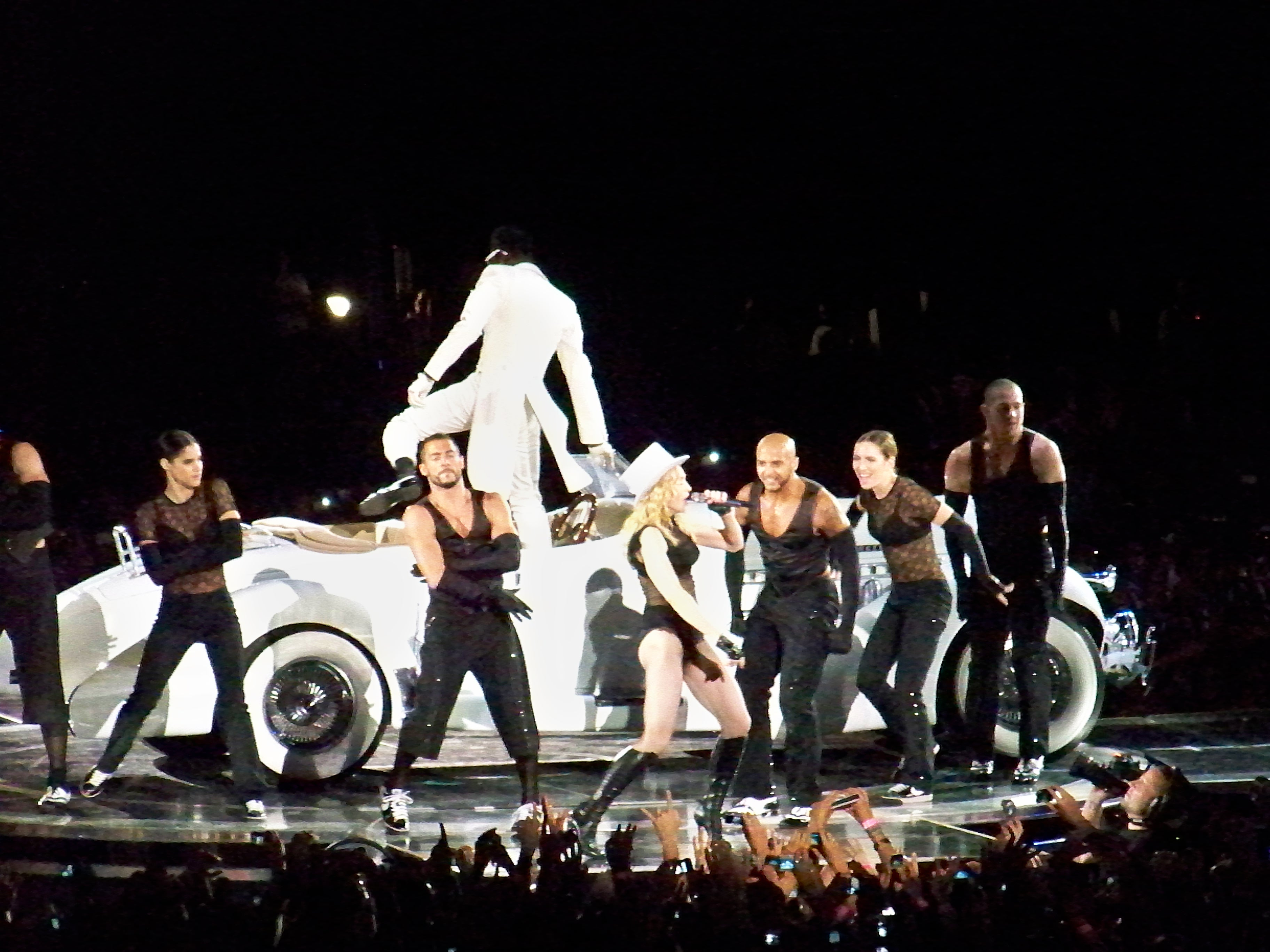
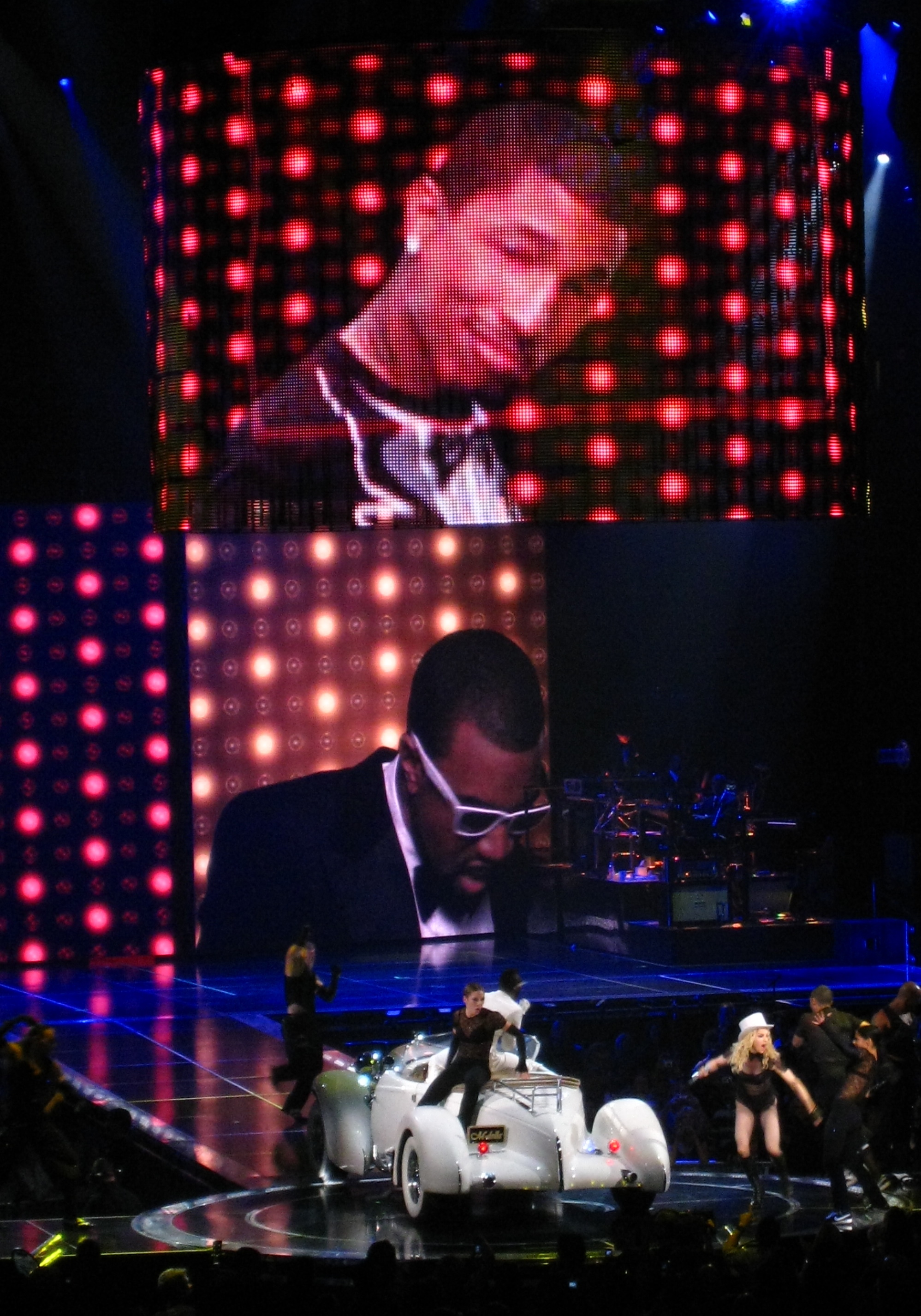
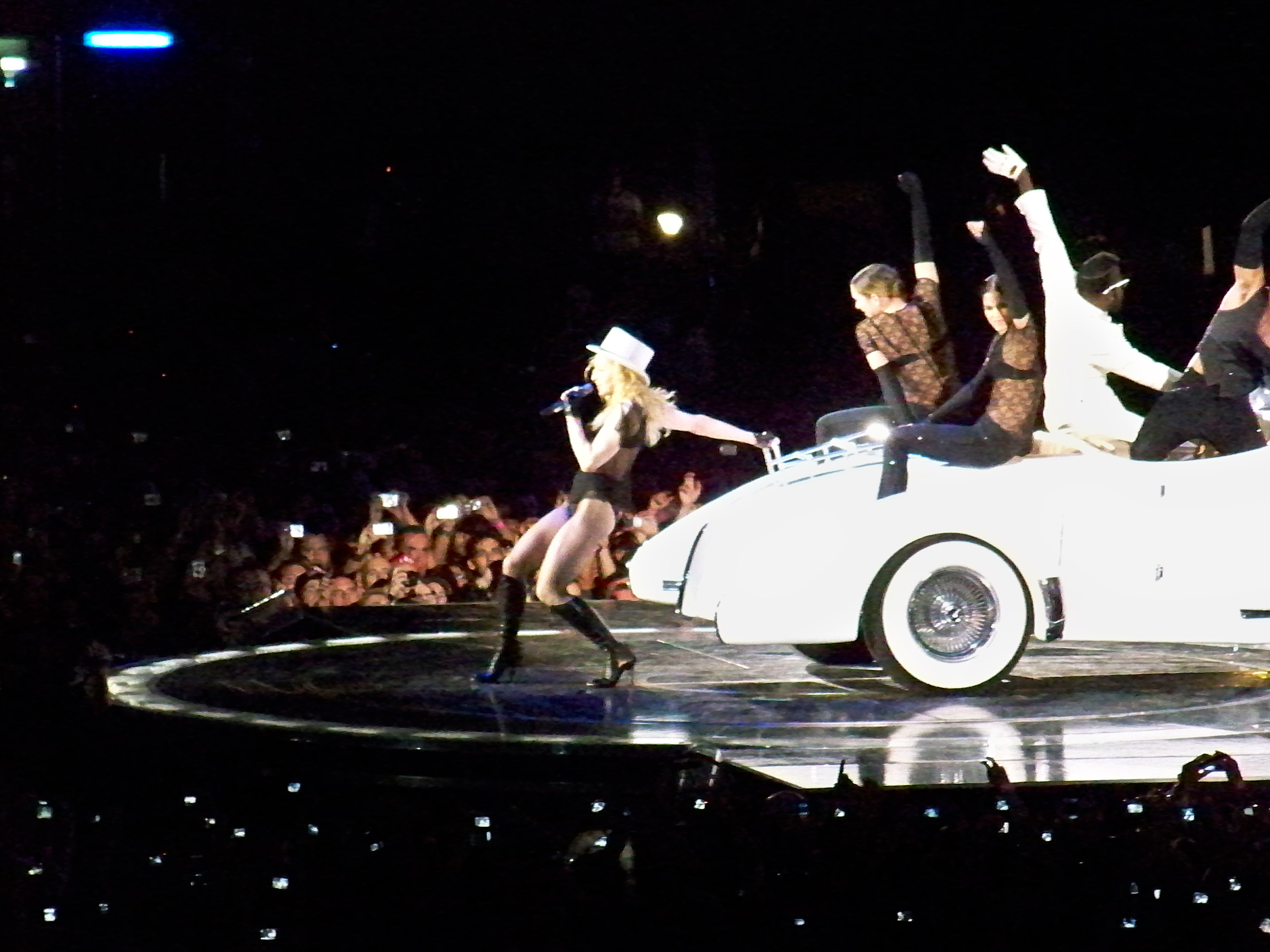
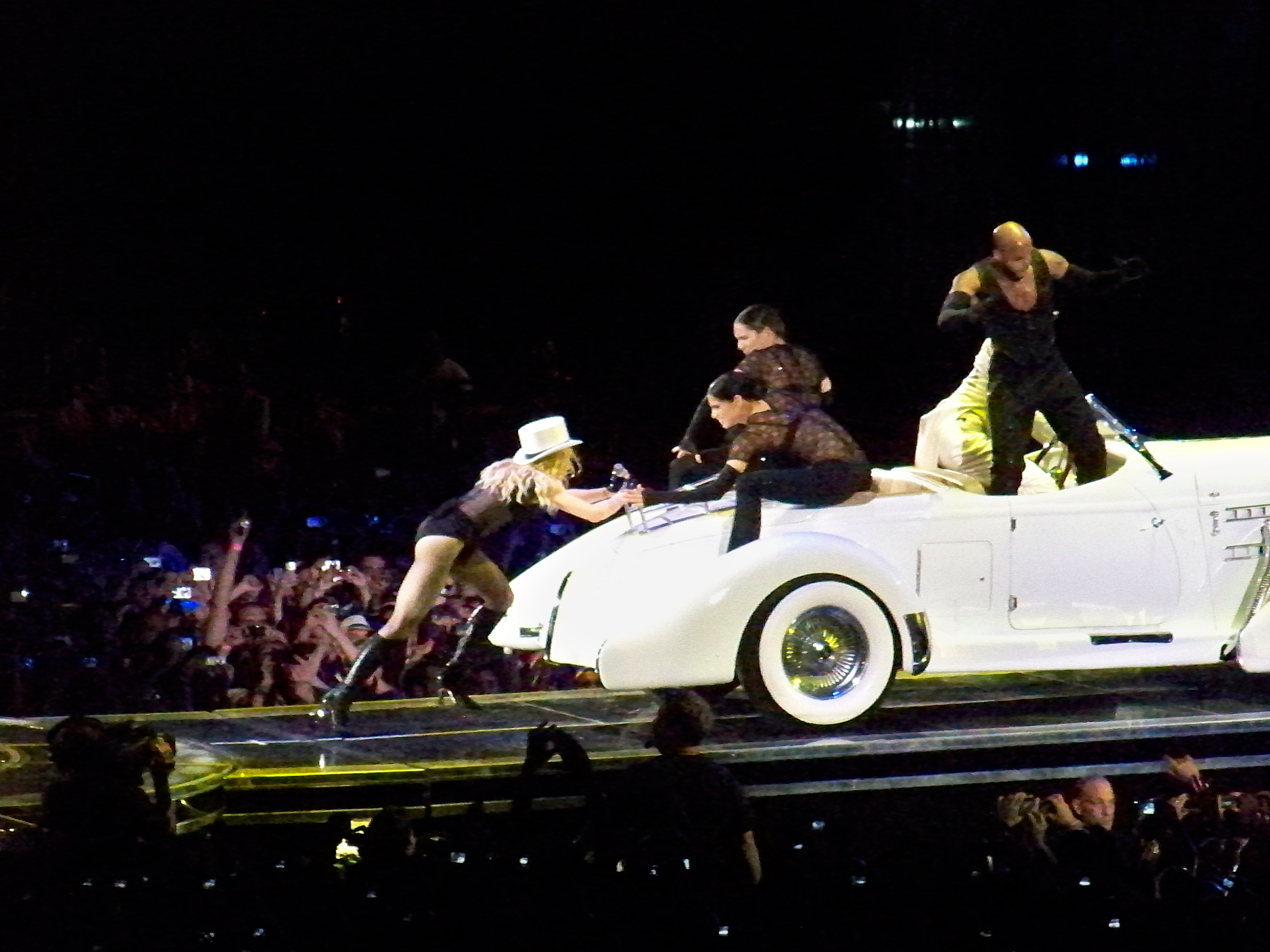
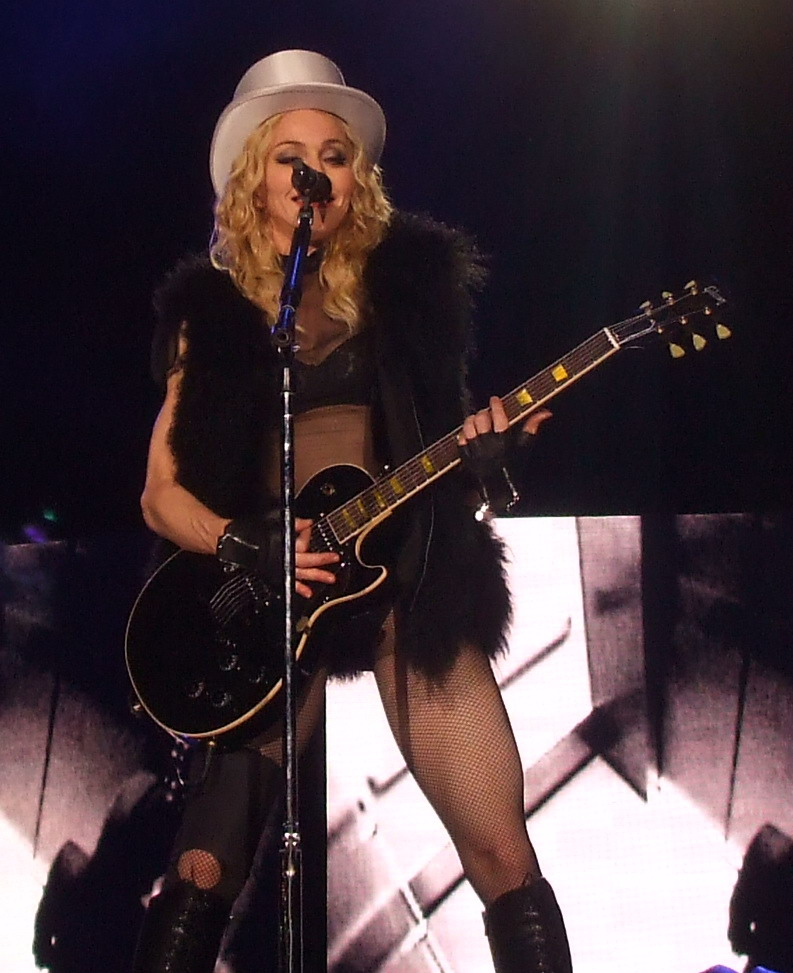
Human Nature
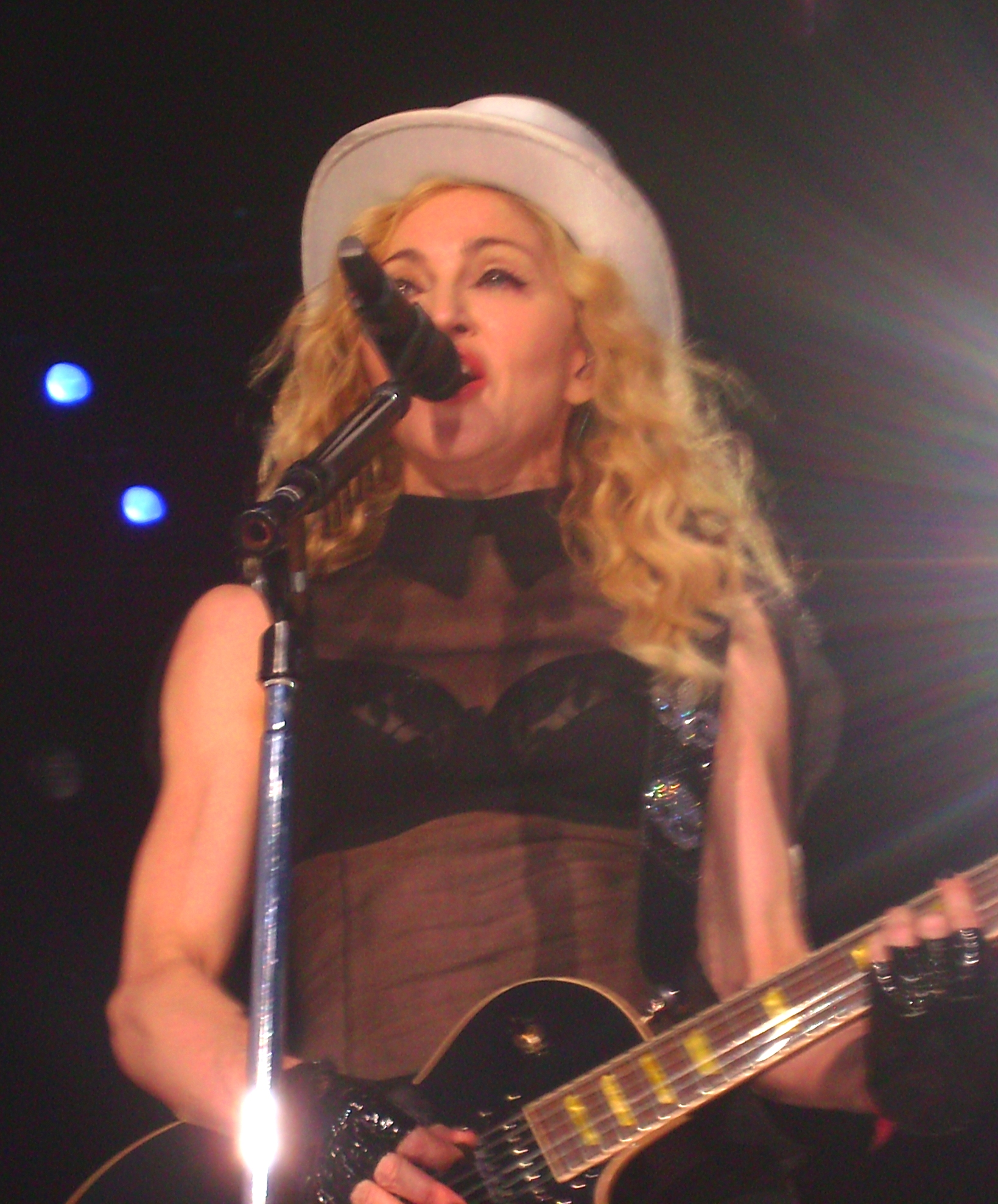
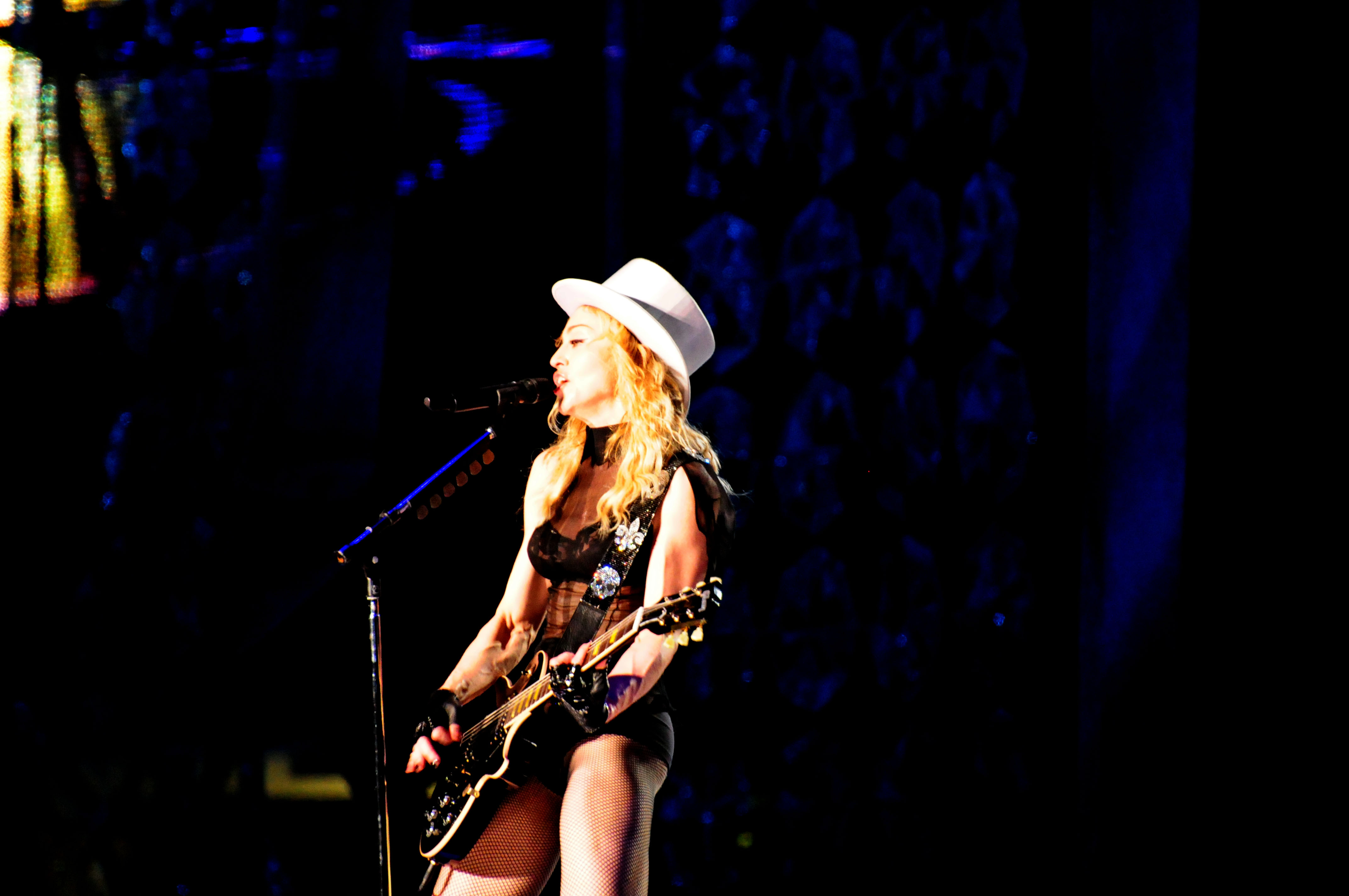
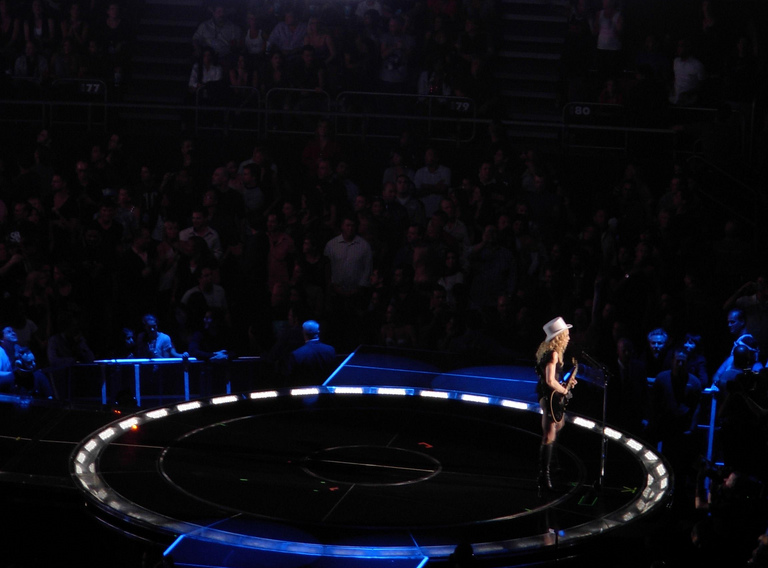
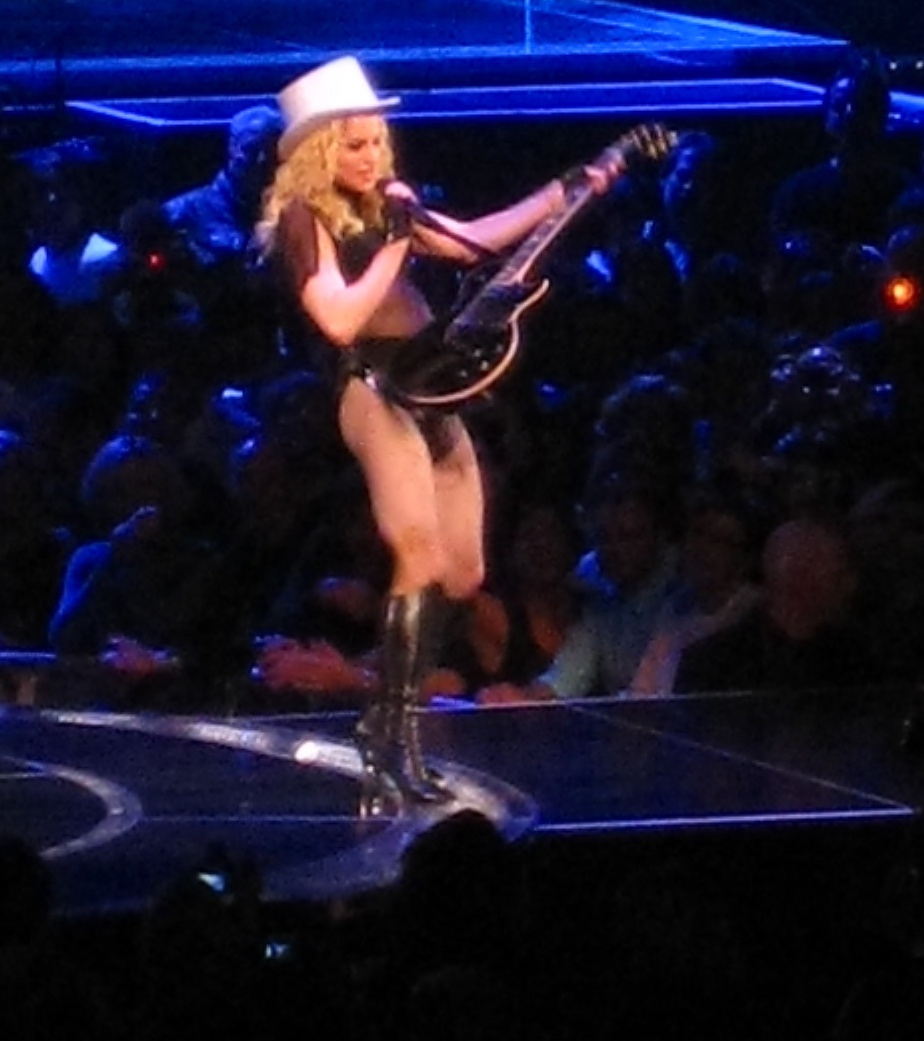
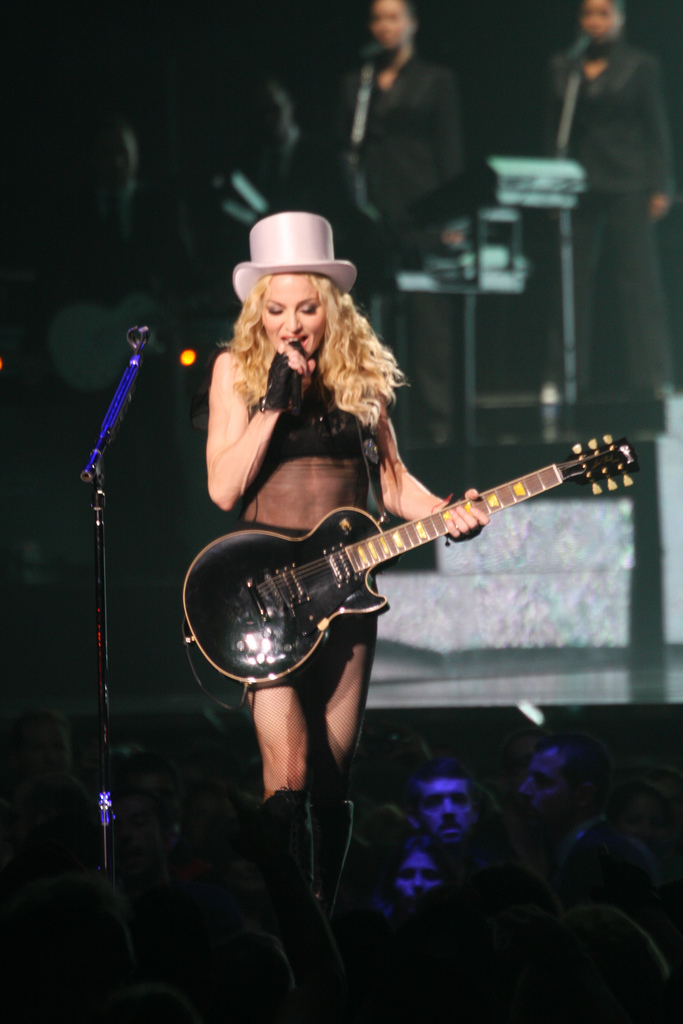
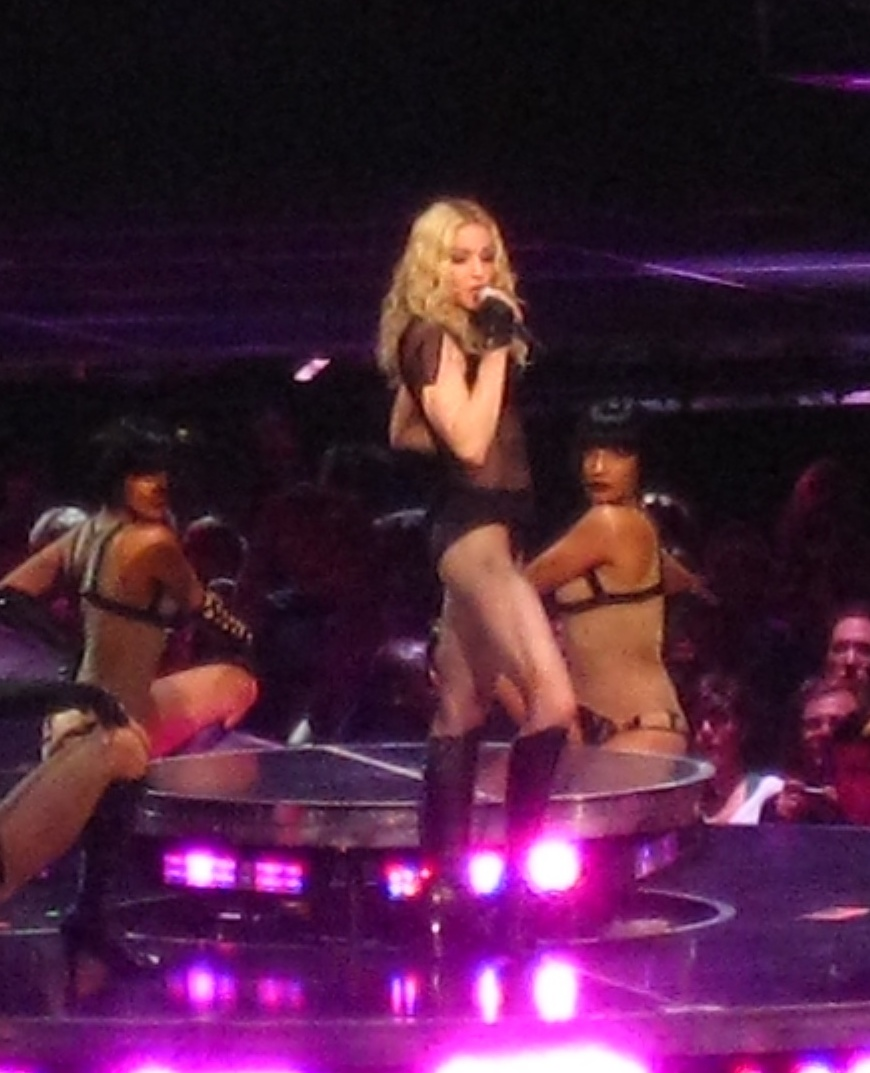
Vogue
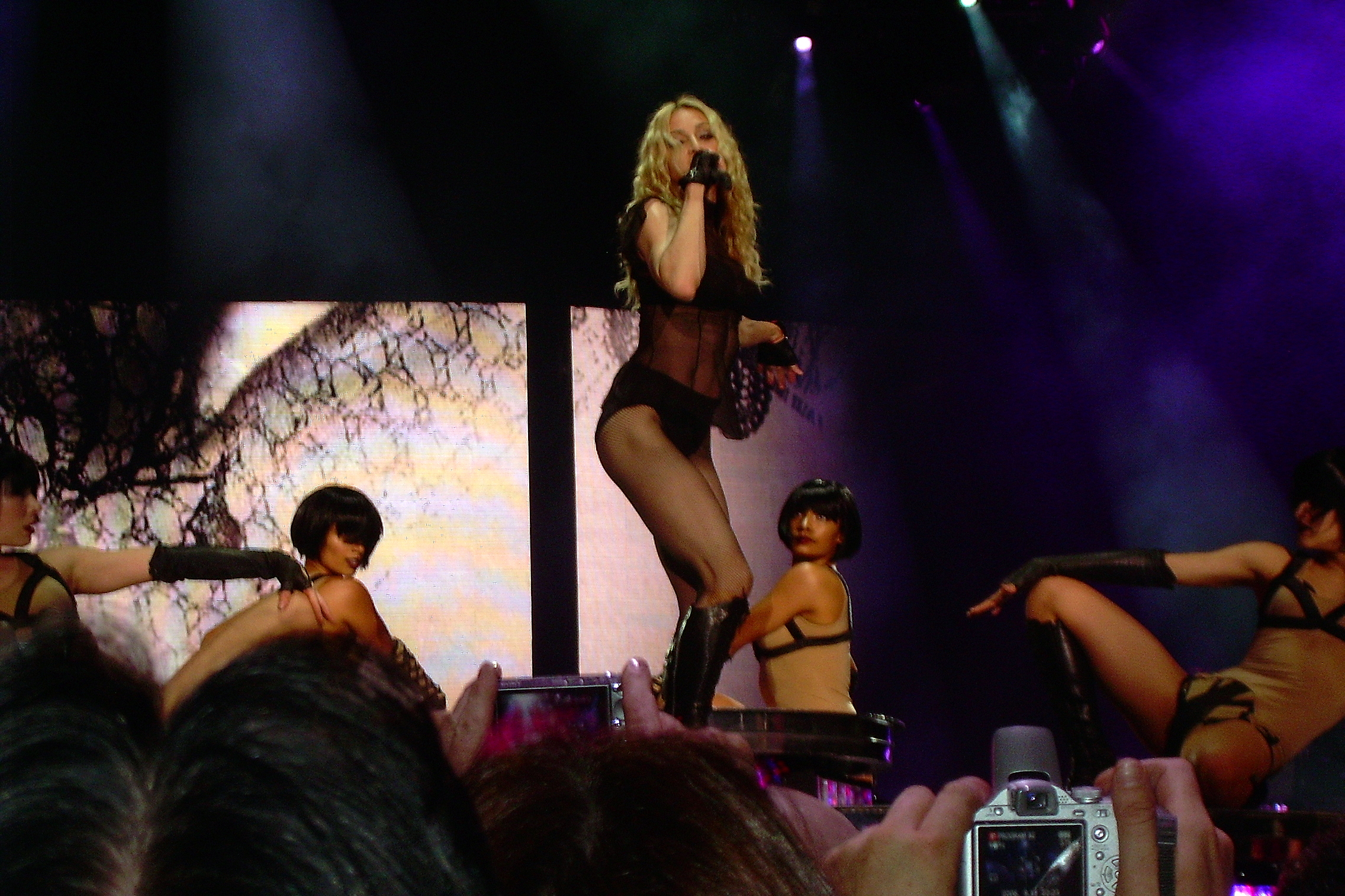
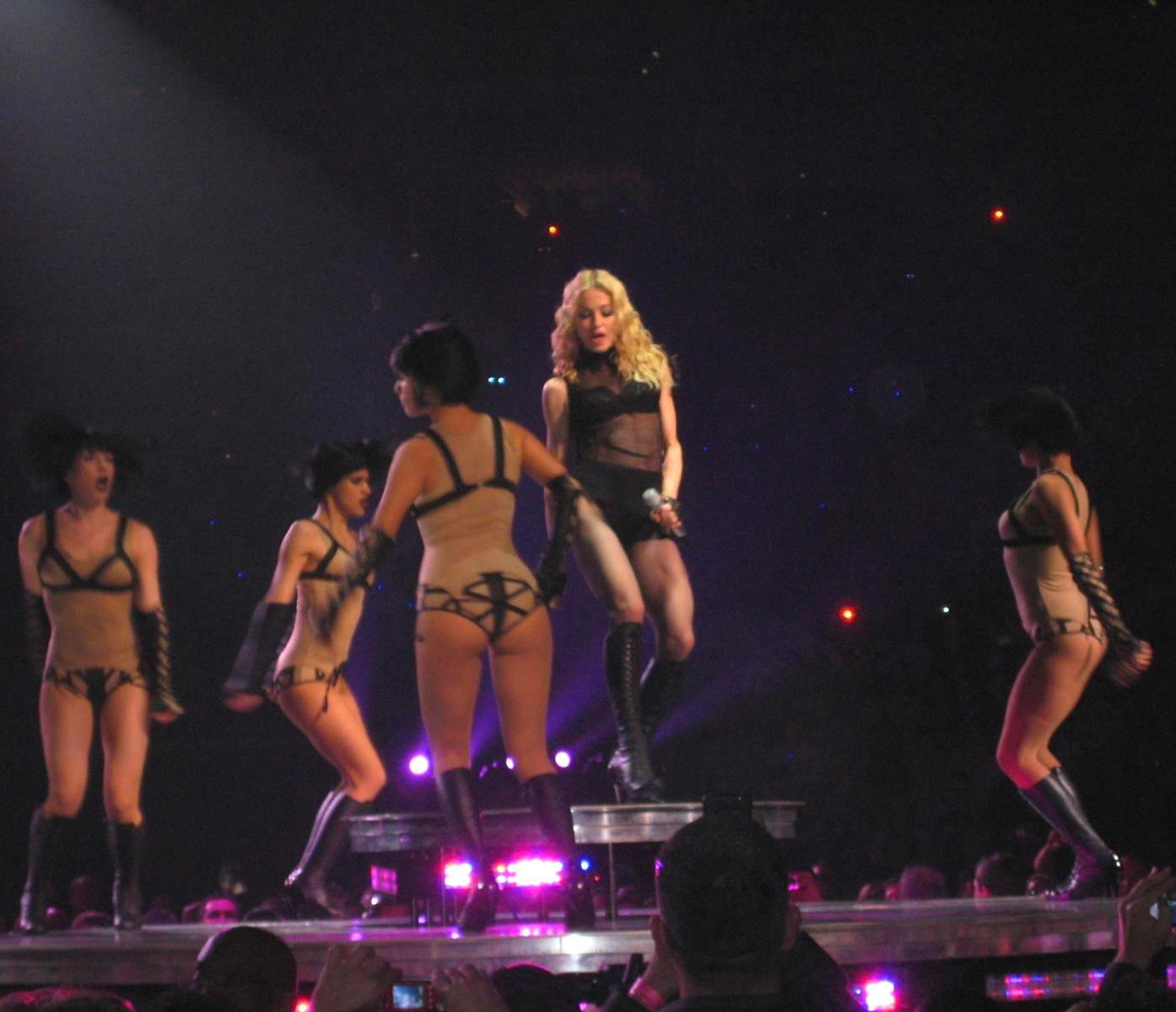
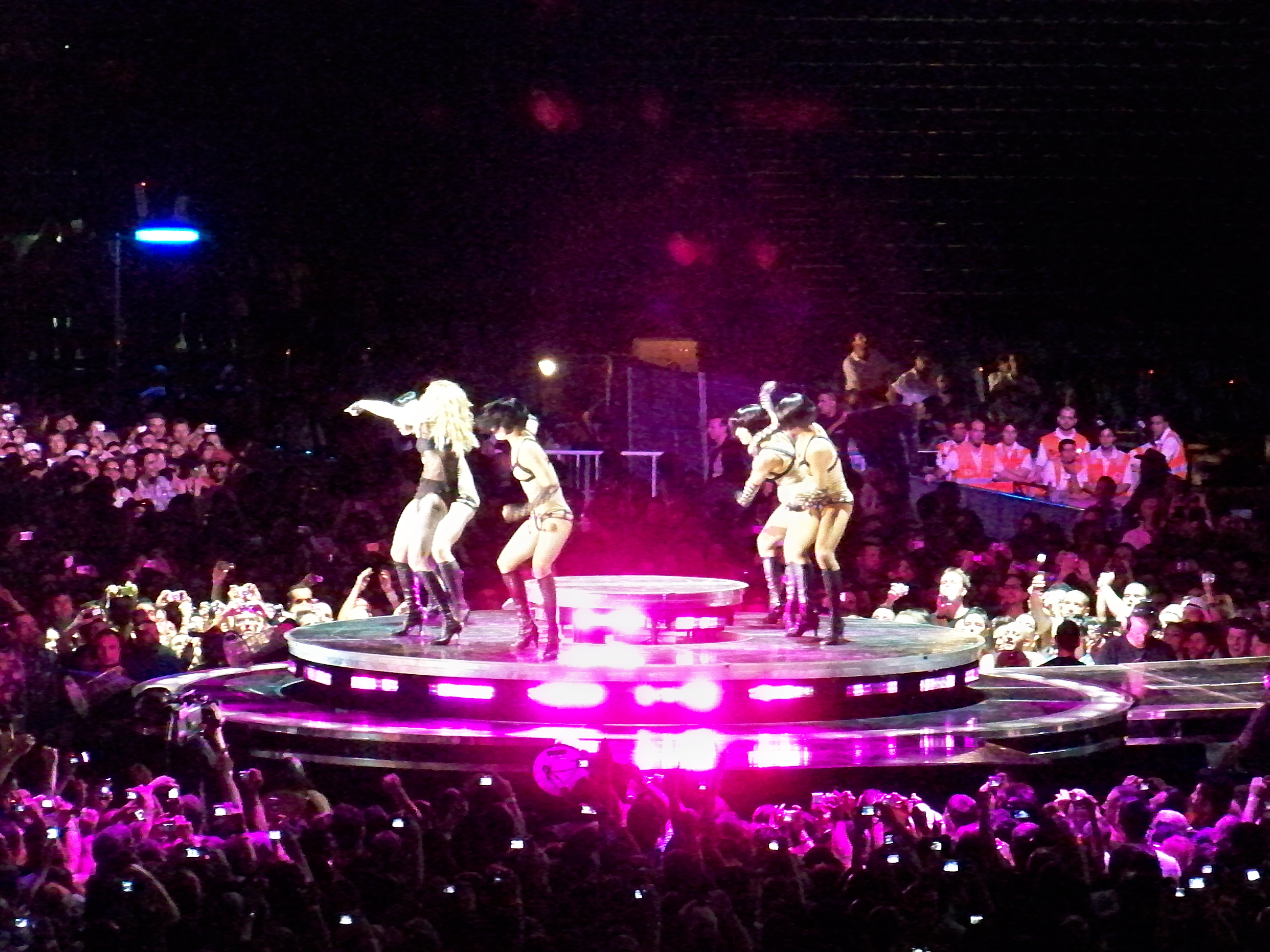
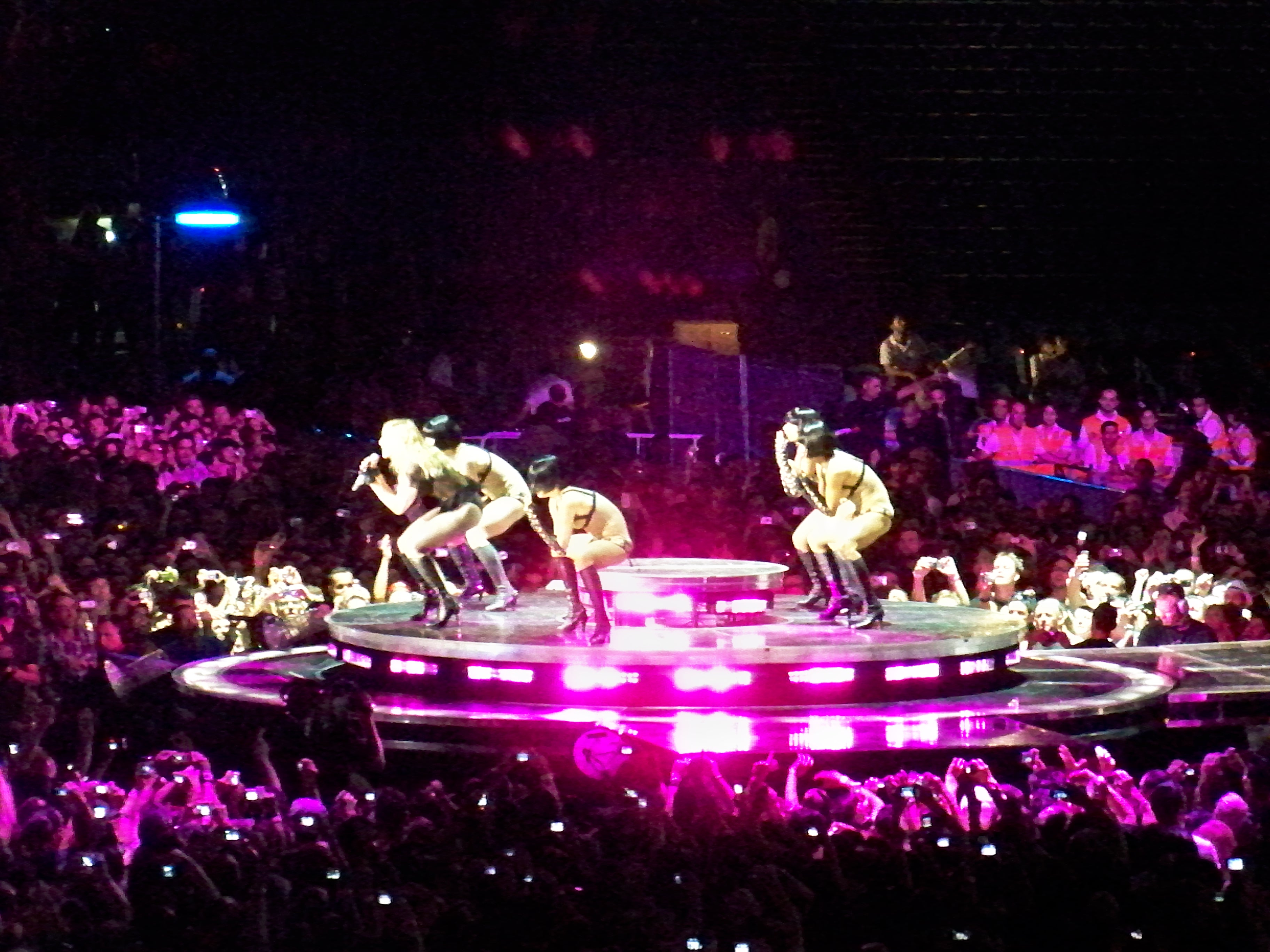
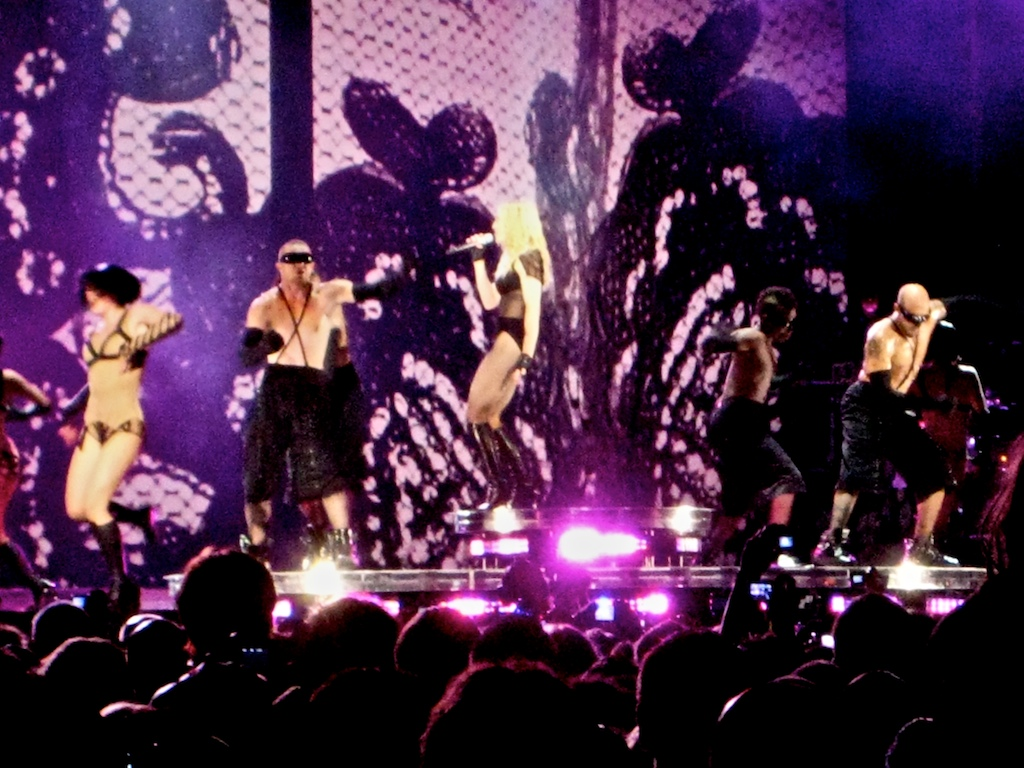
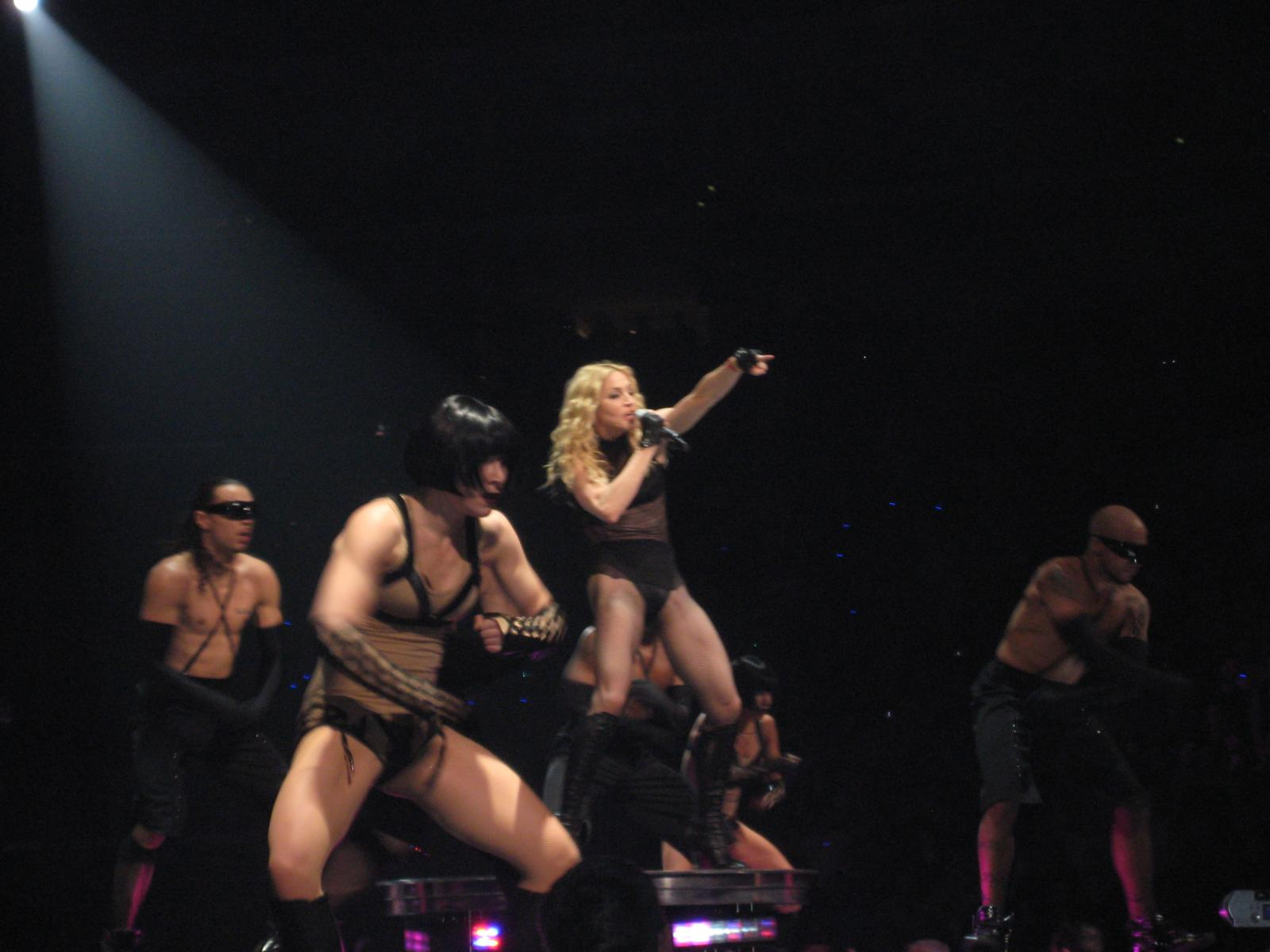
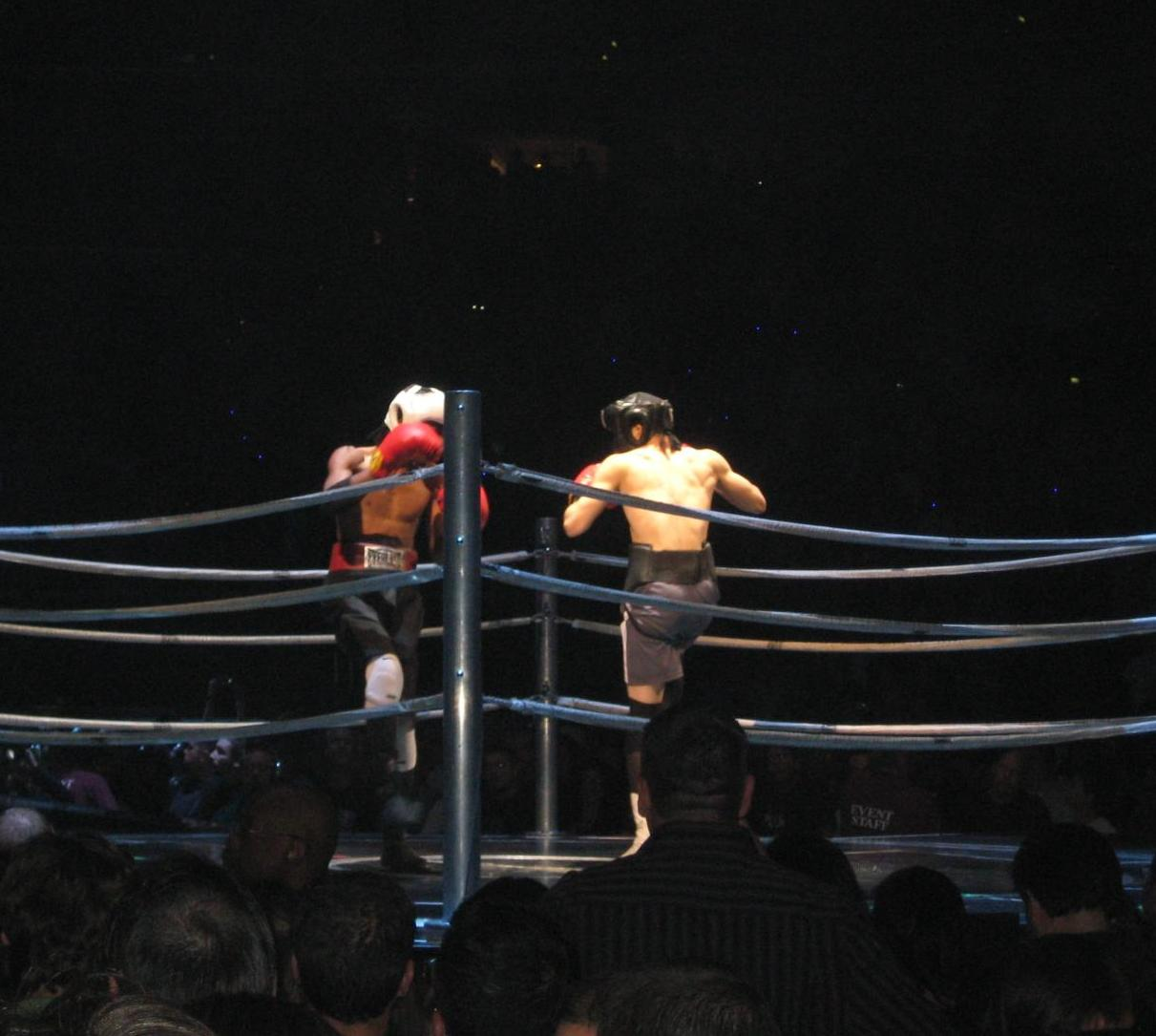
Die Another Day (Remix)
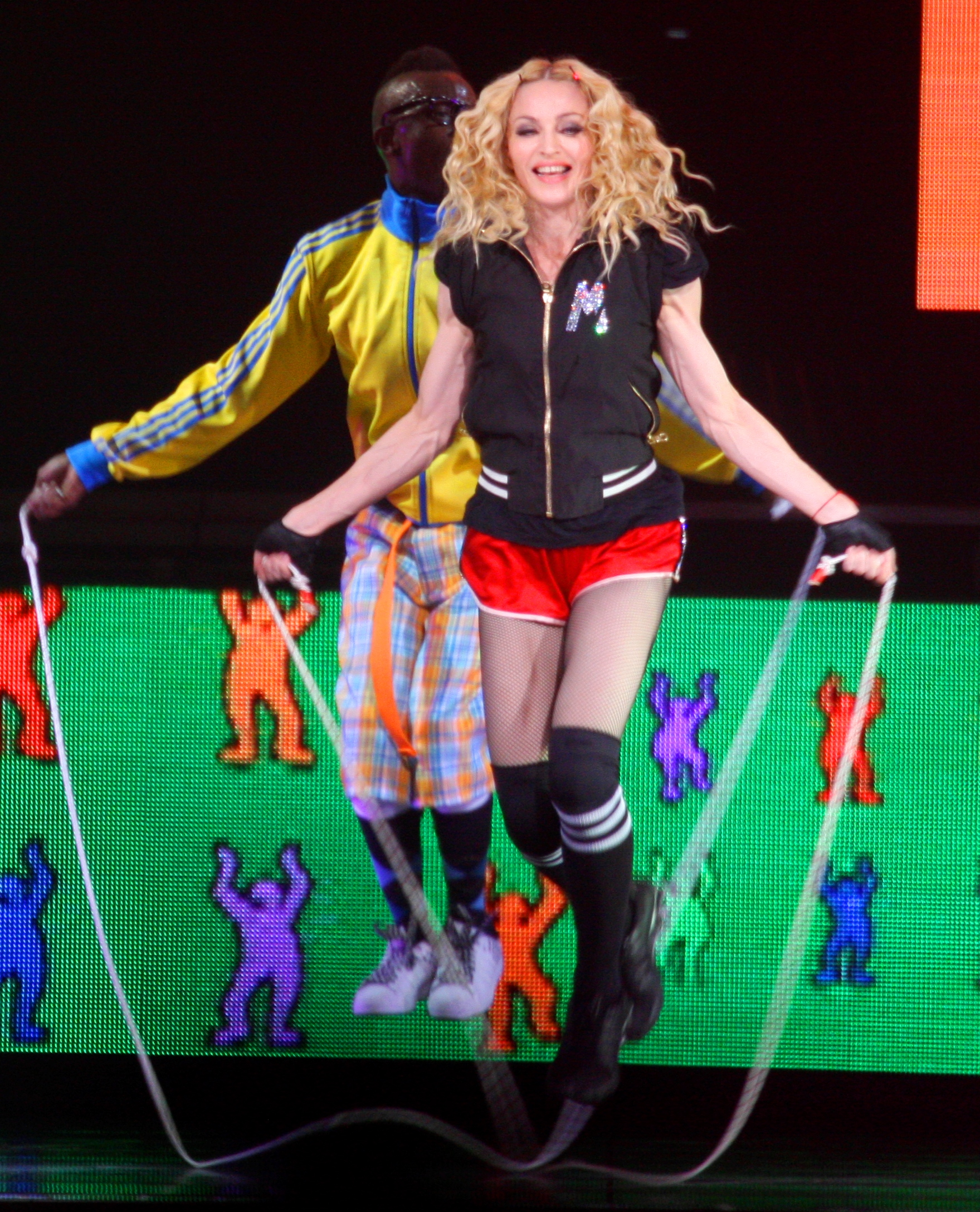
Into the Groove
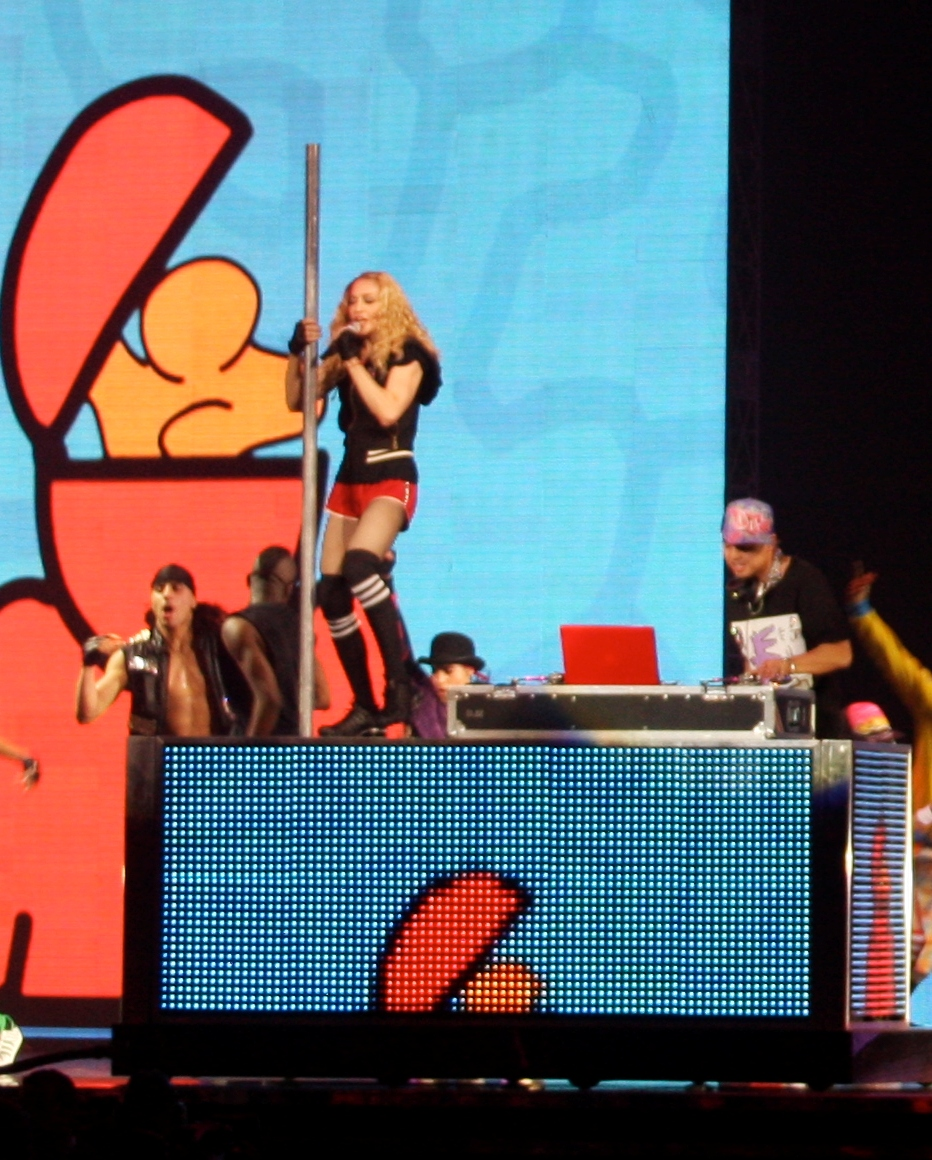
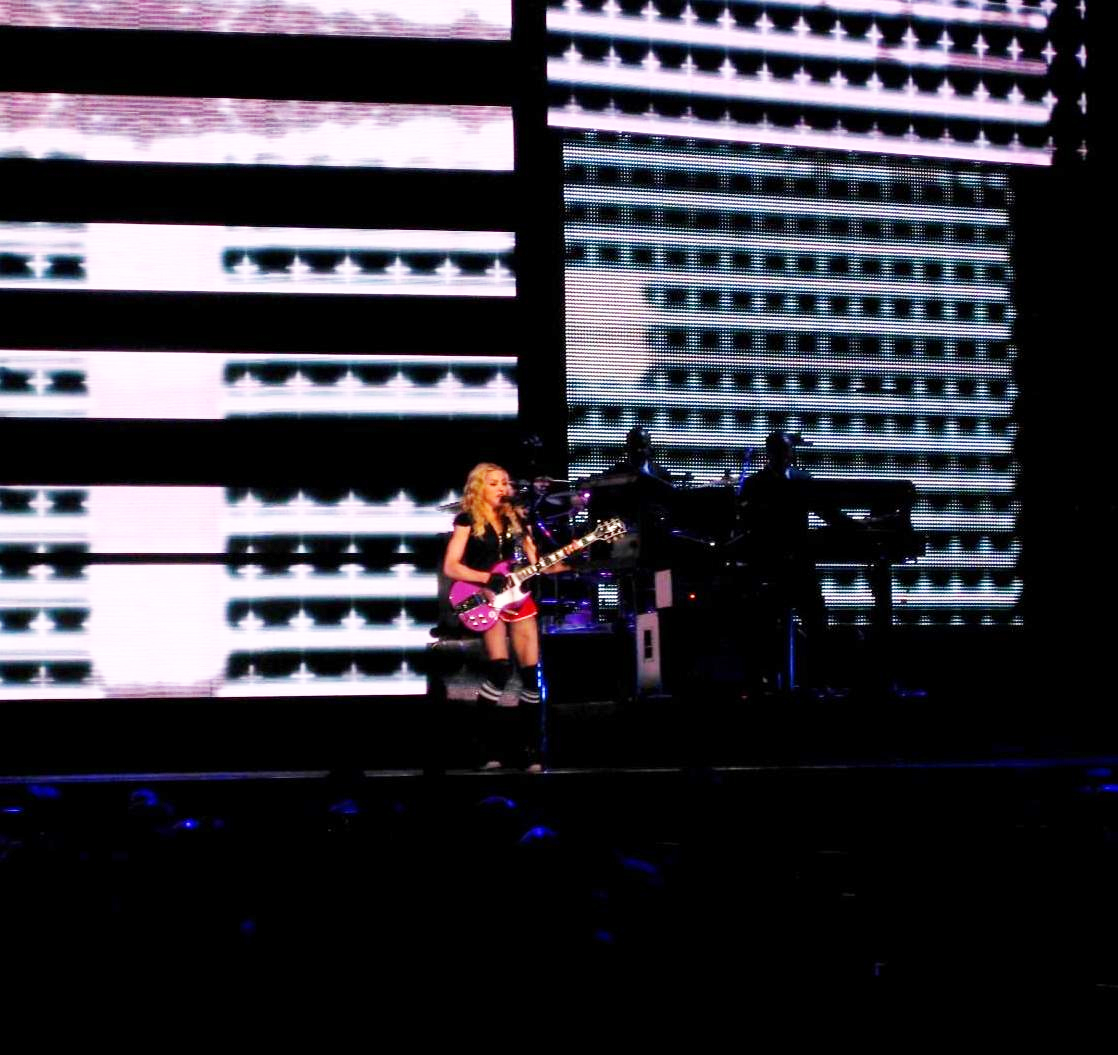
Borderline
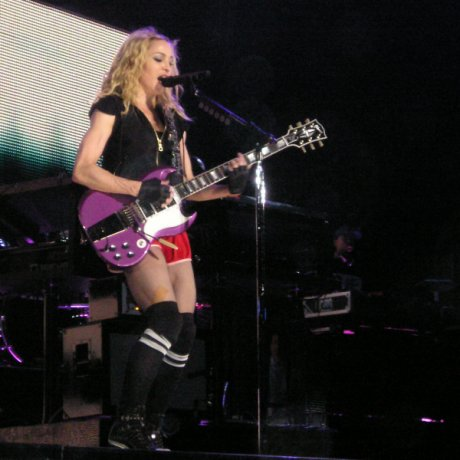
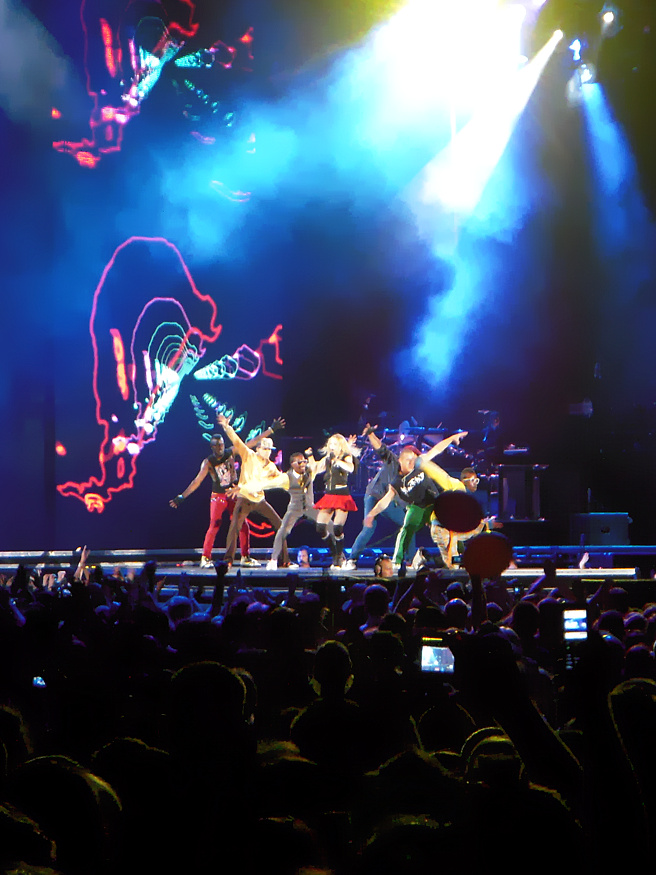
Holiday
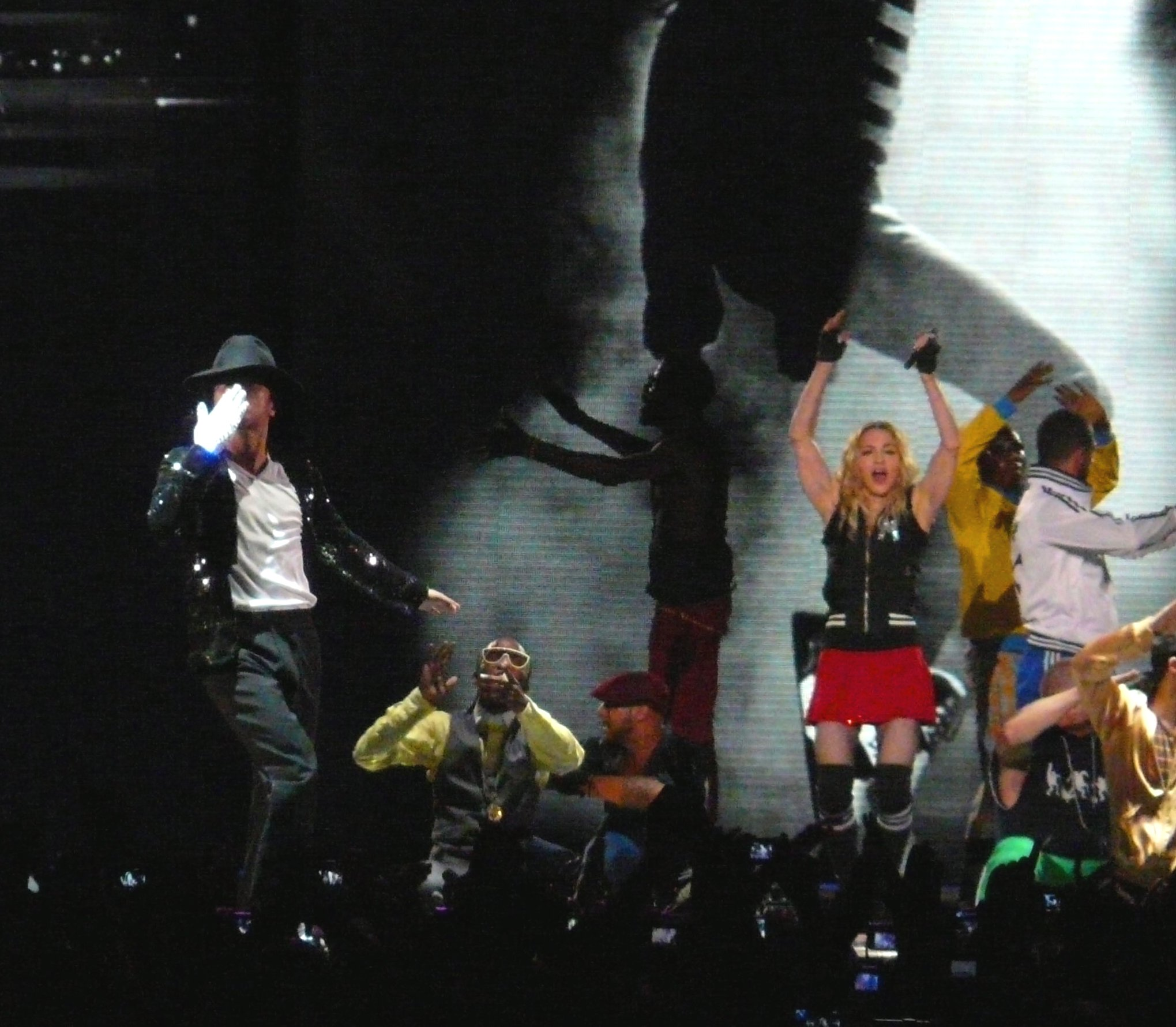
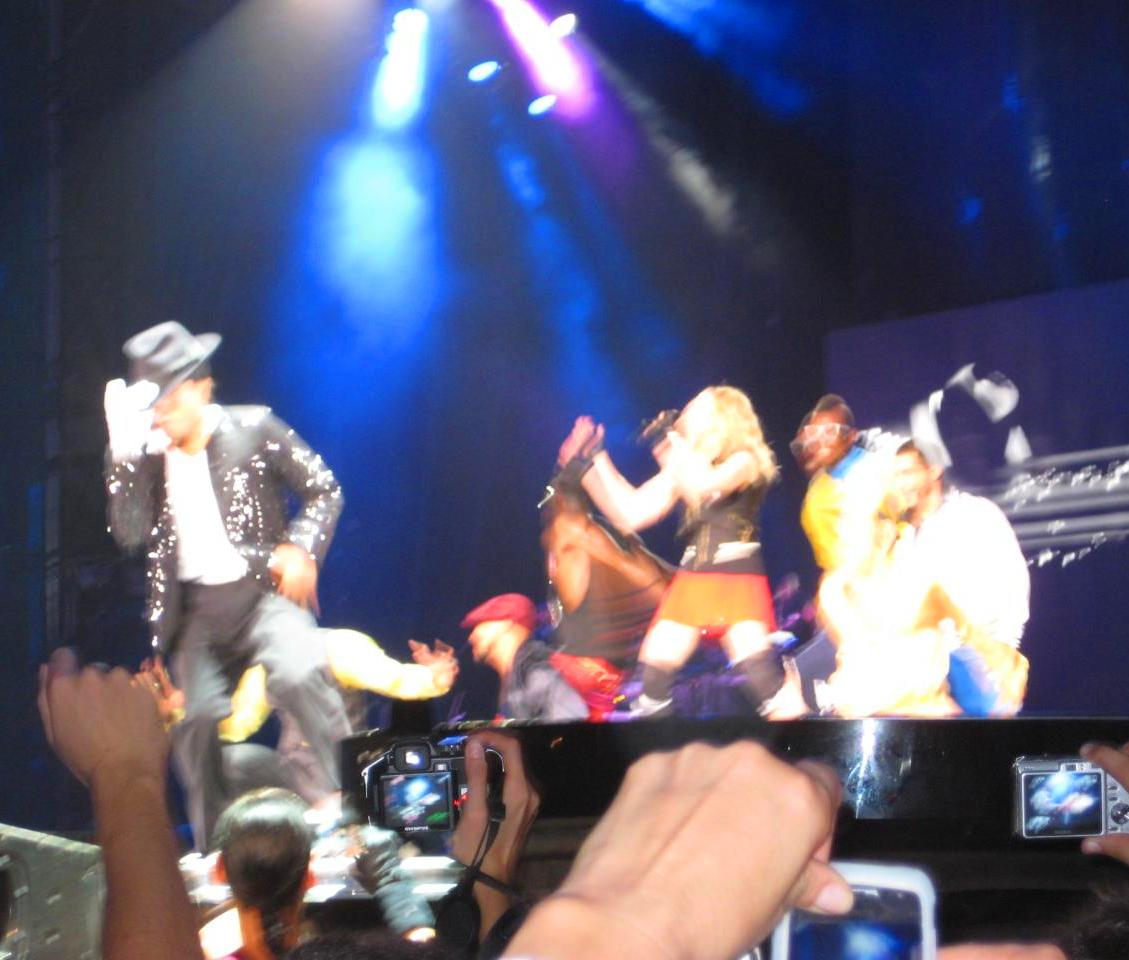
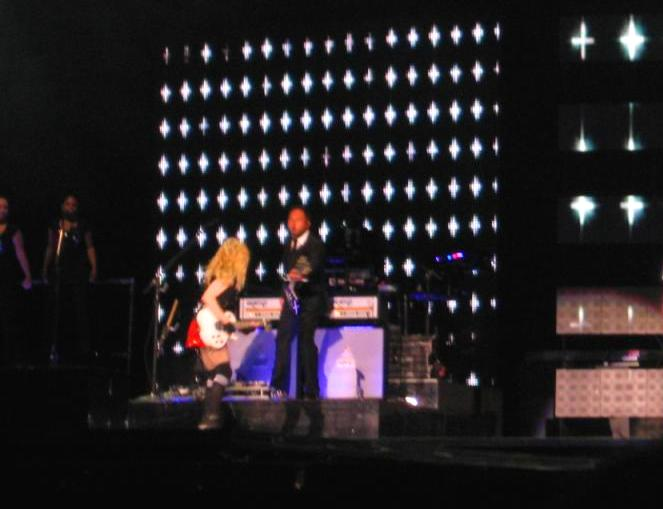
Dress You Up
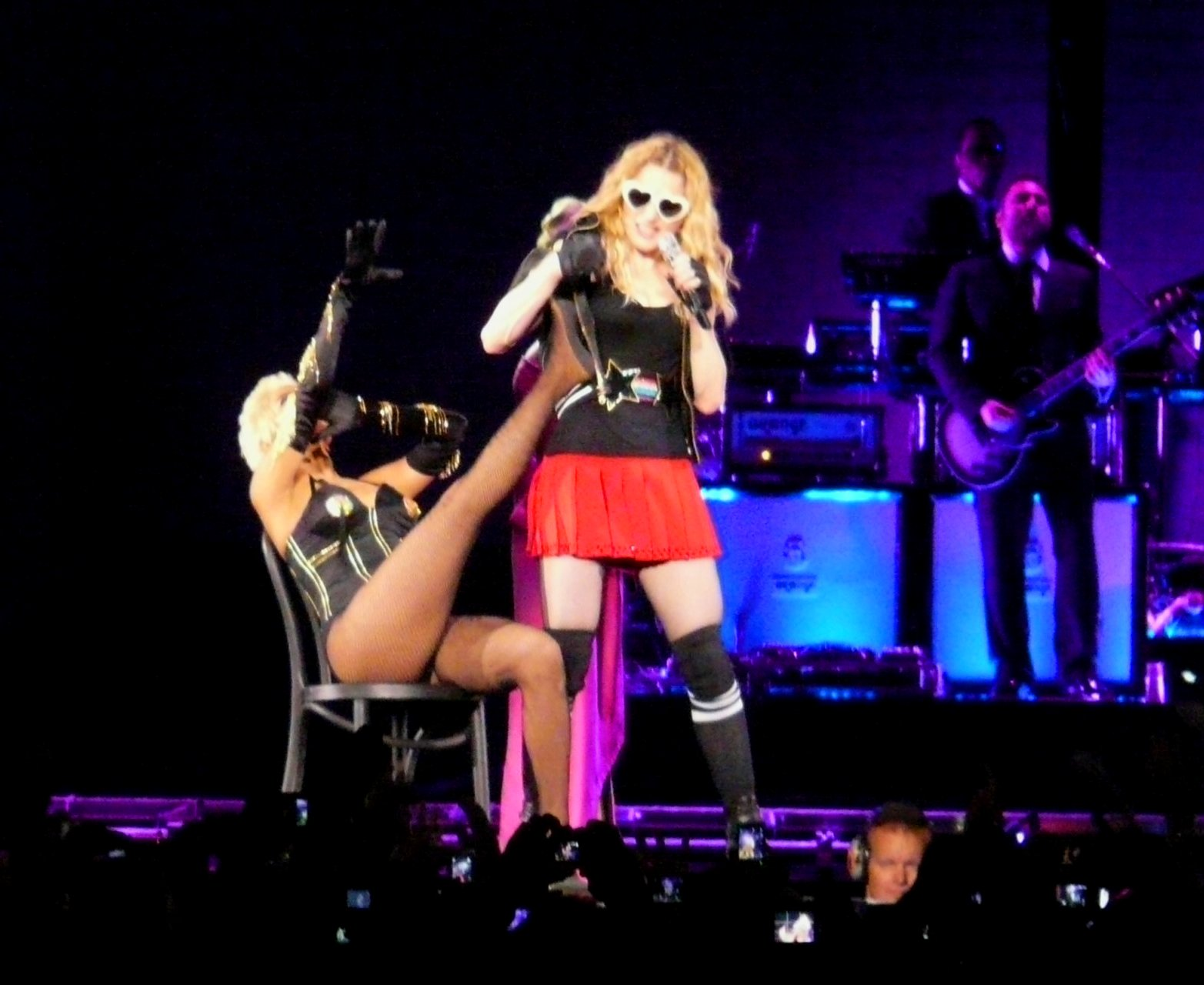
She’s Not Me
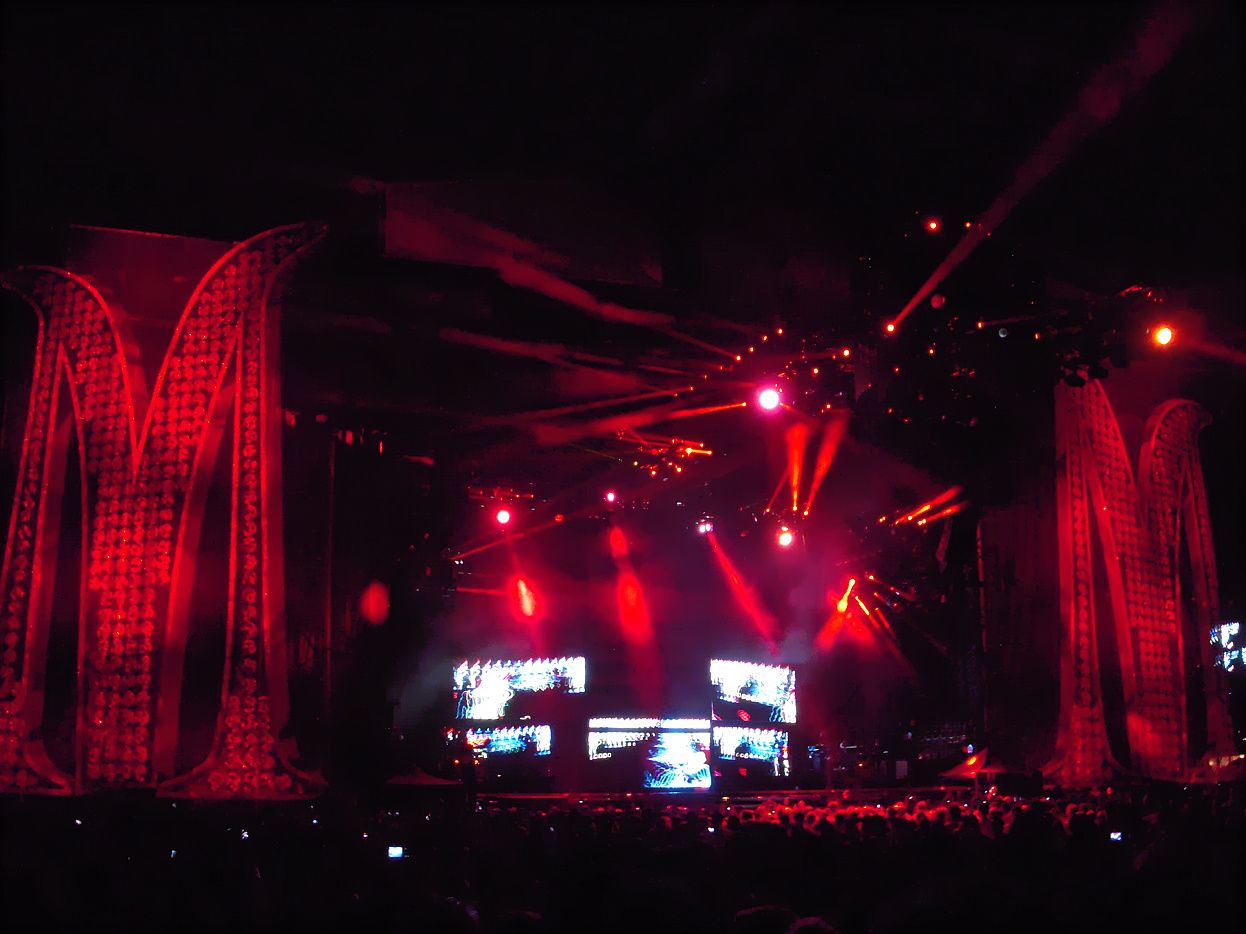
Music
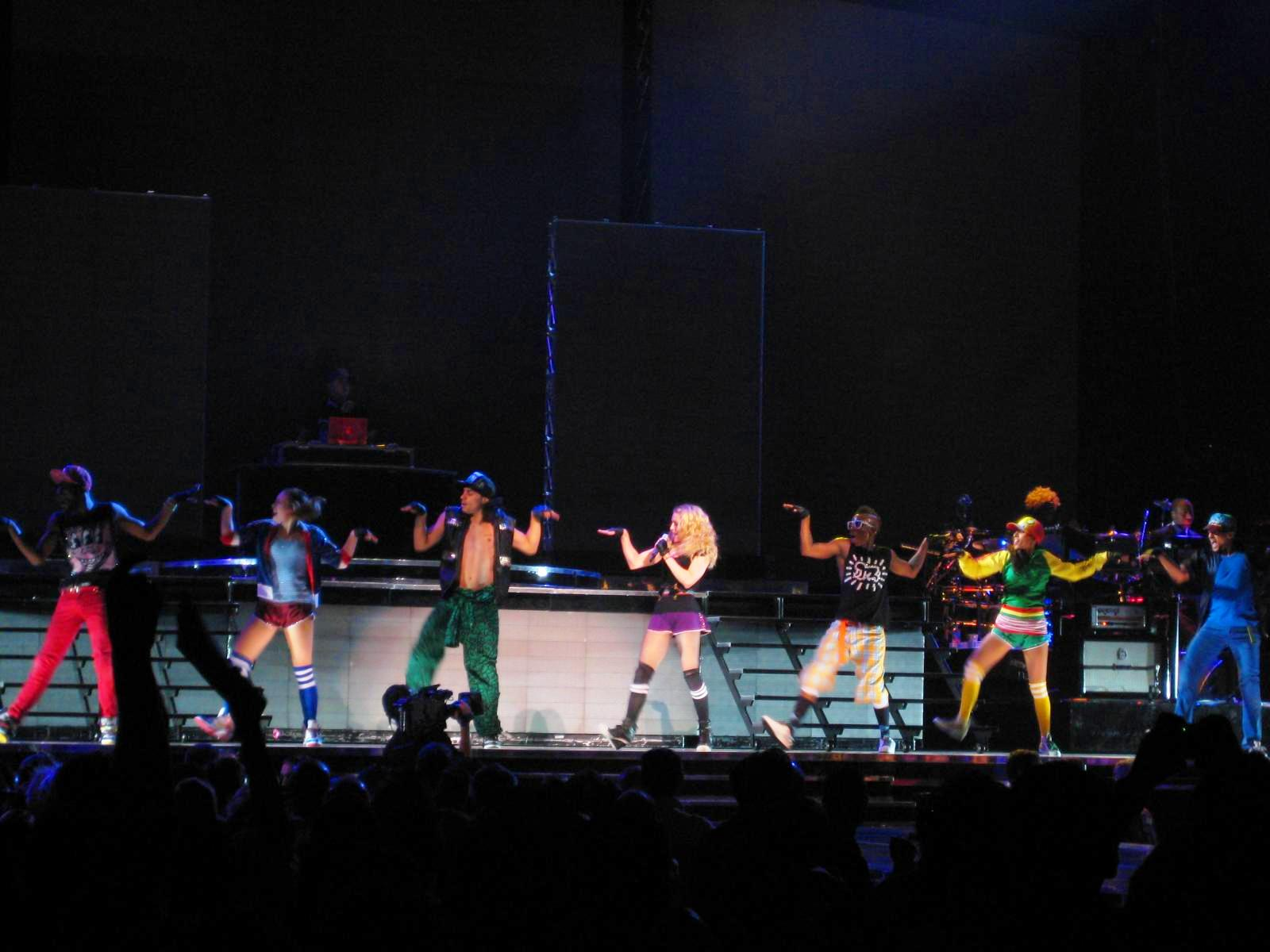
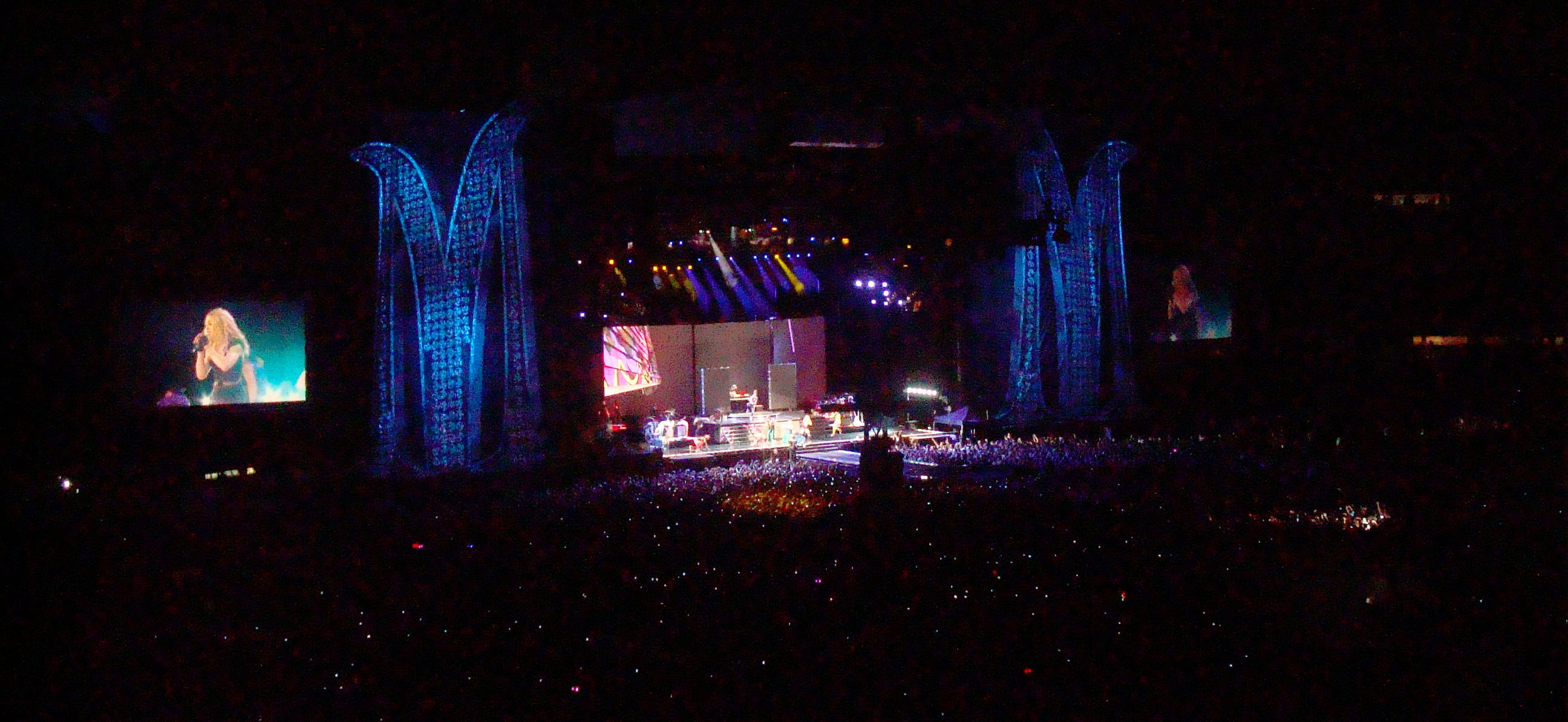
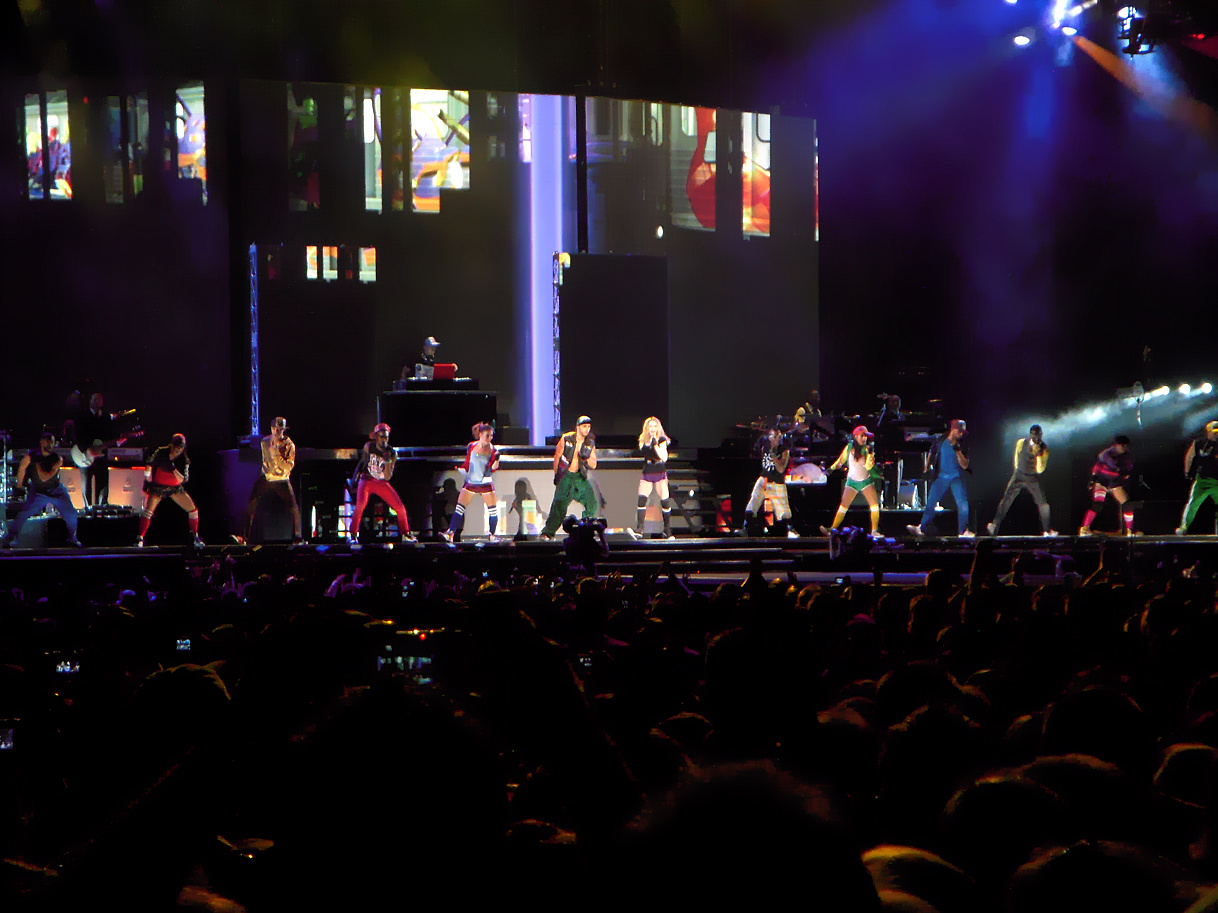
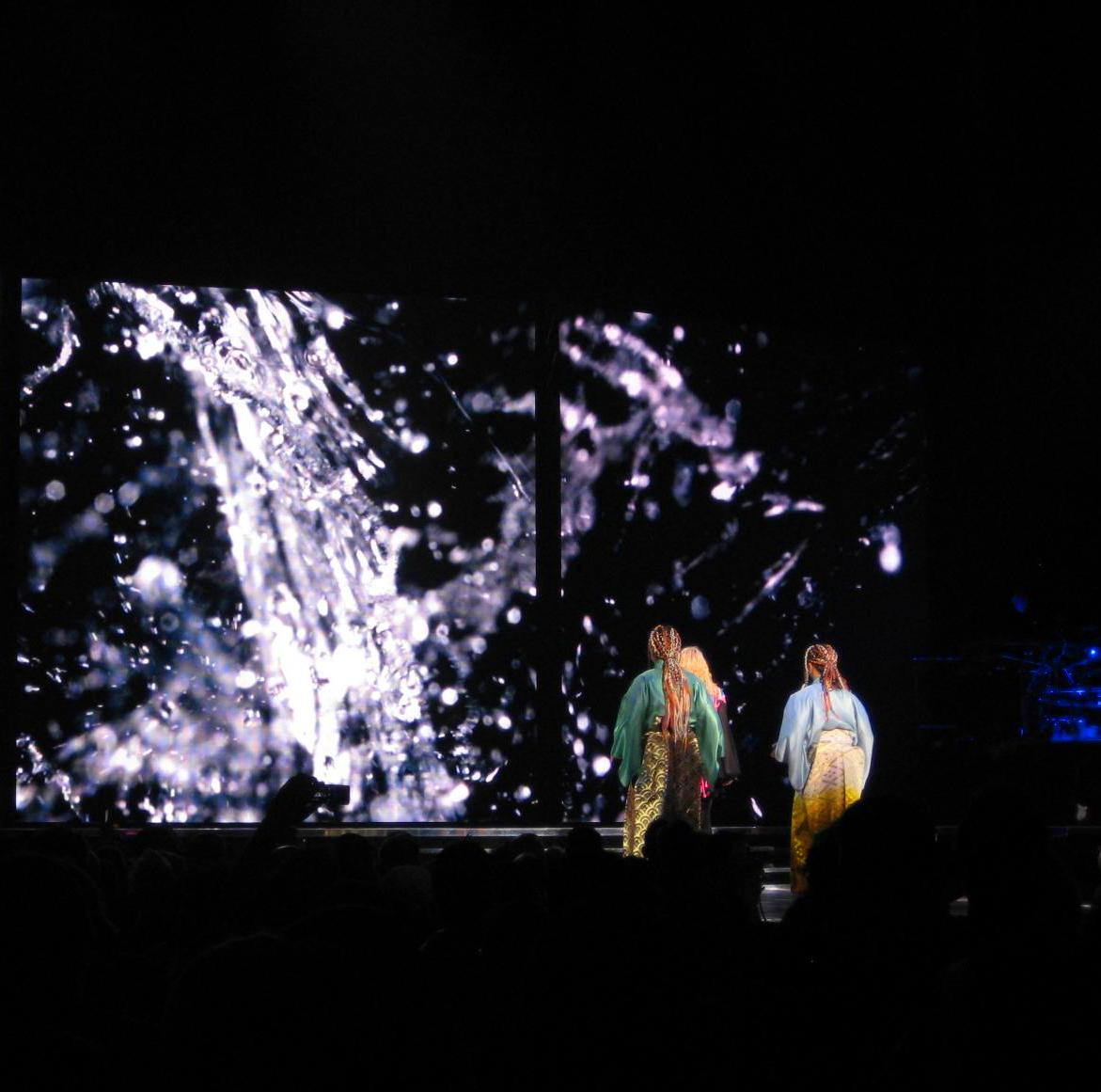
Rain (Remix)
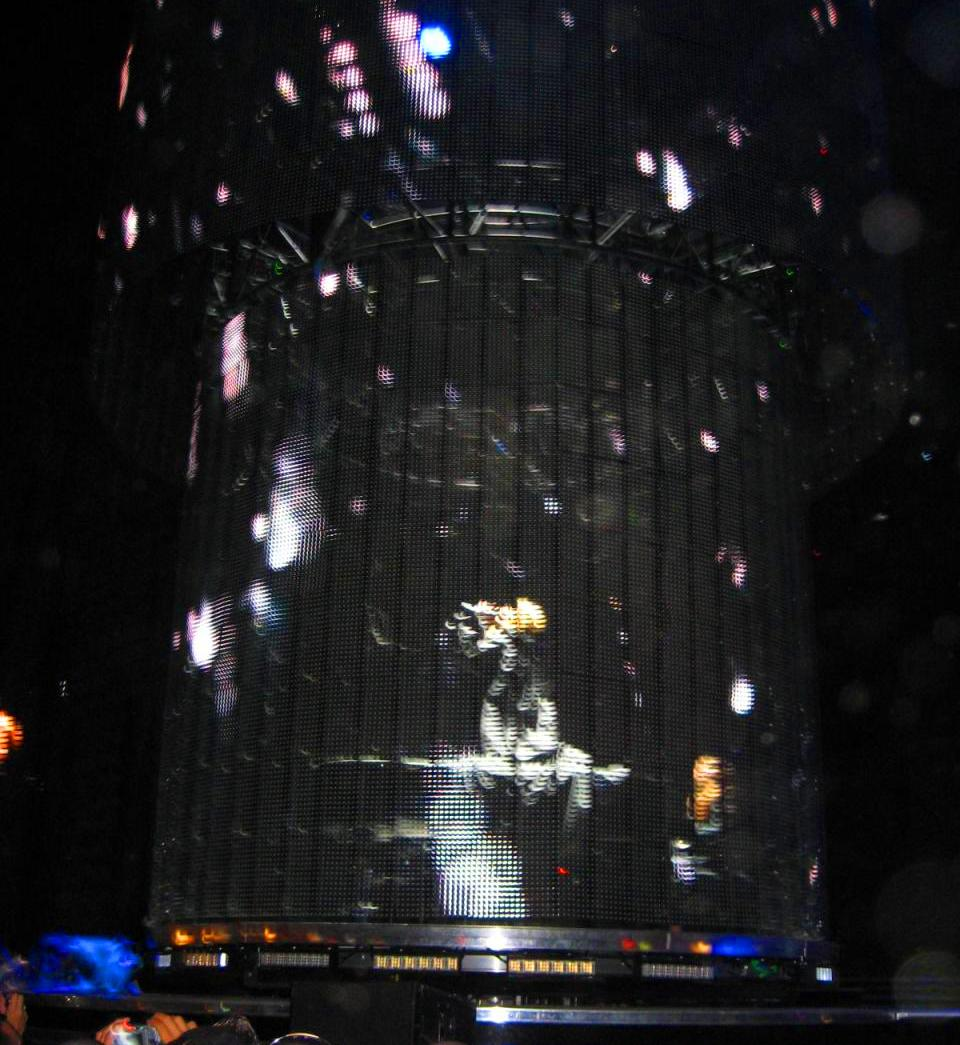
Devil Wouldn't Recognize You
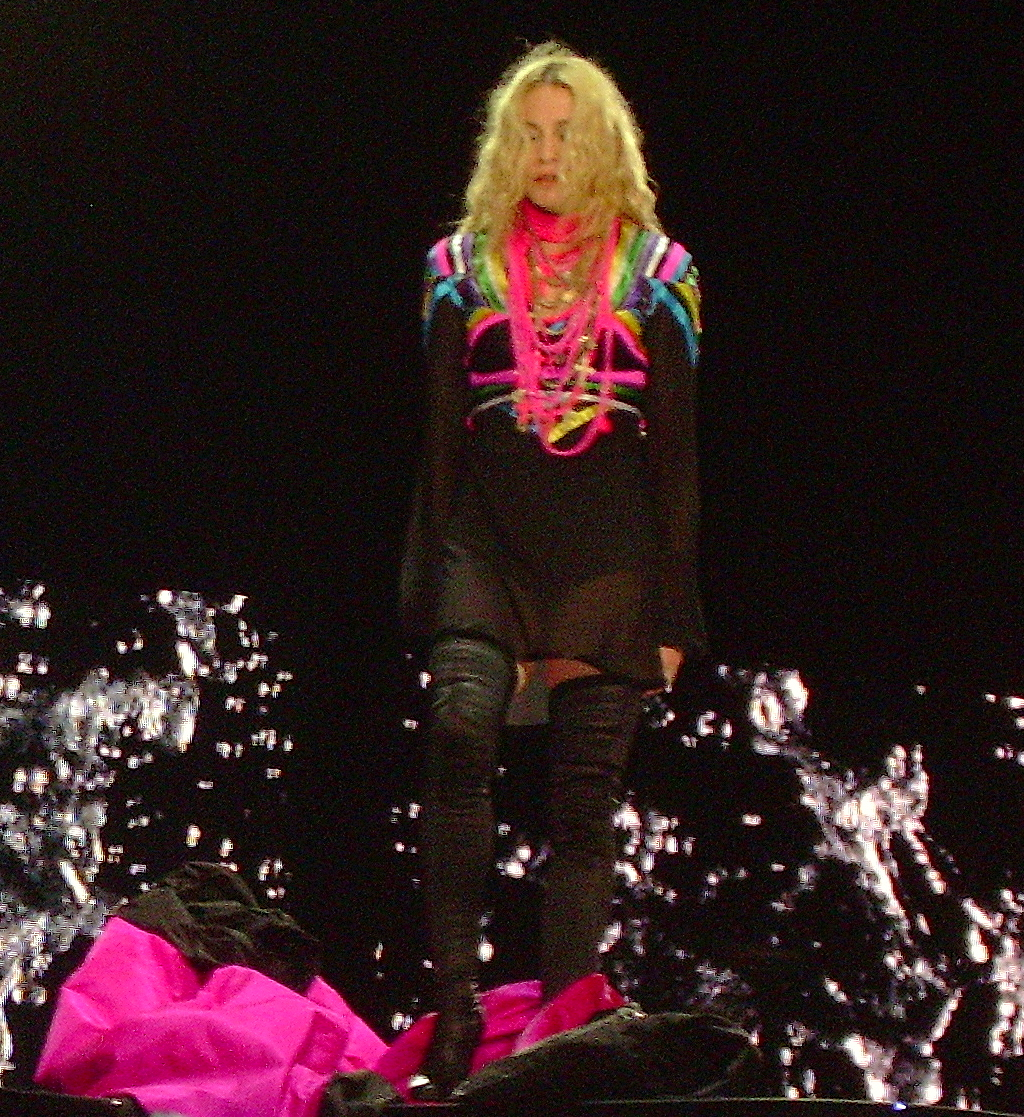
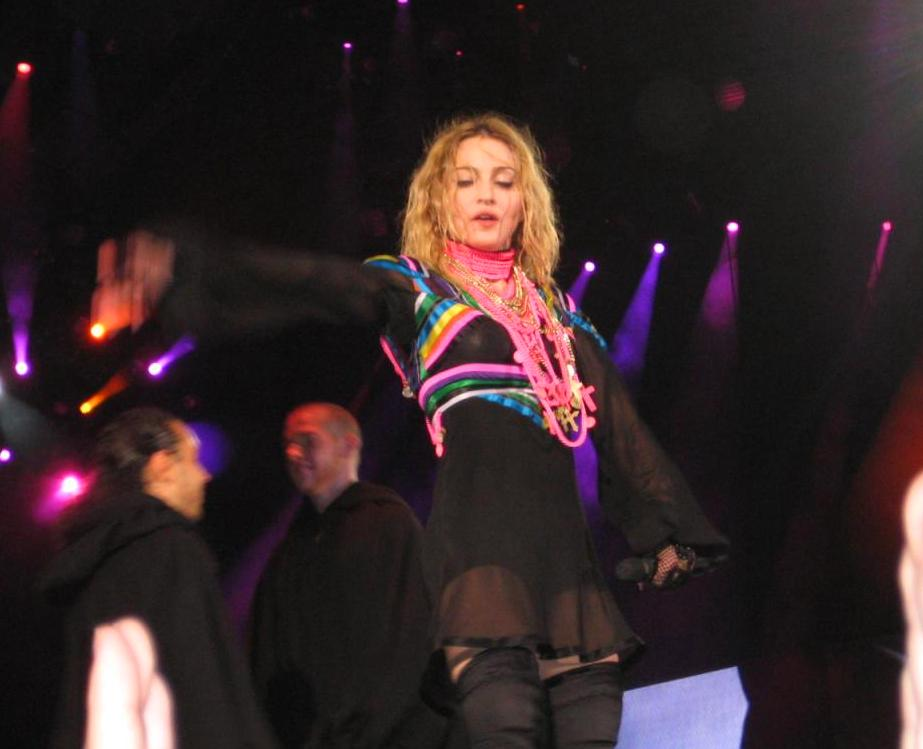
Spanish Lesson
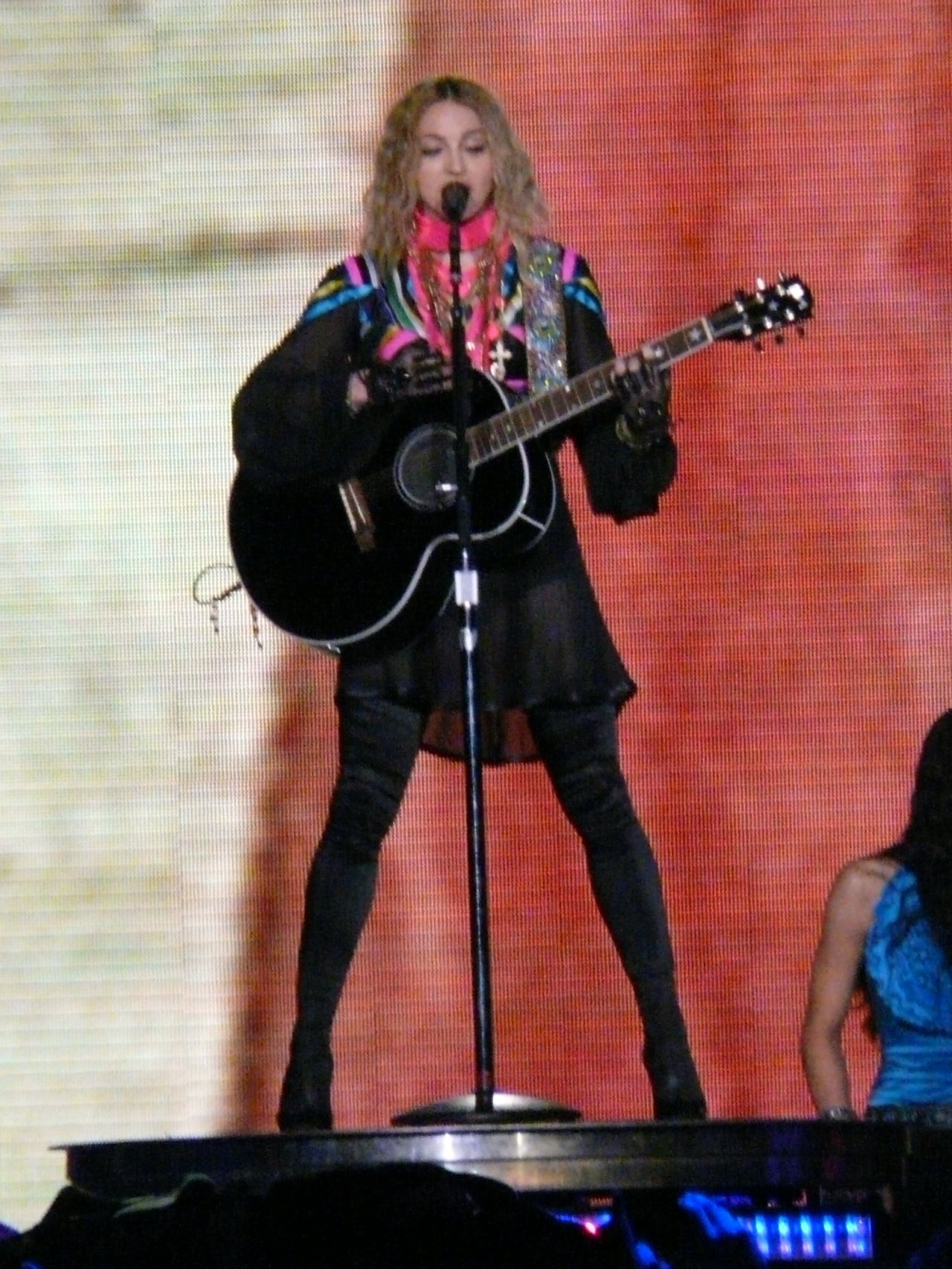
Miles Away
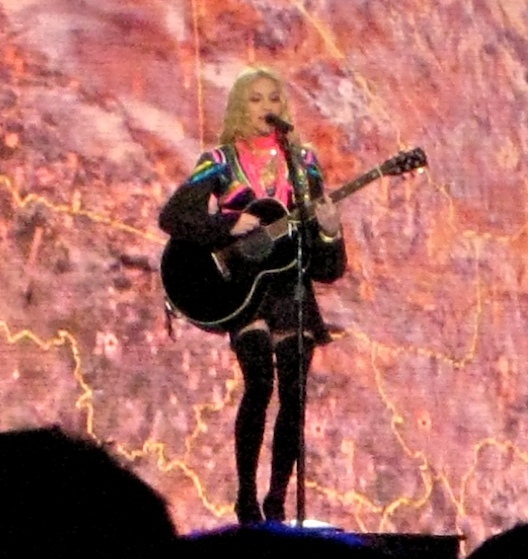
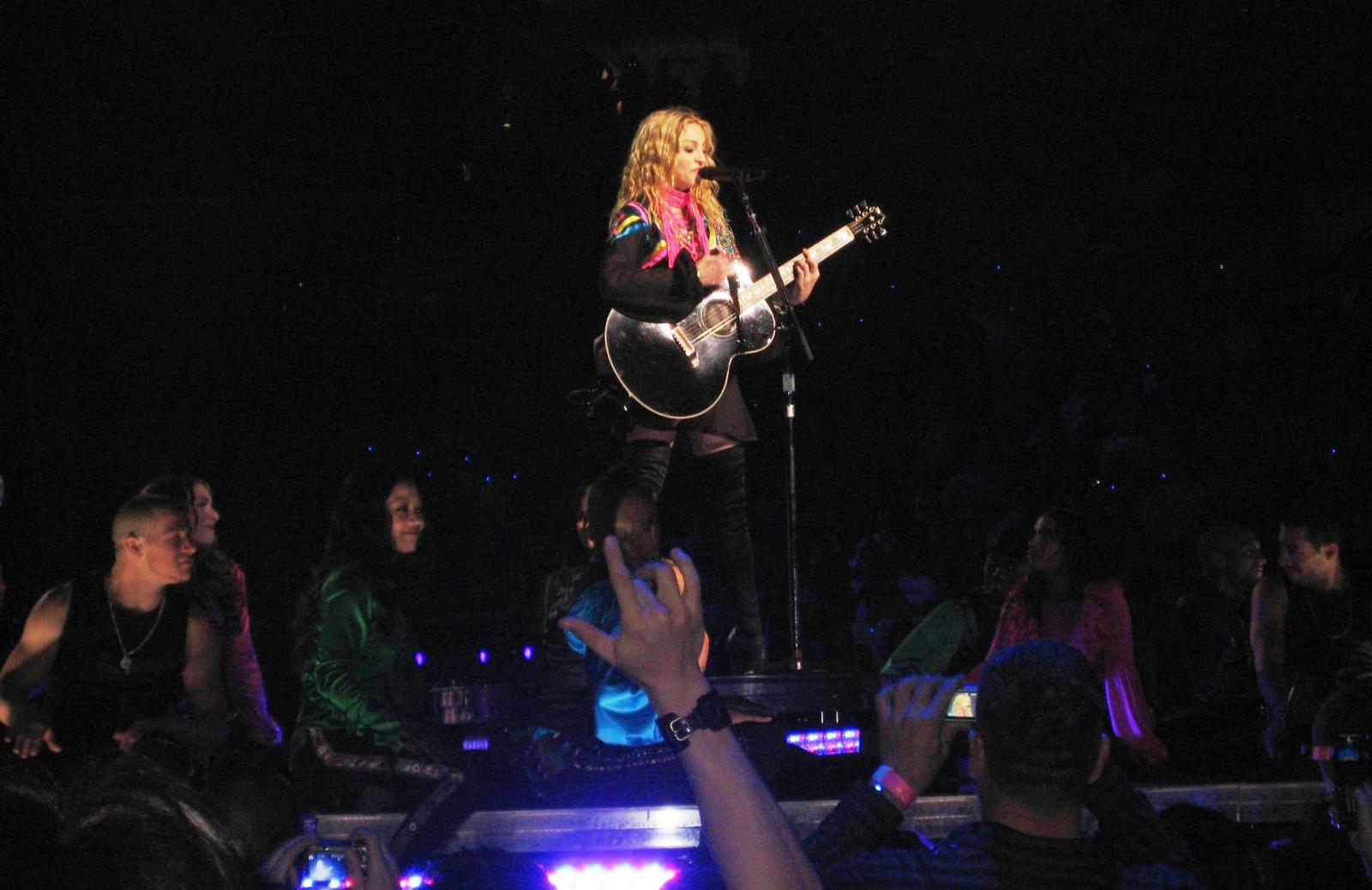
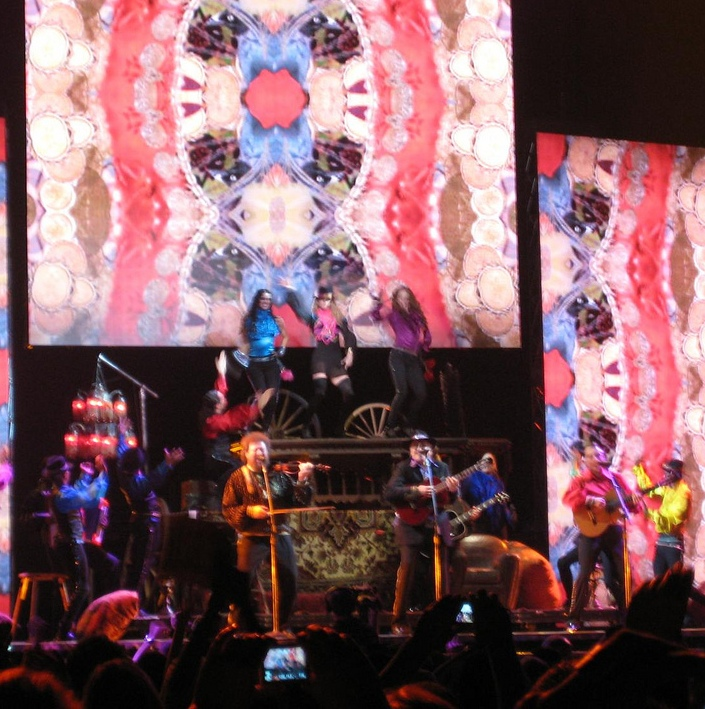
La Isla Bonita
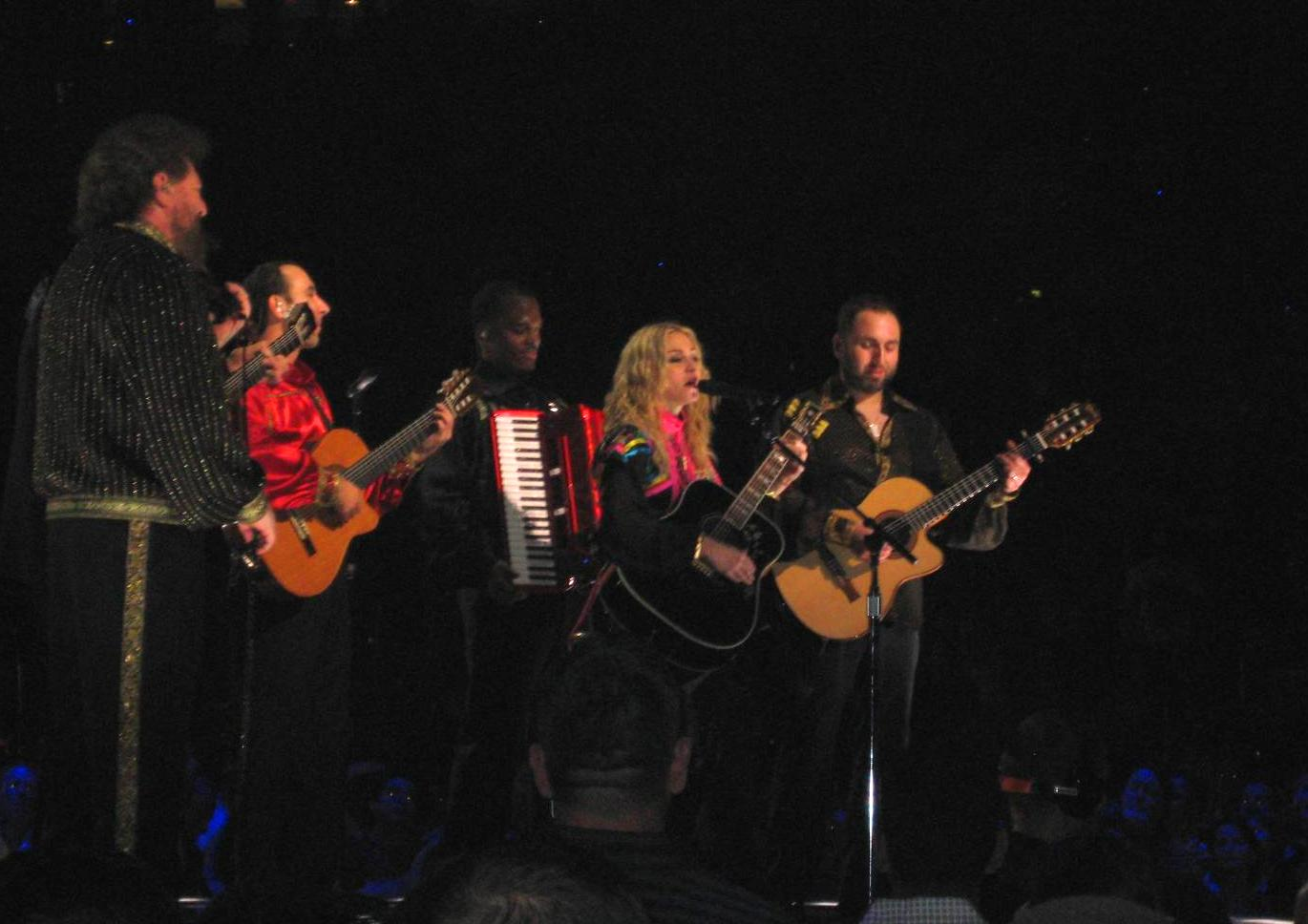
You Must Love Me
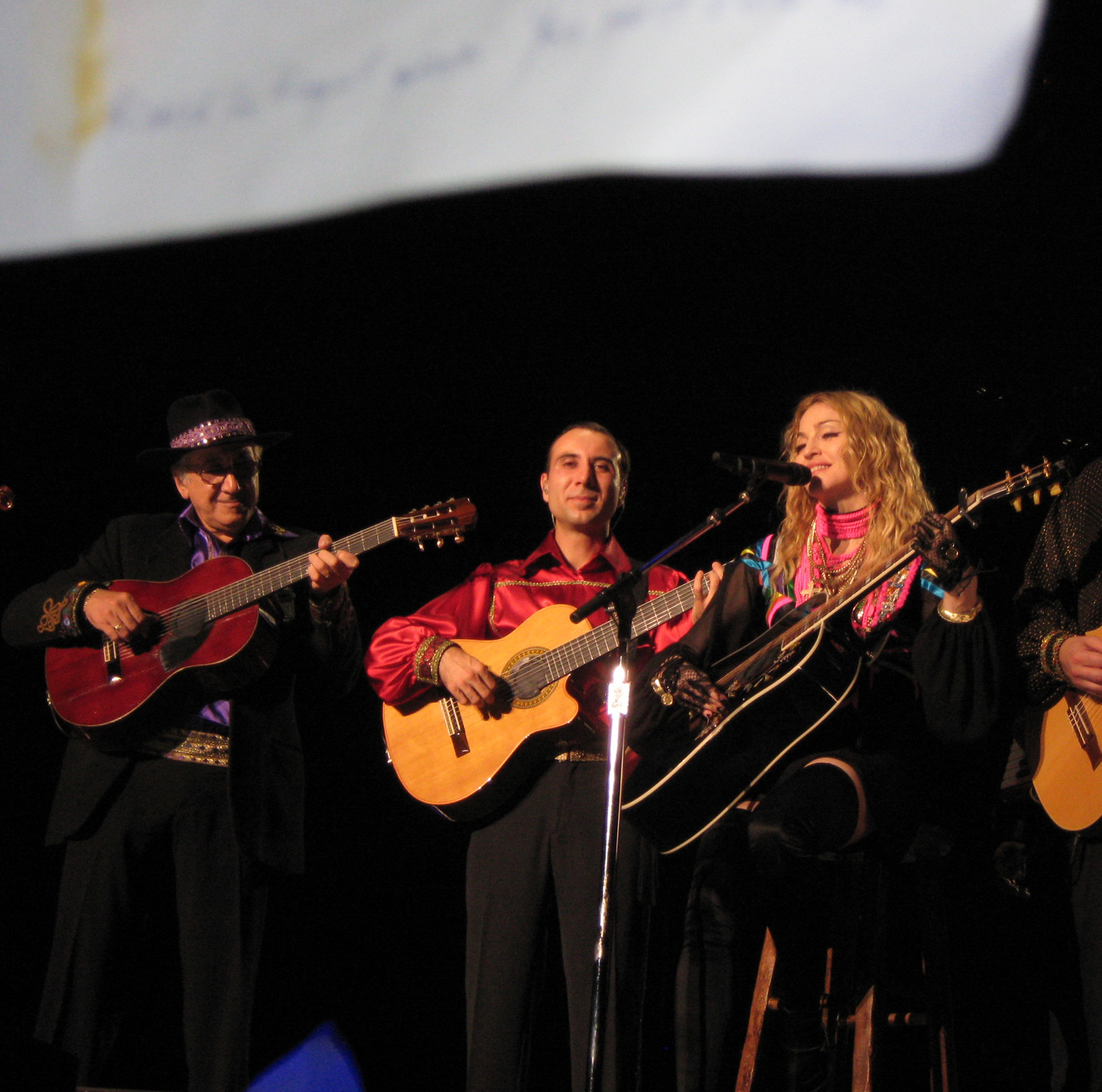
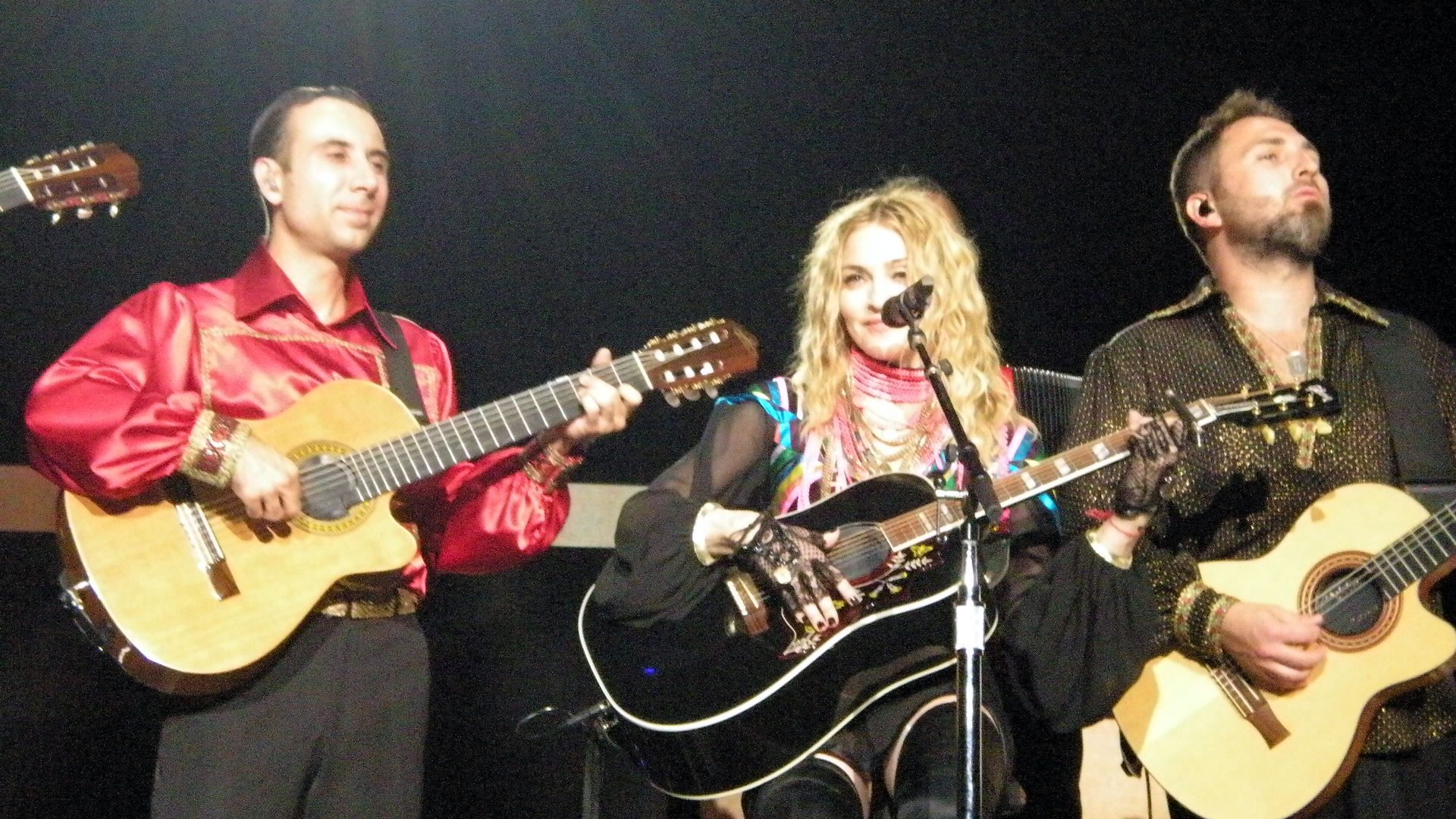
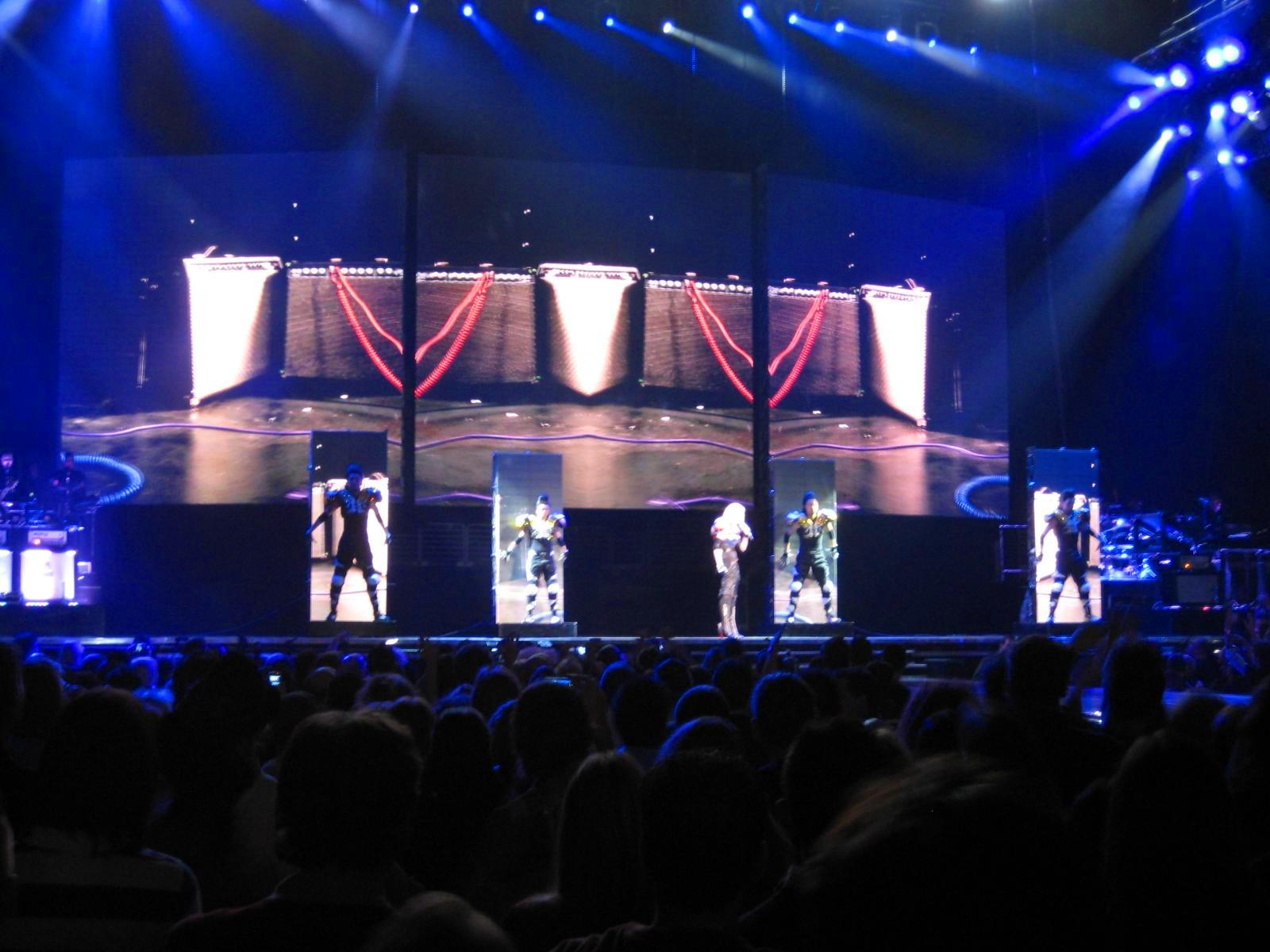
4 Minutes
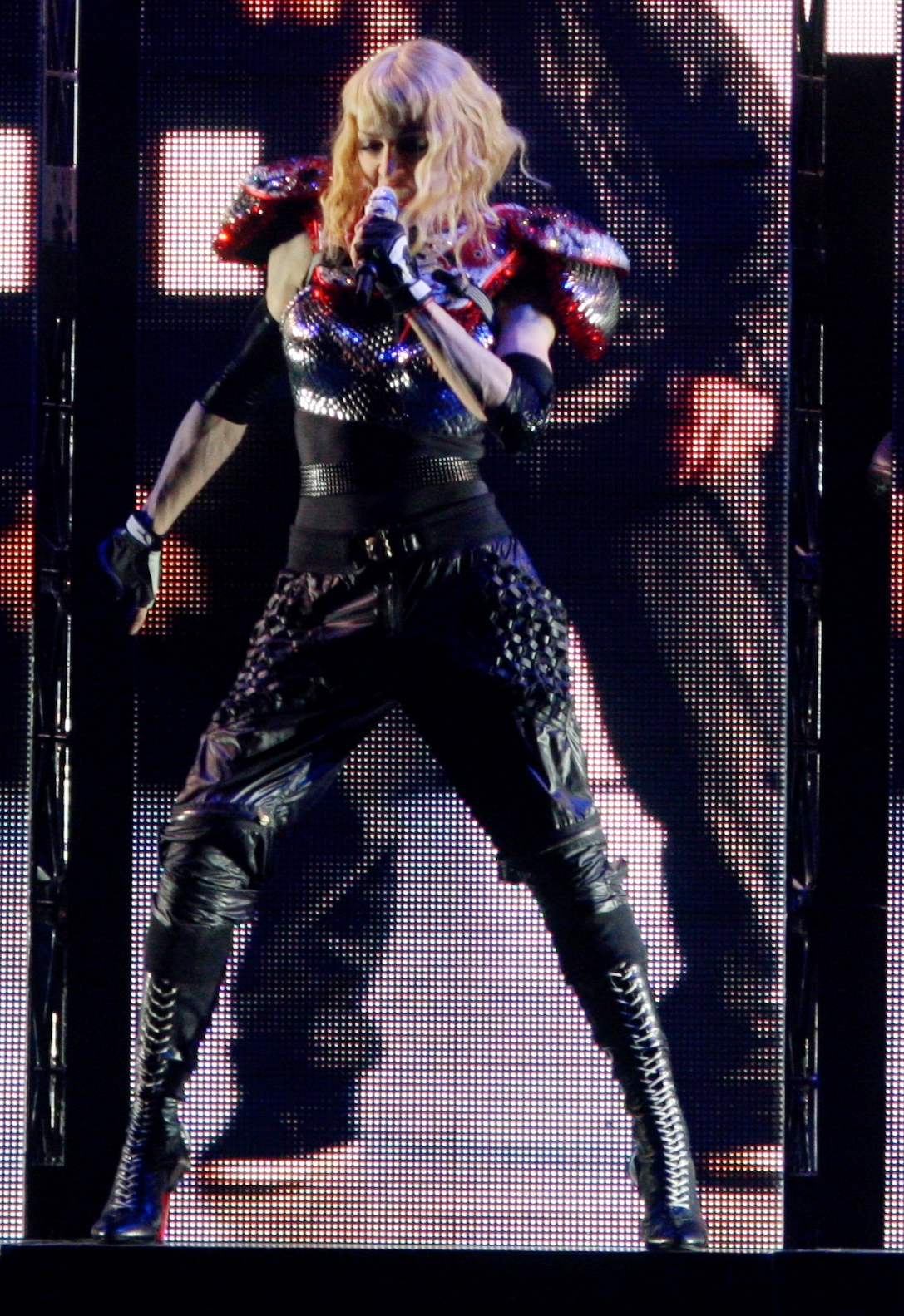
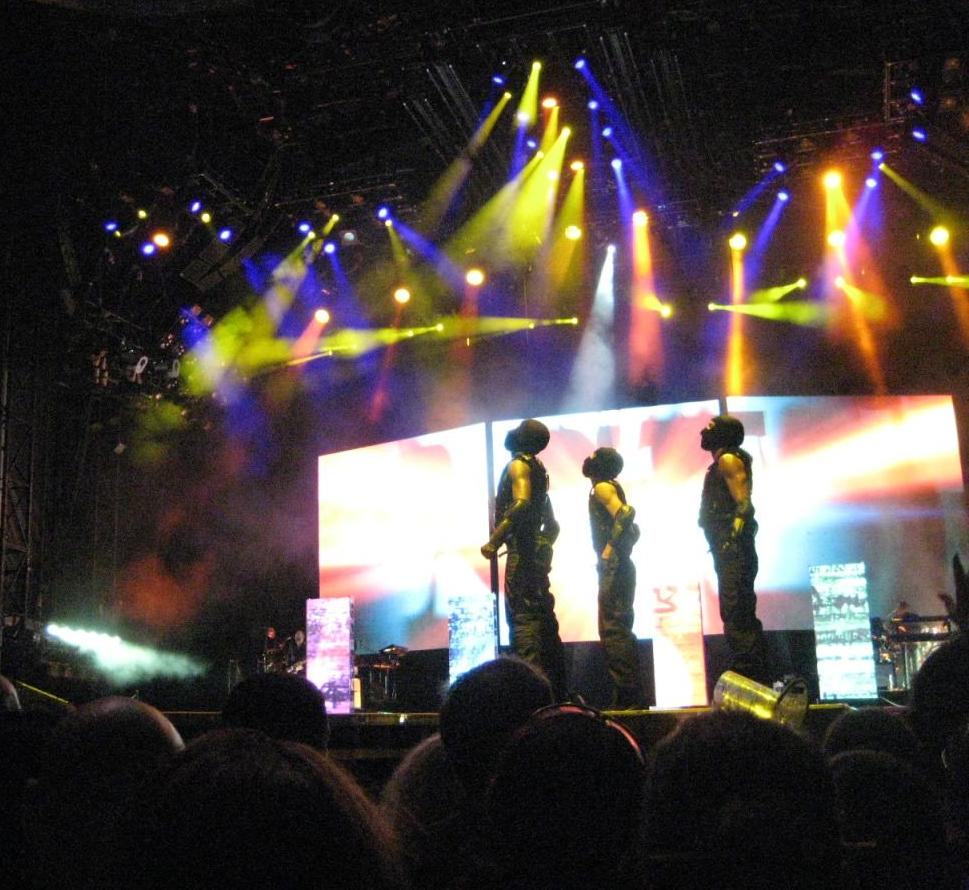
Like a Prayer
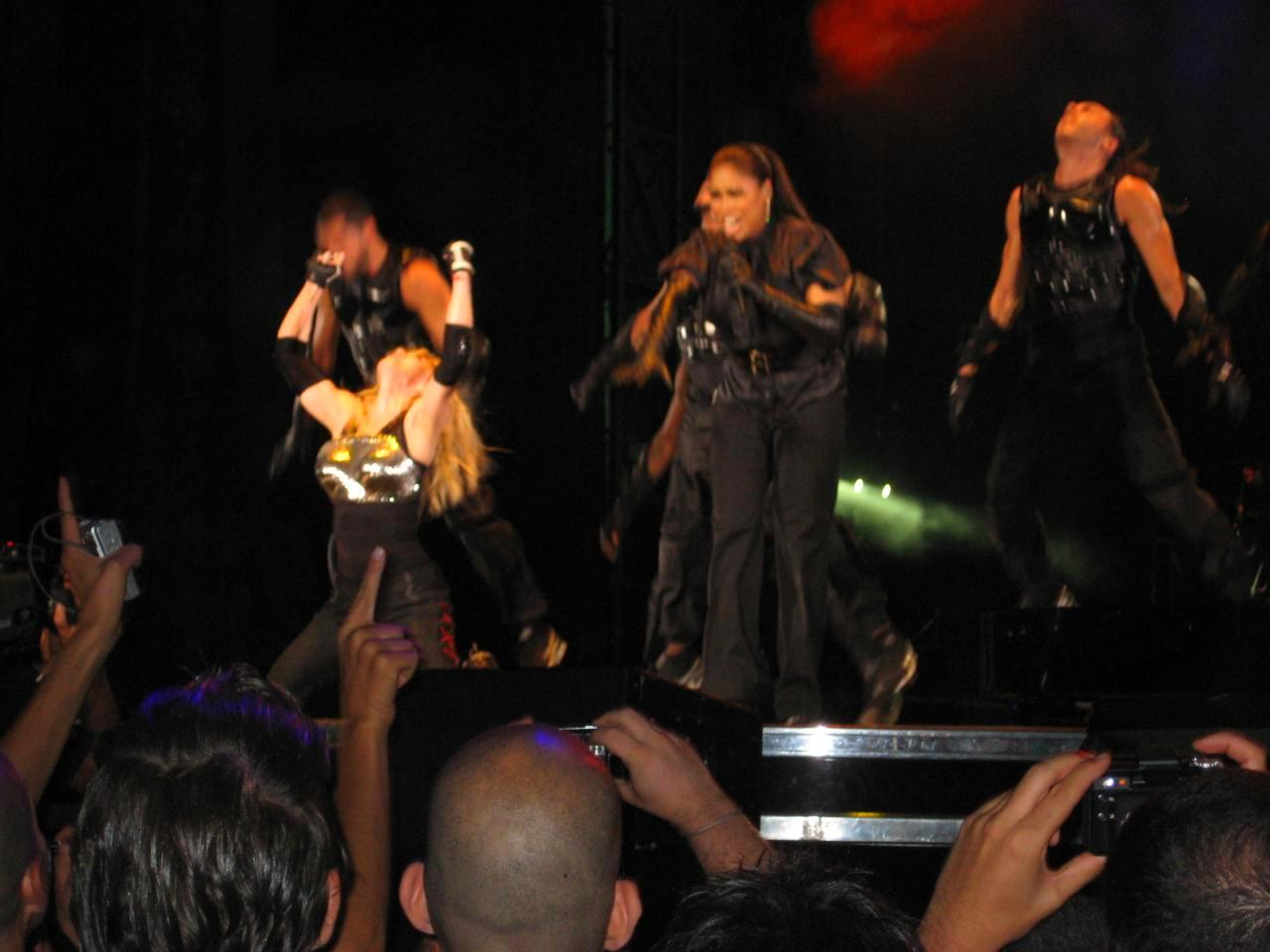
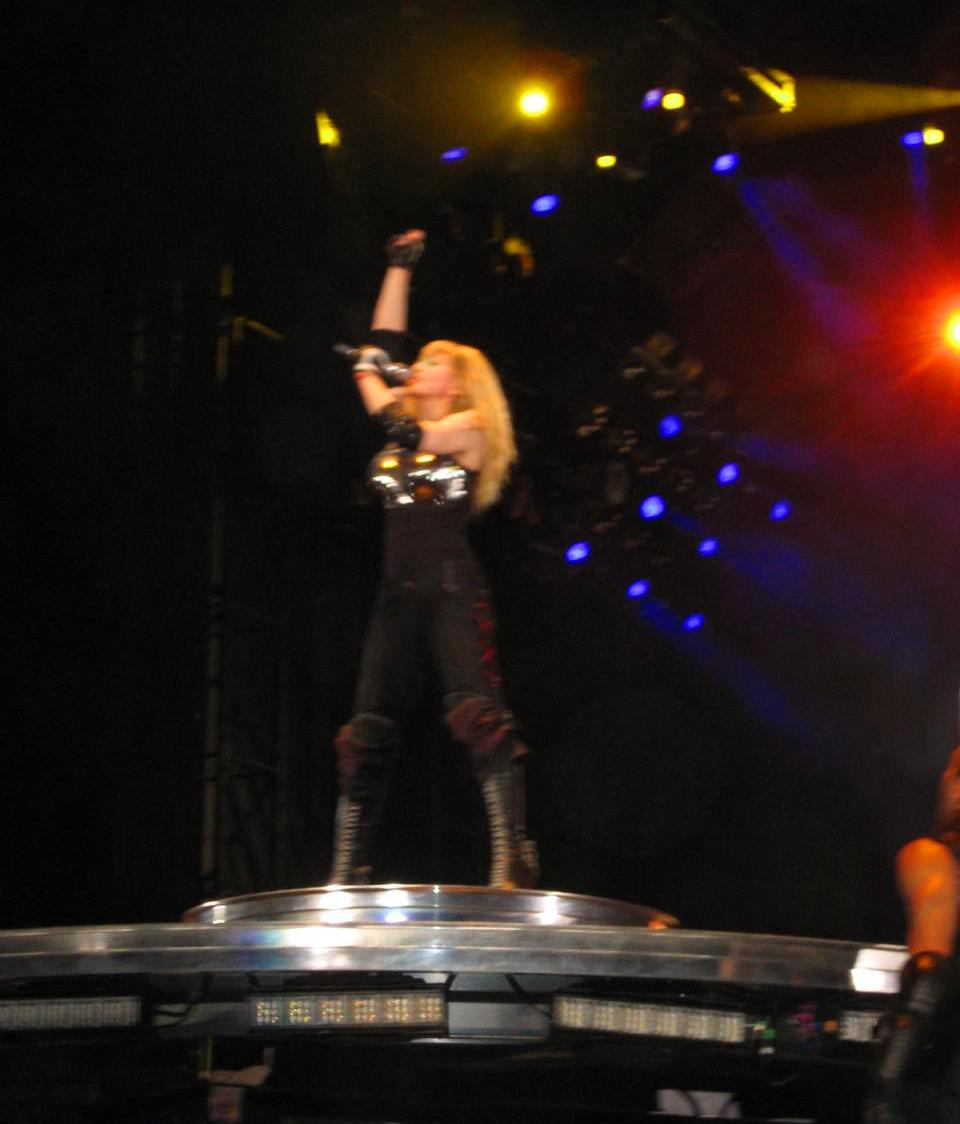
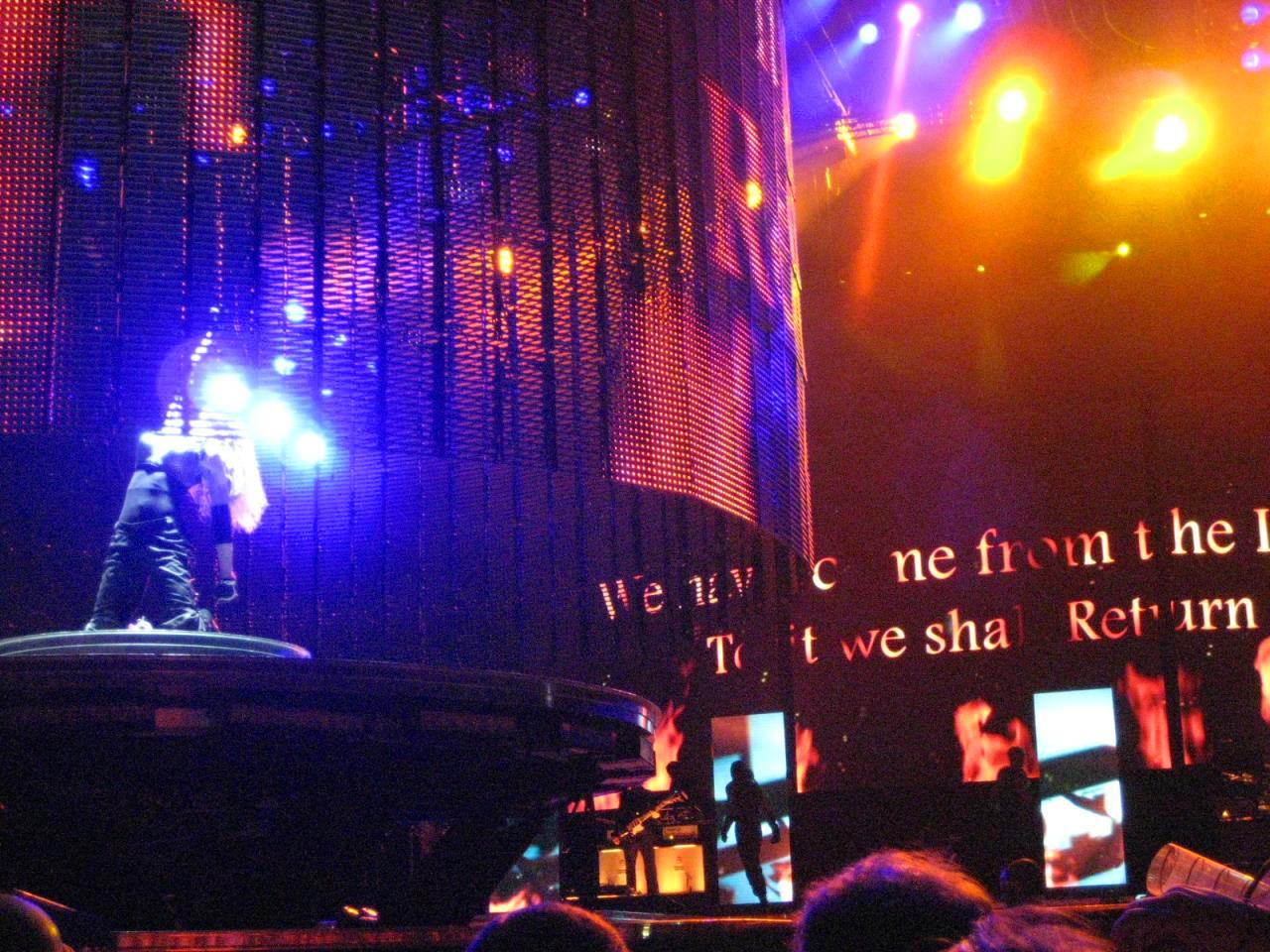
Frozen
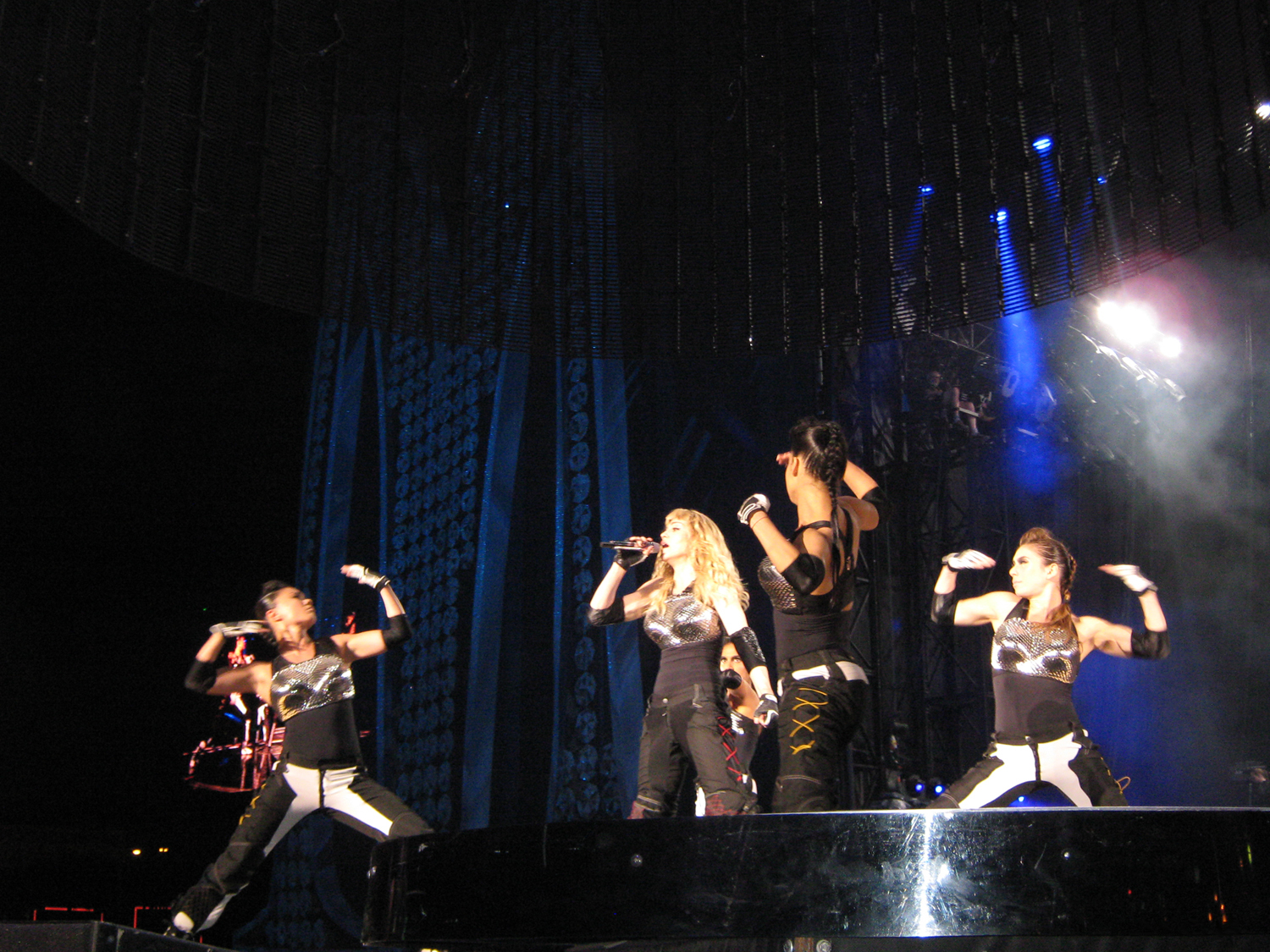
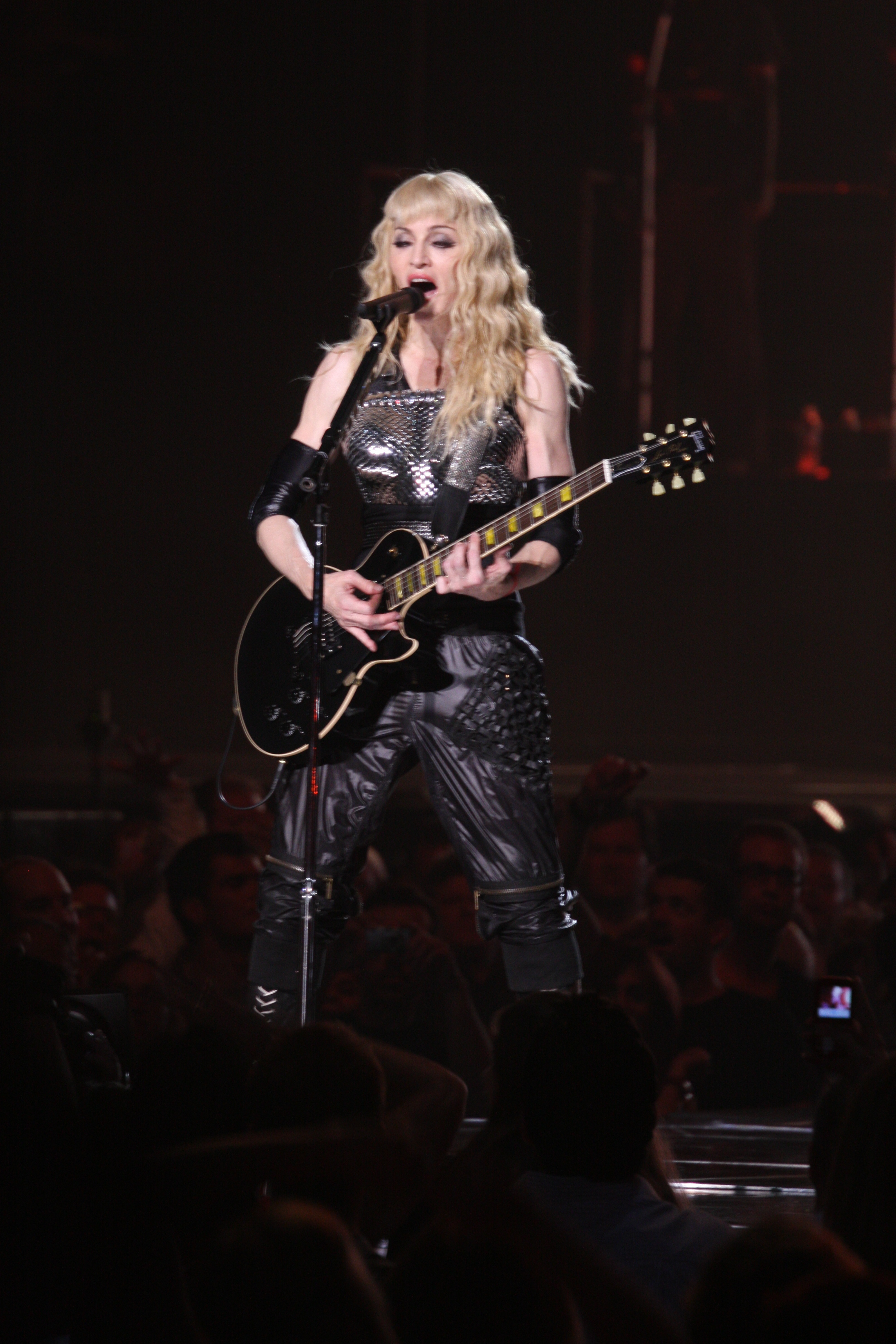
Ray of Light
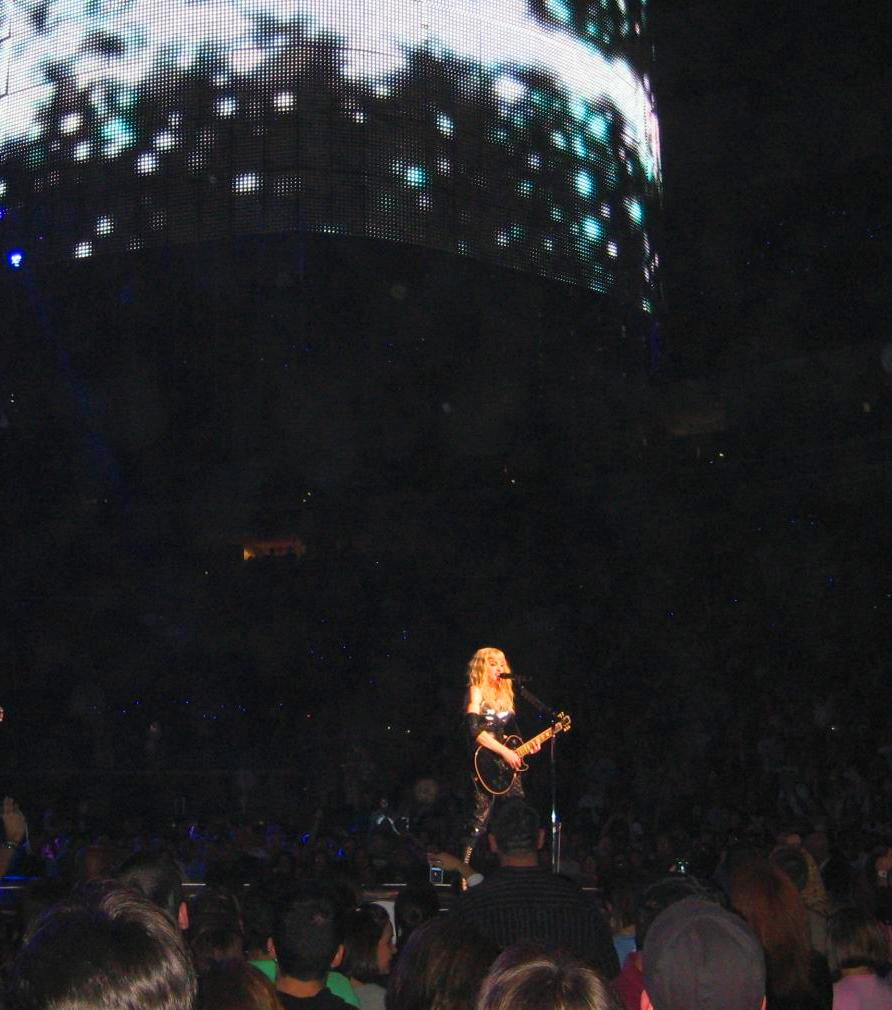
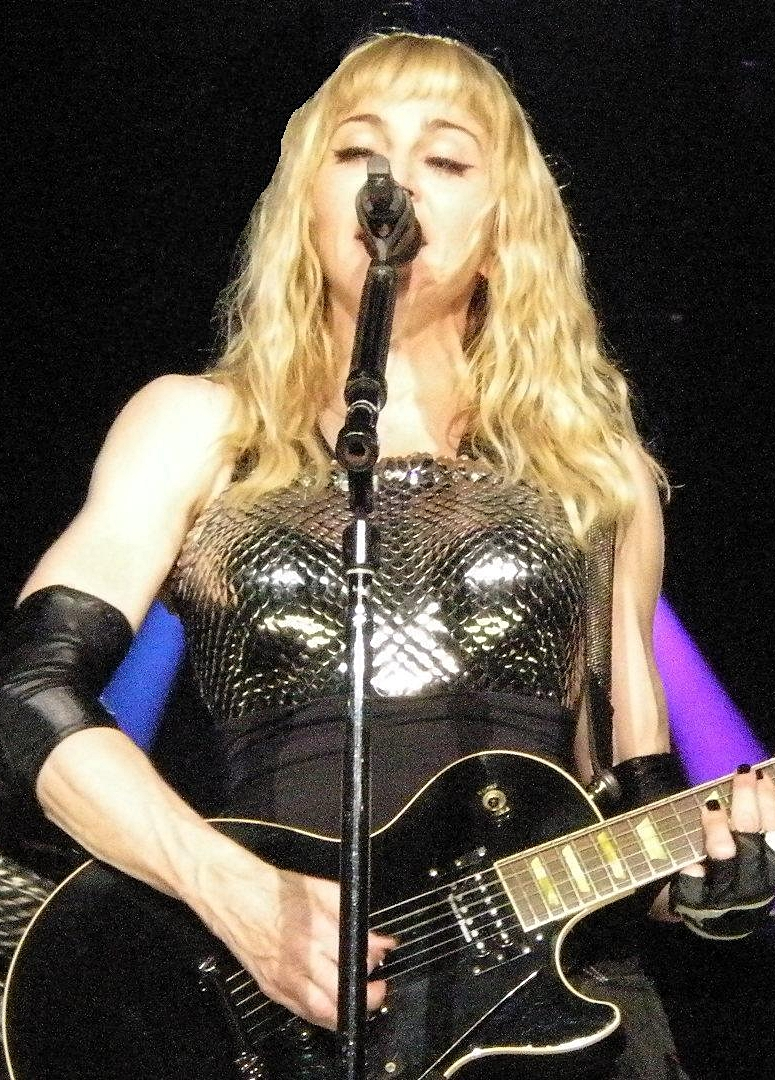
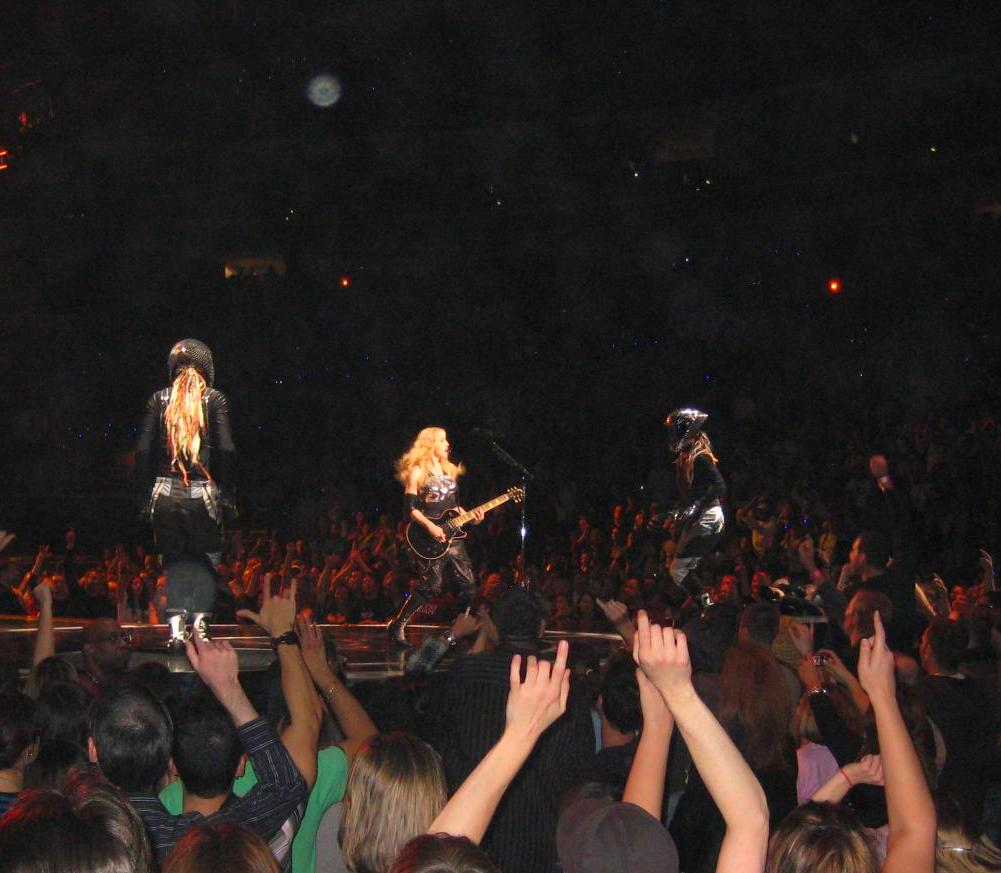
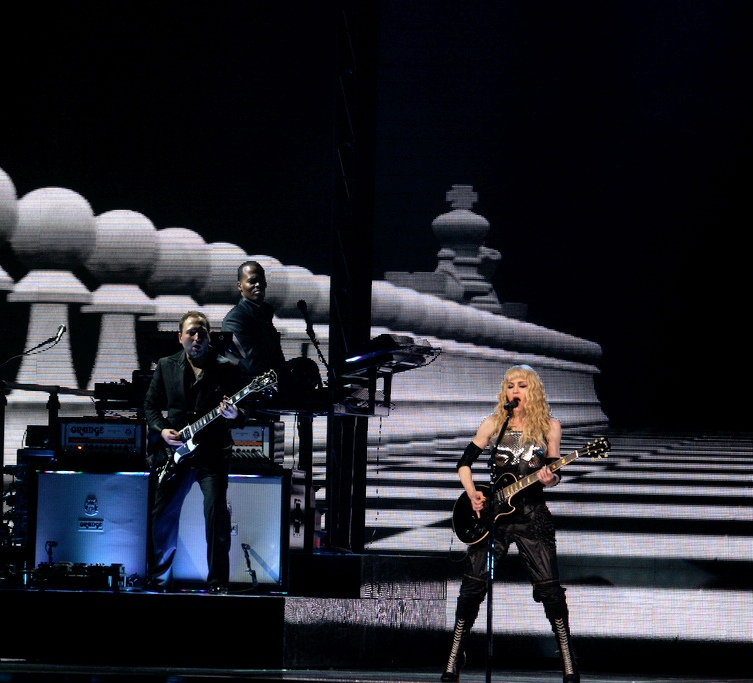
Hung Up
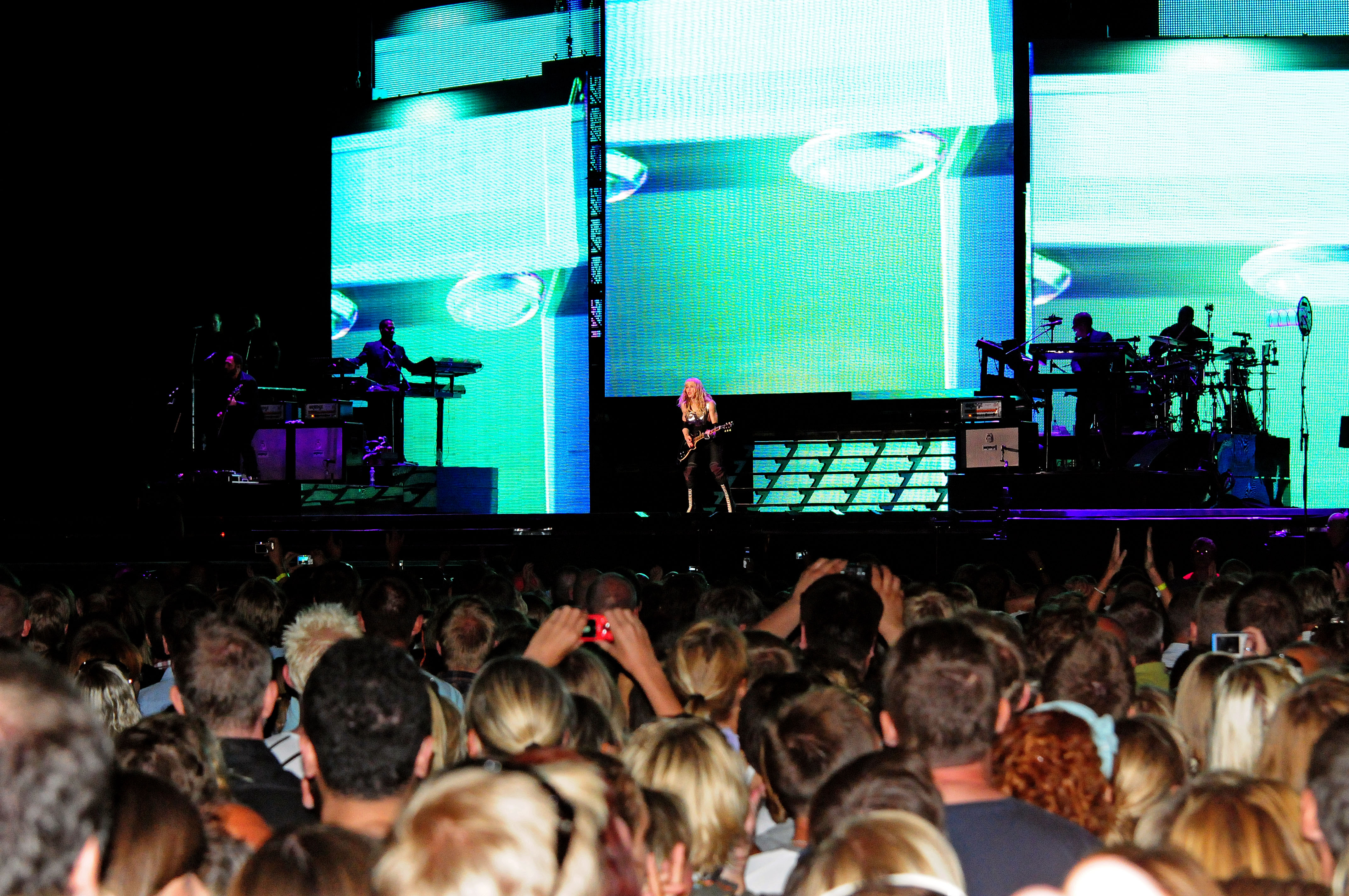
Give It 2 Me
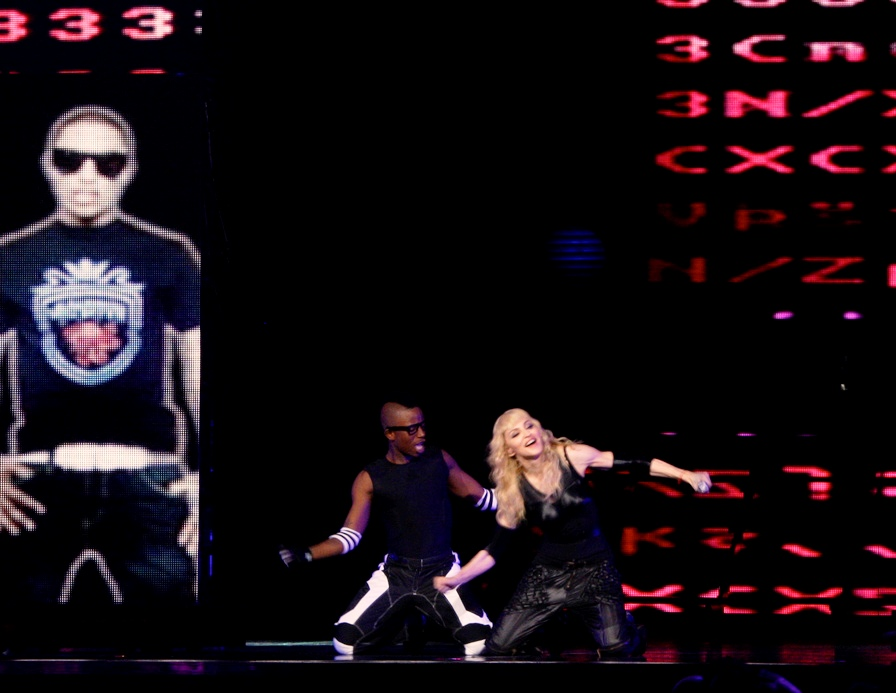
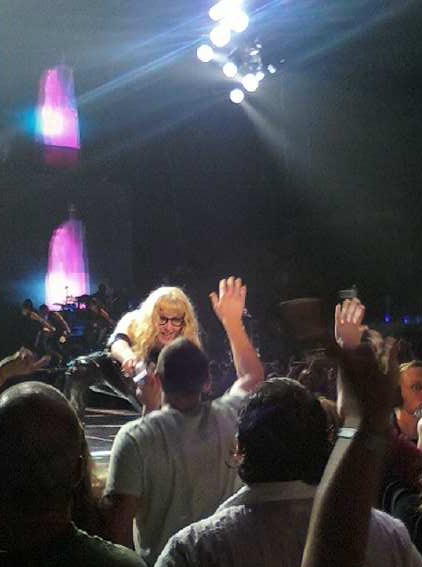
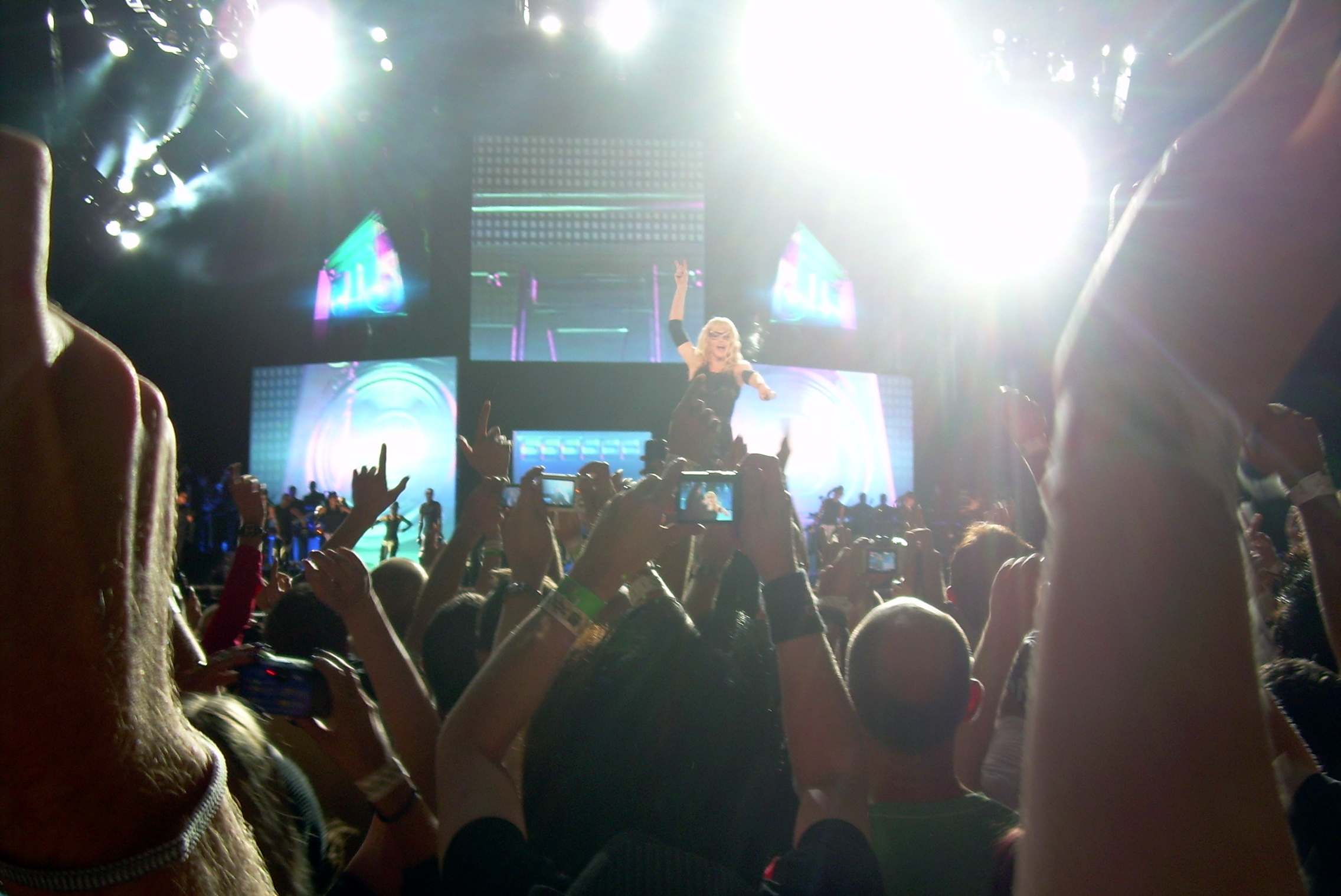
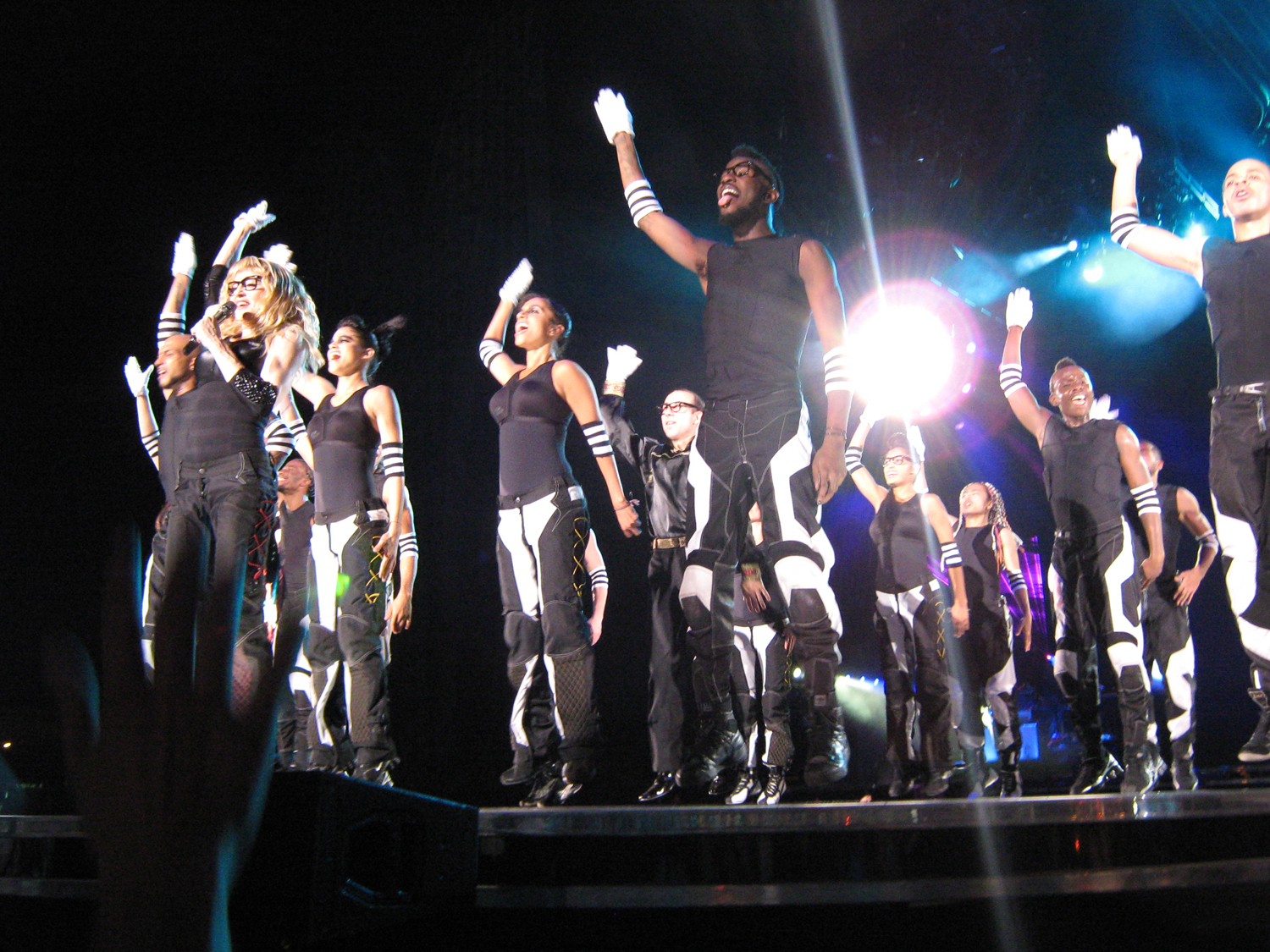
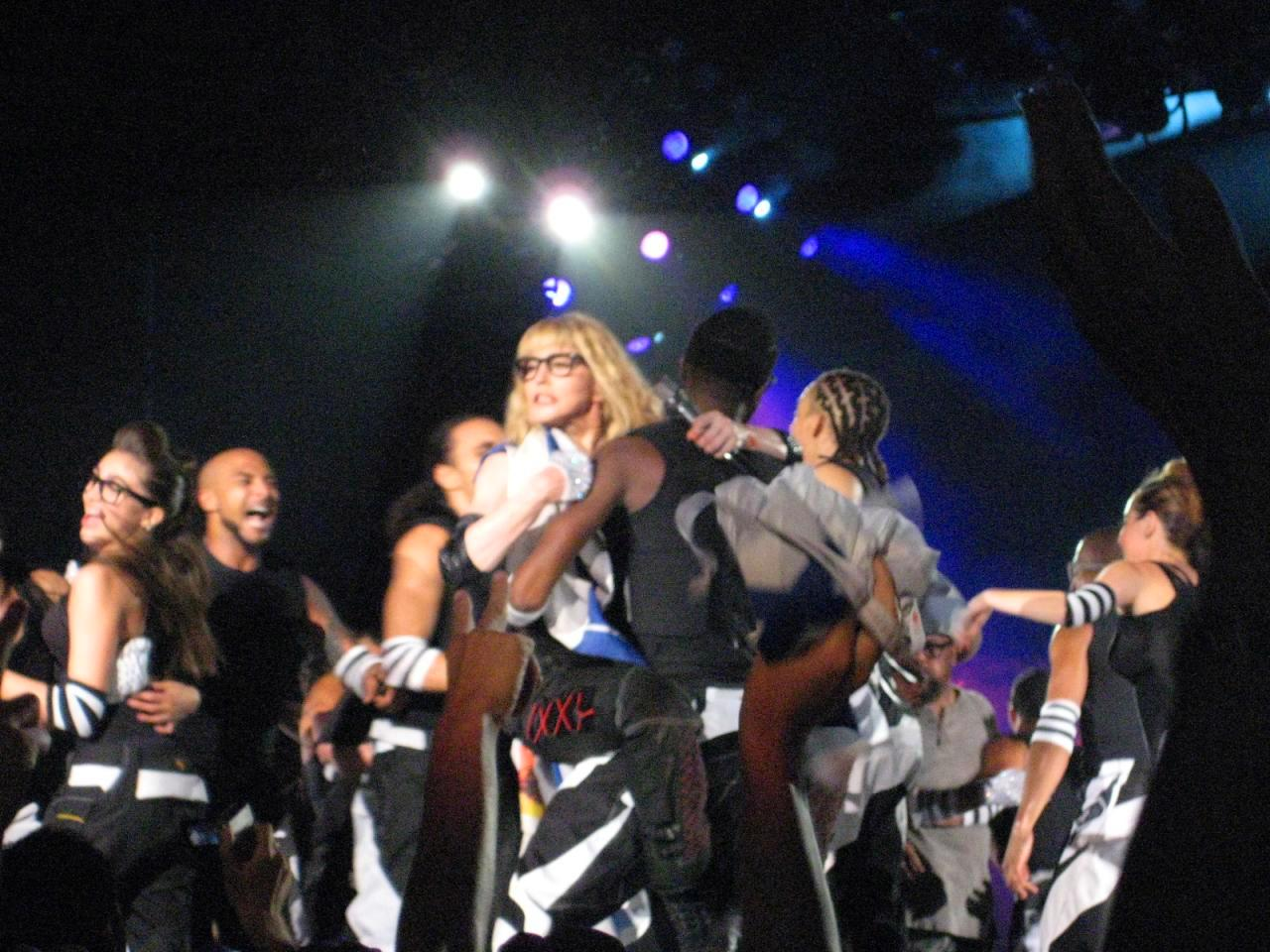
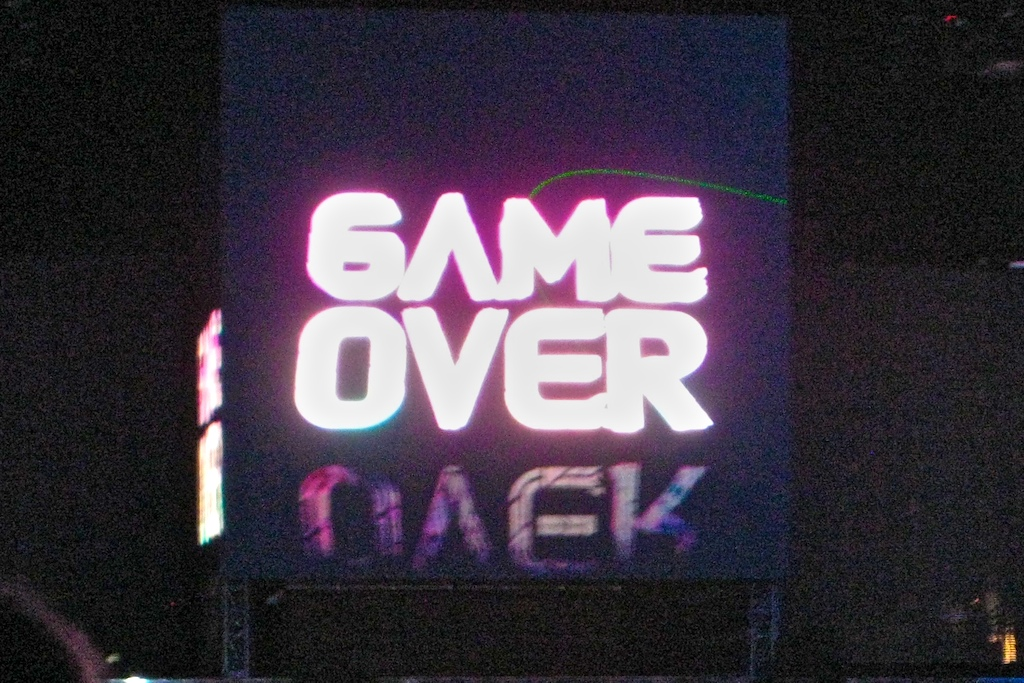